# Mohr (Heraldik)
Der Mohr als Wappenbild wurde neben Türken und Heiden seit Friedrich III. (HRR) in die Heraldik eingeführt und wird als eine gemeine Figur bezeichnet. Der Mohr ist in vielen Wappenschilden und im Oberwappen vertreten, ist in jüngerer Zeit aber wiederholt auch zum Gegenstand politischer Diskussionen geworden.
Dargestellt werden eine menschliche Figur oder Teile davon, besonders der Kopf. Gewählt wird die schwarze Farbgebung zur Kennzeichnung eines dunkelhäutigen Menschen. Männliche und weibliche Personen werden ins Wappen genommen, und diese erhalten oft blonde, also goldene, aber auch kurze schwarze stark gelockte Haare. Sie können gekrönt sein und beispielsweise im Oberwappen als Gecken oder im Rumpf erscheinen. In vielen Fällen war der Mohr ein Symbol des Heiligen Mauritius, unter anderem Schutzheiliger des Heeres und der Waffenschmiede, dessen Patrozinium im Mittelalter viele Kirchen geweiht waren. Es stehen aber in manchen Fällen auch spezifische Sagen, Legenden oder historische Begebenheiten hinter dem Wappensymbol.

## Die gekrönte Mohrin im Wappen der Kirchberger und Fugger (14. Jahrhundert)
Bereits ein alter Wappenschild der schwäbischen Linie der Grafen von Kirchberg zeigt eine gekrönte Frauengestalt (Jungfrau) mit vermutlich dreiblütiger Blume (Rose, Lilie oder Distel) in der Hand, die zu dieser Zeit als Symbol der Trinität steht, weshalb ein Bezug zu Maria möglich erscheint. Auf einem Siegel des Grafen Konrads von Kirchberg auf einer Urkunde des Klosters Wiblingen aus dem Jahr 1313 hält die gekrönte Jungfrau eine Kugel in der rechten Hand. 1355 wird sie in der Zürcher Wappenrolle erstmals farbig als Mohrin dargestellt.
Bei den Kirchbergern erhält die Mohrin spätestens ab dem 15. Jahrhundert statt eines „schwarzen Huts“ eine Bischofsmütze, zunächst anstelle der Krone auf dem Kopf, dann in die Hand. Dies hat allem Anschein nach Eberhard von Kirchberg veranlasst, nachdem er 1407 Bischof von Augsburg geworden war.
1488 wird Illertissen durch Kaiser Friedrich III. ein Wappen in Anlehnung an das der damaligen Ortsherren, der Grafen von Kirchberg, verliehen. Dieses zeigte eine schwarz gekleidete Mohrin mit einer schwarzen Bischofsmütze auf dem Kopf, in der Rechten einen grünen Zweig mit drei Blättern, hier wohl allerdings mit drei Disteln. Die Grafen von Kirchberg starben 1520 aus, bald darauf erhielt Illertissen das Wappen der neuen Grundherrn.
Nachdem die Fugger 1507 die Grafschaft Kirchberg und der Herrschaften Weißenhorn, Wullenstetten, Pfaffenhausen und Resten der früheren Grafschaft Marstetten erworben hatten, zeigt auch das Wappen der Grafen Fugger von Kirchberg und Weißenhorn die Kirchberger Mohrin mit Mitra.
Eine Frau mit Mitra zeigt auch noch das Wappen von: Oberkirchberg seit mindestens 1555 (aber noch nicht als Mohrin), Unterkirchberg, die aus diesen beiden Ortsteilen gebildete Gemeinde Illerkirchberg und des Landkreises Neu-Ulm.

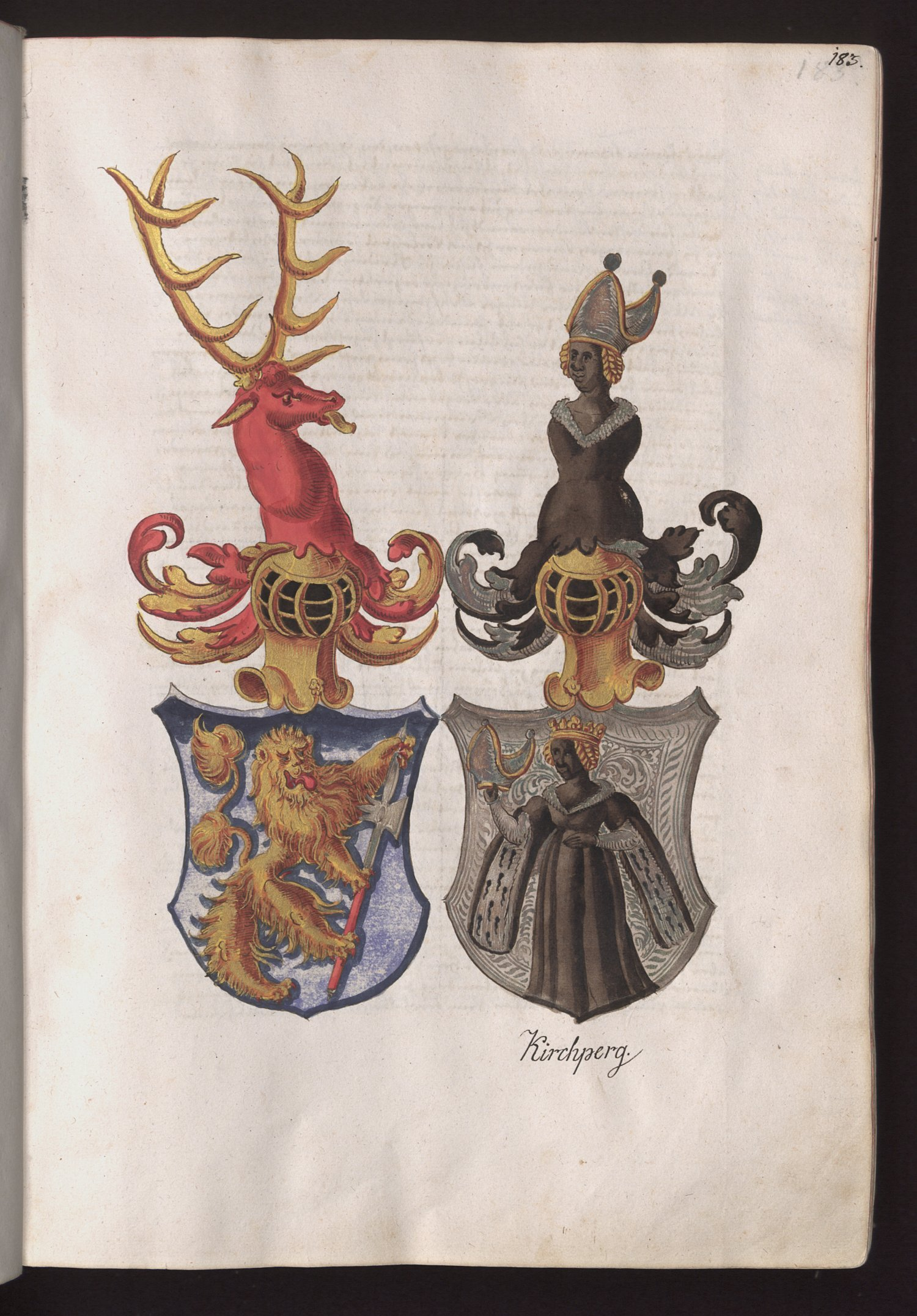
Wappen Kirchberg in der Zimmerischen Chronik (Mitte 16. Jahrhundert)
Wappen der Gemeinde Illerkirchberg[7]
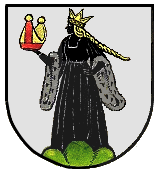
Wappen von Oberkirchberg
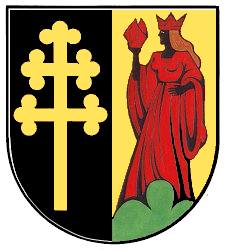
Wappen von Unterkirchberg
Wappen des Landkreises Neu-Ulm
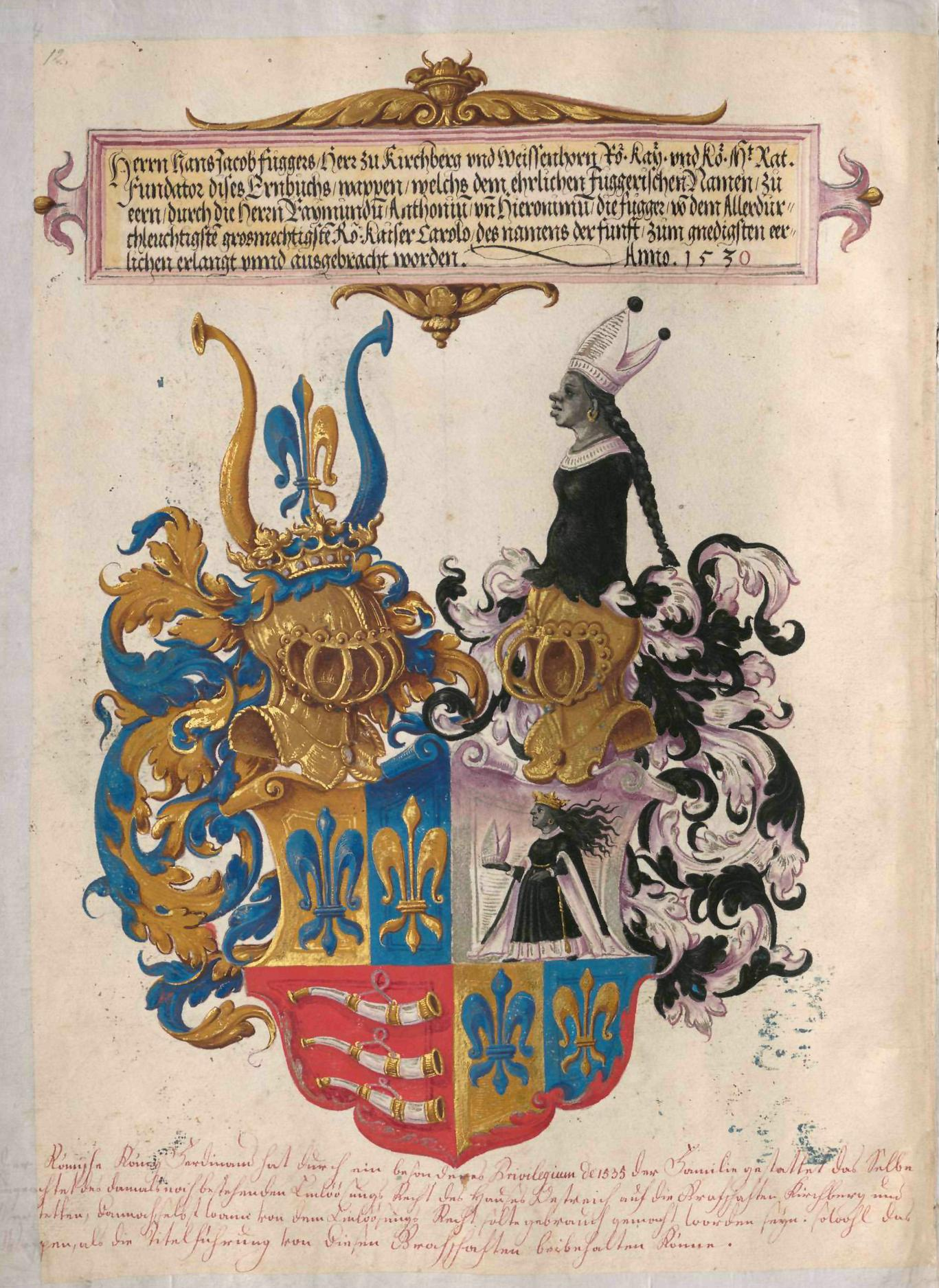
Gräfliches Wappen der Fugger, verliehen 1530
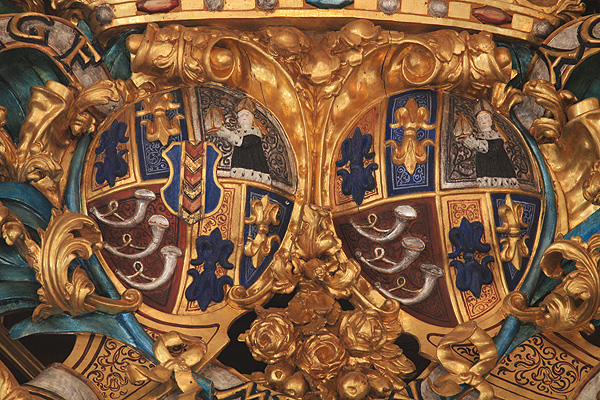
Zwei Wappen der Grafen Fugger, verliehen 1535 (noch nicht als Mohrin)
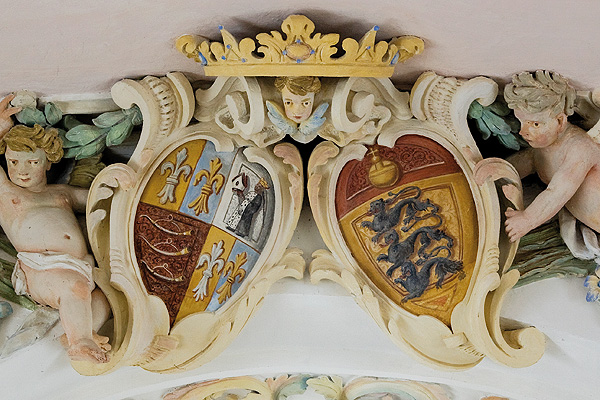
Allianzwappen Fugger-Waldburg

## Weitere Mohrinnen-Wappen Friedrichs III.
Vor dem Wappen von Illertissen (1488) hatte Kaiser Friedrich III. noch weitere Wappen mit einer Mohrin zuerkannt.

### Innsbruck, Wien, Regensburg (15. Jahrhundert)
Bereits am 17. Dezember 1442 hatte Friedrich dem Innsbrucker Sigmund Rukenhauser ein Wappenschild verliehen, auf dem „ain swarcze Morin bisz an die prust mit ainem gelben geflochten zopphen“ abgebildet war. Am 5. Juli 1471 stellte er zu Regensburg dem Georg Swab von Burgbernheim einen Wappenbrief aus. Sowohl im Schild als auch am Helm findet sich das Brustbild einer Mohrin. Am 28. Februar 1472 gab er ein Wappenschild an Claus Newffer, auf der „ain barhawbte morin, becleidt in weyss habende in ir yeder hand auch ein aufrecht gelb salczschewfl und umb ir hawbt ein gepundn fliegen pinden, blab und weysz“ zu sehen war. Am 10. März desselben Jahres erhielten Sebald Schreyer und sein Vater Hanns Schreyer ein Wappenschild mit einer „morin on fusz und on arm, in swarcz becleidet vorn mit dreyen gelben gesperren gelben gurtl gollir harpannt einem swarczn geflochten zopfen und gelben ringlein in den oren.“ 1487 erhalten noch Hans und Lorenz Mordeisen ein Mohrenwappen.

### Der Mohr bzw. Möhrin von Tuttlingen-Möhringen (15. Jahrhundert)

Wappen von Tuttlingen-Möhringen

Früheres Wappen von Seitingen

Noch heute relevant ist das von Kaiser Friedrich III. 1470 an die frühere Stadt Möhringen an der Donau verliehene Wappen. Seit 1973 ist Möhringen ein Stadtteil von Tuttlingen. Angeblich machten die Möhringer im 19. Jahrhundert daraus eine weibliche Figur, die Mohrin, die im Volksmund in Anlehnung an den Ortsnamen als „Möhrin“ bezeichnet wird. Aber im Blick auf Friedrich III. ist es möglich, dass es sich auch ursprünglich um eine Mohrin handelte. In Erz gegossen ziert sie in Lebensgröße auch den Hechtbrunnen in der Ortsmitte.
Damit verwandt ist wohl auch das frühere, bis 1977 geltende Wappen des benachbarten Ortes Seitingen.

## Der Mohr im Wappen von Wolffskeel und Grumbach (14. Jahrhundert)
Wolffskeel’scher Mohr: Das Wappen der Adelsfamilie Wolffskeel zeigt einen nach links schreitenden Mohren mit drei roten Rosen. Es erscheint erstmals beim Würzburger Fürstbischof Wolfram Wolfskeel von Grumbach (1322–1333).
Der Tradition nach handelt es sich um den hl. Mauritius.
Die Grabsteine Bischofs Wolframs und seines Neffen Otto II. von Wolfskeel († 1345), der ihm 1333 als Bischof von Würzburg nachfolgte, sind im Würzburger Dom zu sehen. Sein Wappen trägt zwei Mohren, einen, der nach rechts, einen, der nach links schreitet.
Zwei weitere Grabsteine befinden sich heute im Mainfränkischen Museum:
- Eberhard von Wolfskeel († 1379)[14]
- Friedrich von Wolfskeel († 1408)[15]

Grumbach’scher Mohr: Die Grumbachs sind gleichen Ursprungs mit den Wolfskeels und führten anfangs auch das gleiche Wappen.
So findet sich auch der Mohr im Wappen und somit auf dem Zeremonienschwert und auf Münzen des Würzburger Fürstbischofs Johann III. von Grumbach (Bischof von 1455 bis 1466).
Als die Wolfskeels eine Wappenänderung forderten, um sich von den ihnen bald unbeliebten Grumbachs unterscheiden zu können, legte der römisch-deutsche König Maximilian I. 1492 fest, dass der Mohr der Grumbacher nach links, der Mohr der Wolfskeels nach rechts schreiten soll.
Das Mohrenwappen findet sich auch auf den zumeist von Riemenschneider gefertigten Grabmälern folgender Grumbacher Adeliger:
- Eberhard von Grumbach († 1487)[18]
- Konrad von Grumbach († 1526)[19]
- Hans von Grumbach-Estenfeld († 1529)[20]
- Wilhelm von Grumbach (1503–1567)[21]

Auch einige andere Ortswappen ehemaliger Besitzungen der Wolffskeels und Grumbachs zeigen daher einen derartigen Mohren.
Davon abhängig ist zum Beispiel der Mohr von Uettingen und der Mohr von Unterpleichfeld. Er ist ebenfalls im Wappen des Unterpleichfelder Ortsteils Burggrumbach zu sehen.
Bis 1974 befand sich der Wolffskeel’sche Mohr auch im Wappen des Landkreises Würzburg

Vollwappen der Grafen Wolffskeel v. Reichenberg
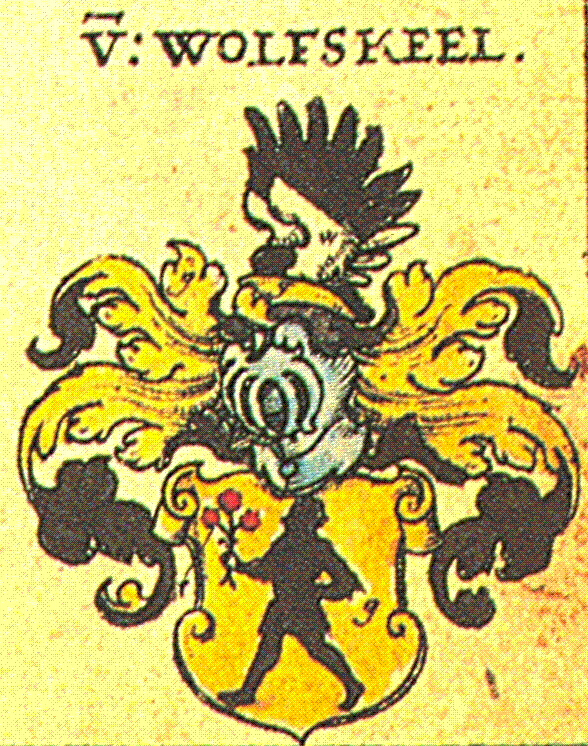
Wappen der Familie von Wolfskeel nach Johann Siebmachers Wappenbuch
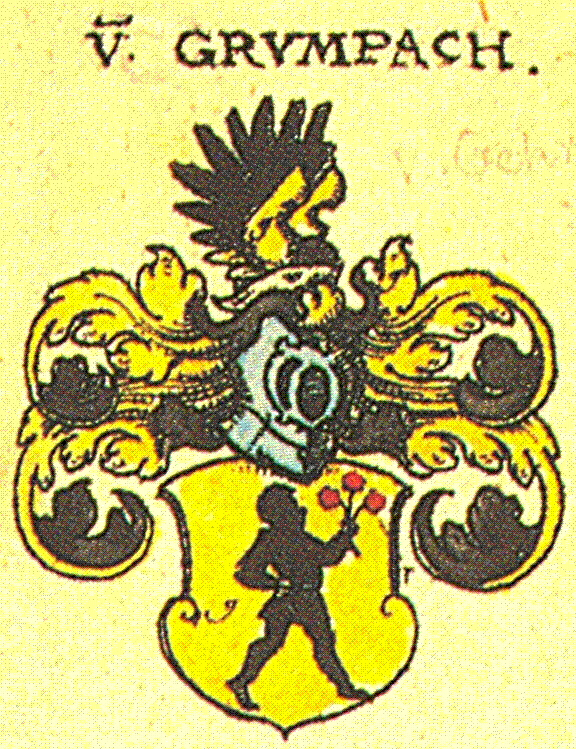
Wappen der Familie von Grumbach seit 1492 nach Siebmachers Wappenbuch
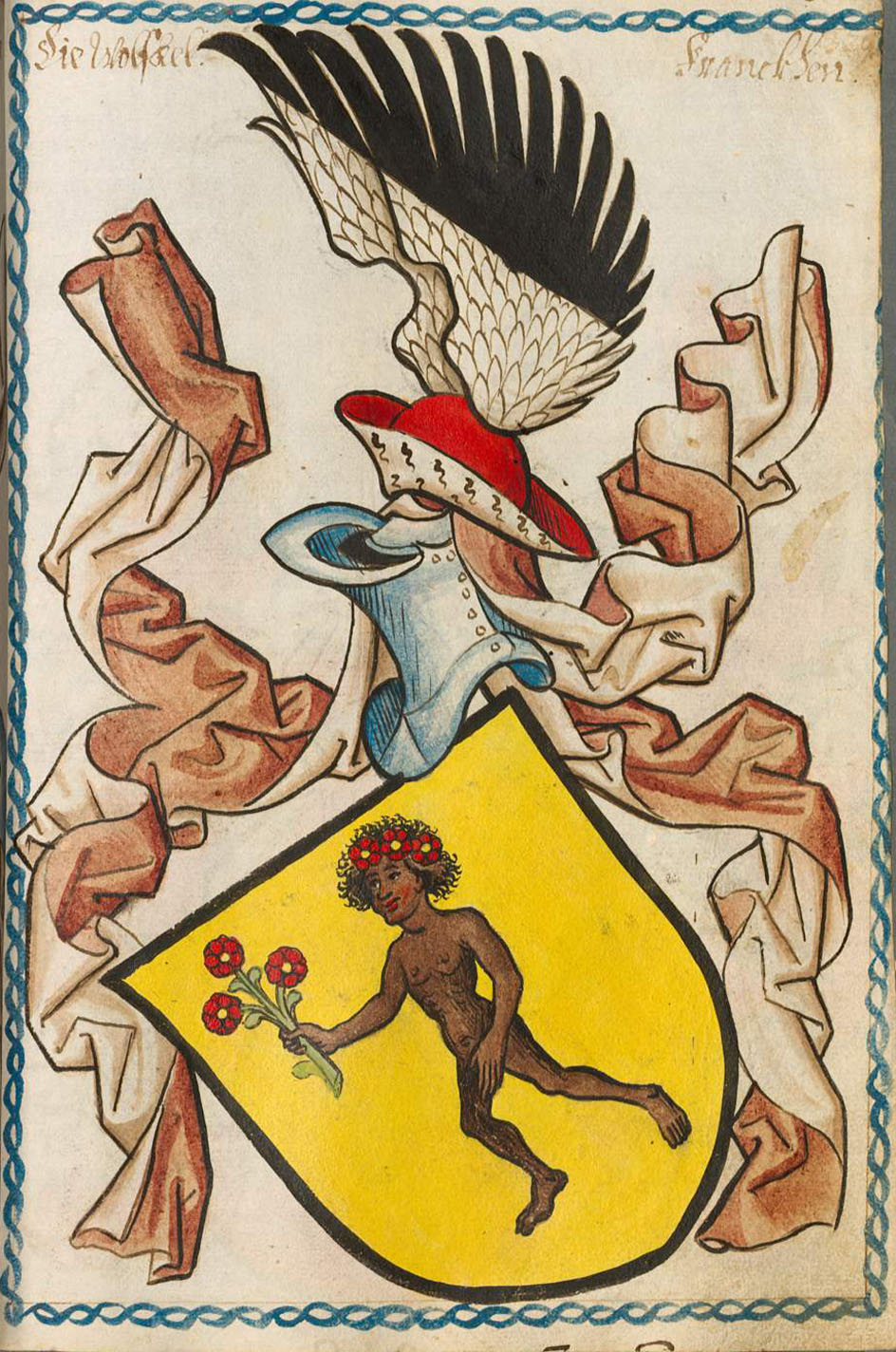
Wolfskeel’sches Wappen im Tiroler Wappenbuch
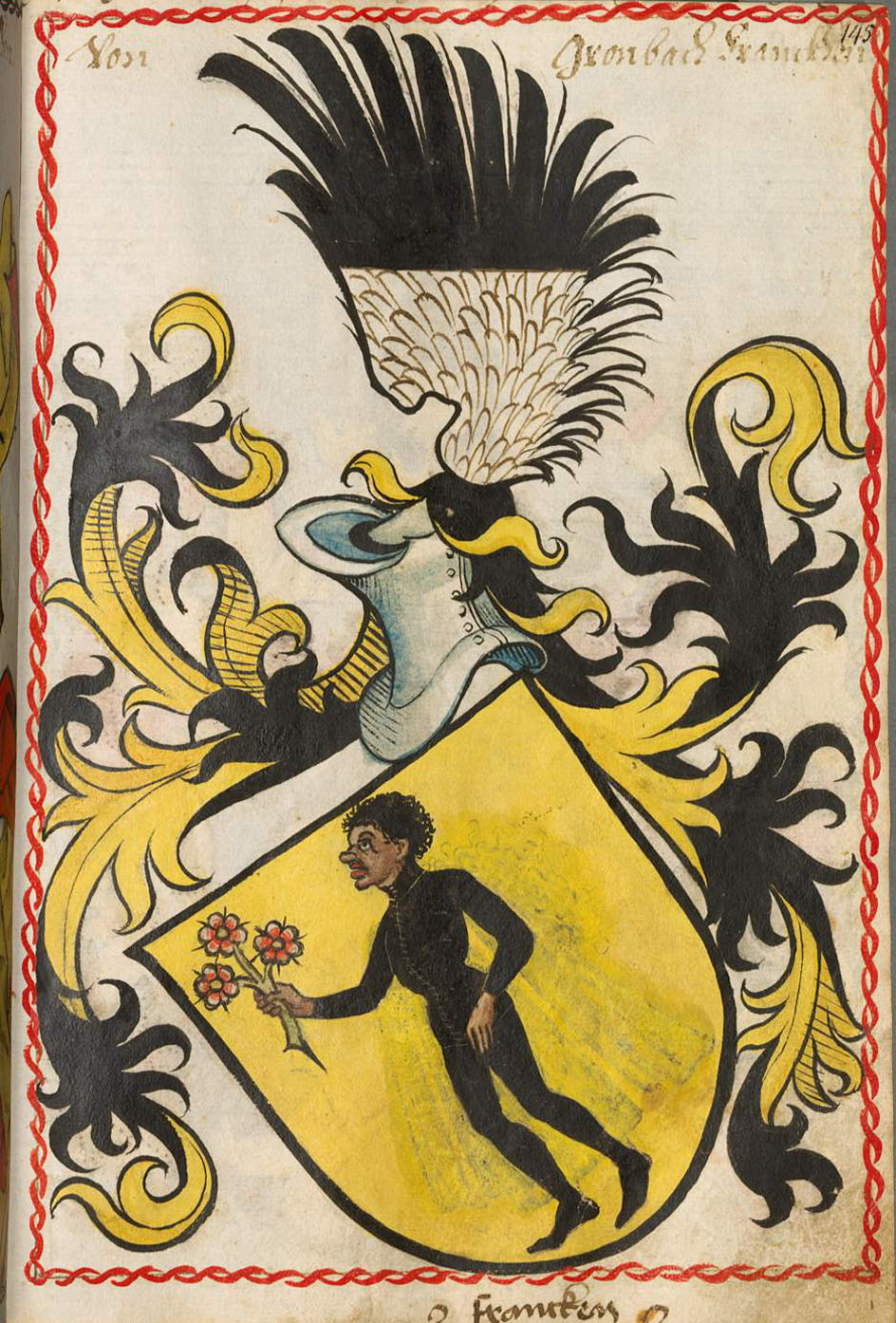
Grumbacher Wappen im Tiroler Wappenbuch
Wappen von Uettingen mit dem Wolffskeelschen Mohr
Wappen von Unterpleichfeld mit dem Wolffskeelschen / Grumbachschen Mohr
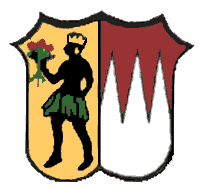
Wappen von Burggrumbach
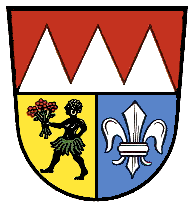
Altes Landkreiswappen Würzburg von 1957 bis 1974

## Der gekrönte Mohr von Freising (13. Jahrhundert)
Freisinger Mohr: Auch das Bistum Freising und der Landkreis Freising tragen einen „Mohren“ im Wappen. Der gekrönte Afrikaner („caput aethiopis“) erschien zum ersten Mal 1284 im Wappen des Bischofs Emicho Wildgraf von Wittelsbach (1283–1311). Der Titel „Wildgraf von Wittelsbach“ verdeckt, dass er väterlicherseits von den Kyrburgern und über seine Großmutter von den Kirchbergern abstammt. Bereits sein Onkel Konrad war Bischof von Freising († 1278), so dass ein Bezug zum Kirchberger Wappen naheliegt.
Der Legende nach wurde aber bereits vorherigen Bischöfen, insbesondere Bischof Otto von Freising (1112–1158) im Zuge seiner Teilnahme am Zweiten Kreuzzug, der Mohr im Wappen verliehen. Otto war Sohn des heiligen Babenbergers Leopold III., Markgraf von Österreich, und der Tochter Kaiser Heinrichs IV., Agnes von Waiblingen, und somit Enkel Kaiser Heinrichs IV. und Onkel Kaiser Friedrich Barbarossas. Seine erste Ausbildung erhielt er im Chorherrenstift Klosterneuburg, das sein Vater 1114 gegründet hatte. Im Jahr 1126 wurde er von diesem zum Propst des Stiftes ernannt, weshalb ein Bezug zum Verduner Altar mit der Königin von Saba möglich erscheint. Ende des 15. Jahrhunderts ordnete man ihm auf einer Klosterneuburger Wandmalerei selbstverständlich einen Mohren zu. 1586 weist der Maler Stephan Andreas Mayr ihm dann ein Wappen mit zwei Mohren zu. Auch dieses Bild befindet sich in Klosterneuburg.
Nach einer verbreiteten Interpretation entstand der Mohr aber aus der Fehldeutung einer Darstellung, auf der eigentlich einfach ein gekröntes Haupt dargestellt war, mit dem Bischof Emicho die Reichsunmittelbarkeit seines Gebiets anzeigen wollte. Denkbar ist, dass es sich eigentlich um ein Porträt des Rudolf von Habsburg oder von Emicho selbst handelte. Eine weitere mögliche Herleitung ist der Bezug auf eine Stelle in der Apostelgeschichte, wo ein äthiopischer Kämmerer von dem Apostel Philippus getauft wird (Apg. 8,26).
In kolorierter Fassung wurde er dann im Jahr 1316 – eindeutig als „Mohr“ – auf dem Deckblatt des Haus- und Notizbuches von Bischof Konrad III. (1314–1322) abgebildet. 1340 findet er sich in der Zürcher Wappenrolle bereits unter den Bistumswappen. Bis zur Auflösung des Hochstifts Freising im Jahr 1803 stand er dauerhaft im Wappen der Bischöfe von Freising. Ab 1846 durfte das neue Erzbistum München-Freising den Mohren wieder im Wappen tragen.
Auch Sebastian Münsters Cosmographie Universalis mit einem Freisinger Stadtbild von 1550 trägt ein Wappen, das in zwei Wappenvierteln Mohren zeigt, allerdings mit zwei unterschiedlichen Gesichtern.

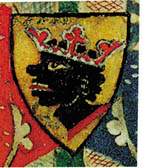
Der „Freisinger Mohr“ von 1316
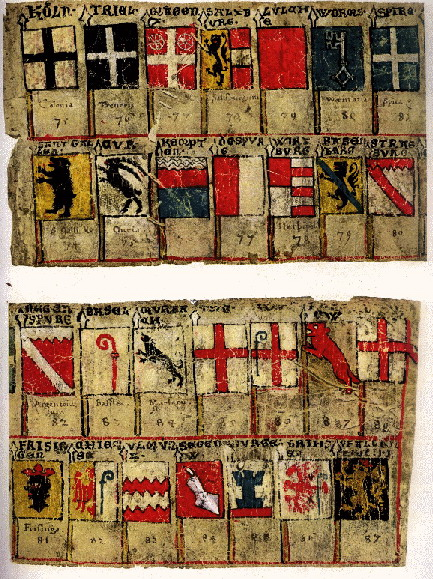
Bistumswappen der Zürcher Wappenrolle mit dem Mohr für Freising, 1340
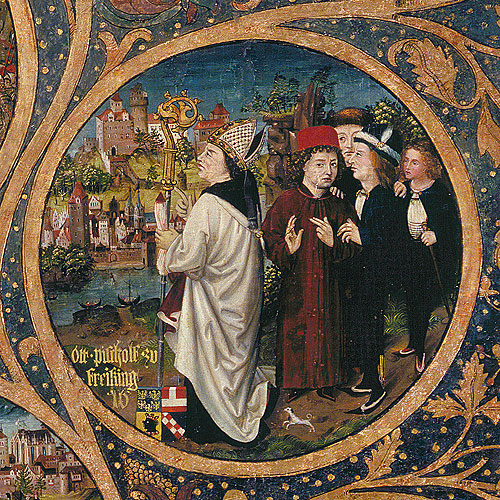
Nachträgliches Wappen mit Mohr, um 1490
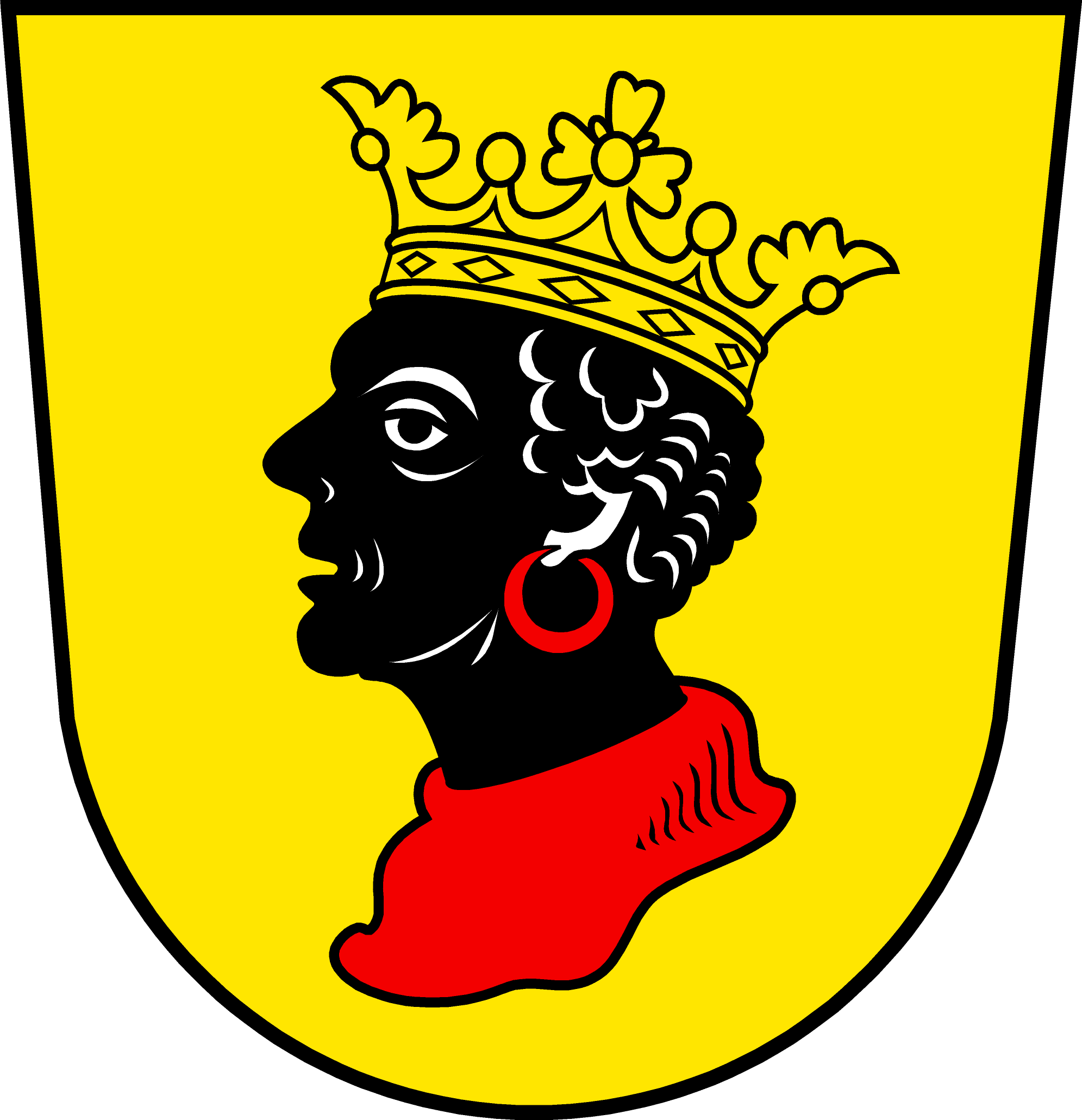
Wappen des Hochstifts Freising
Wappen des ehemaligen Papstes Benedikt XVI.

### Von Freising abhängige Gemeinde- und Landkreiswappen
Zahlreiche Städte und Orte, die früher dem Hochstift Freising angehörten, haben Wappen mit dem „Freisinger Mohr“.

Wappen des Landkreises Freising
Wappen der Gemeinde Eching (Landkreis Freising)
Wappen von Fahrenzhausen (Landkreis Freising)
Wappen der Gemeinde Zolling (Landkreis Freising)
Wappen des Landkreises Garmisch-Partenkirchen
Wappen der Gemeinde Mittenwald (Landkreis Garmisch-Partenkirchen)
Wappen der Gemeinde Pastetten (Landkreis Erding)
Wappen der Gemeinde Wörth (Landkreis Erding)
Ismaninger Wappen (Landkreis München)
Unterföhringer Wappen (bei München)
Wappen der Gemeinde Huisheim (Landkreis Donau-Ries)
Wappen der Statutarstadt Waidhofen an der Ybbs (Niederösterreich)
Wappen von Groß-Enzersdorf (Niederösterreich)
Wappen von Neuhofen an der Ybbs (Niederösterreich)
Wappen von Oberwölz (Steiermark)
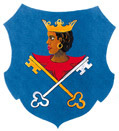
Wappen von Sankt Peter am Kammersberg (Steiermark)
Wappen von Innichen (Trentino-Südtirol), Hofmark und Partnerstadt von Freising
Wappen von Škofja Loka (Bischoflack) in Slowenien

Das Mittenwalder Wappen ist insofern von besonderem Interesse, als es in der Frühform ein Frontalporträt eines Mohrenkopfes bietet. Es wurde 1407 durch den Freisinger Bischof Berthold von Wehingen verliehen.
Zusätzlich in Niederösterreich:
- Hollenburg (Gemeinde Krems) (Niederösterreich)[25]
- Ulmerfeld (Niederösterreich)[26]

Slowenien:
- Dovje[27]
- Klevevž[28]
- Severna Istra[29]

### Von Freising abhängige bischöfliche Wappen
Viele Freisinger Bischöfe haben den Mohren in ihr Wappen übernommen, zum Beispiel:
- Bischof Konrad III. der Sendlinger (1314–1322)[30]
- Bischof Nikodemus della Scala (1421–1443)
- Bischof Johann IV. Tulbeck (1453–1473)
- Bischof Philipp von der Pfalz (1498–1541)
- noch nicht identifizierter Fürstbischof[31]
- Fürstbischof Albrecht Sigismund von Bayern (1652–1668)[32][33]
- Fürstbischof Johann Franz Eckher von Kapfing und Liechteneck (1694/95–1727)
- Fürstbischof Kardinal Johann Theodor von Bayern (1727–1763)[34]
- Fürstbischof Clemens Wenzeslaus von Sachsen (1763–1768)[35]
- Fürstbischof Maximilian Prokop von Toerring-Jettenbach (1788–1789)[36]
- Kardinal Franziskus von Bettinger (1909–1917)
- Kardinal Michael von Faulhaber (1917–1952)
- Kardinal Joseph Wendel (1952–1960)
- Kardinal Julius Döpfner (1961–1976)
- Kardinal Joseph Ratzinger (1977–1982). Er übernahm den Mohren auch in sein Wappen als Kurienkardinal und schließlich als Papst Benedikt XVI. in sein Papstwappen.[37]
  - Kurienerzbischof Georg Gänswein (2012-dato) (als enger Mitarbeiter Benedikts XVI.)
- Kardinal Friedrich Wetter (1982–2007)
- Erzbischof Reinhard Marx (2008-dato)
  - Weihbischof Wolfgang Bischof (2010-dato)

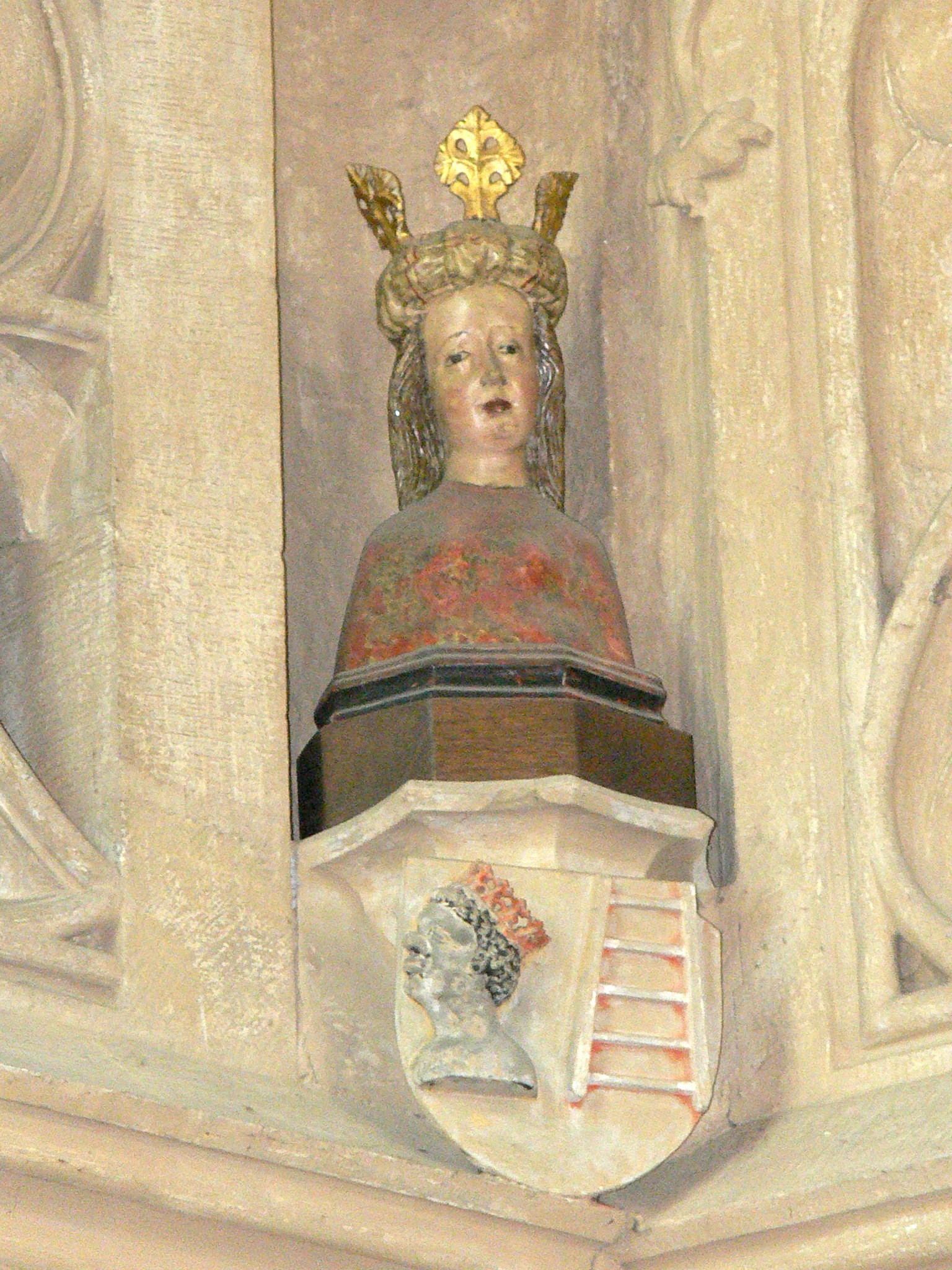
Oberwölz, Wappen von Bischof Nikodemus della Scala
Wappen des Fürstbischofs Johann IV. Tulbeck von Freising
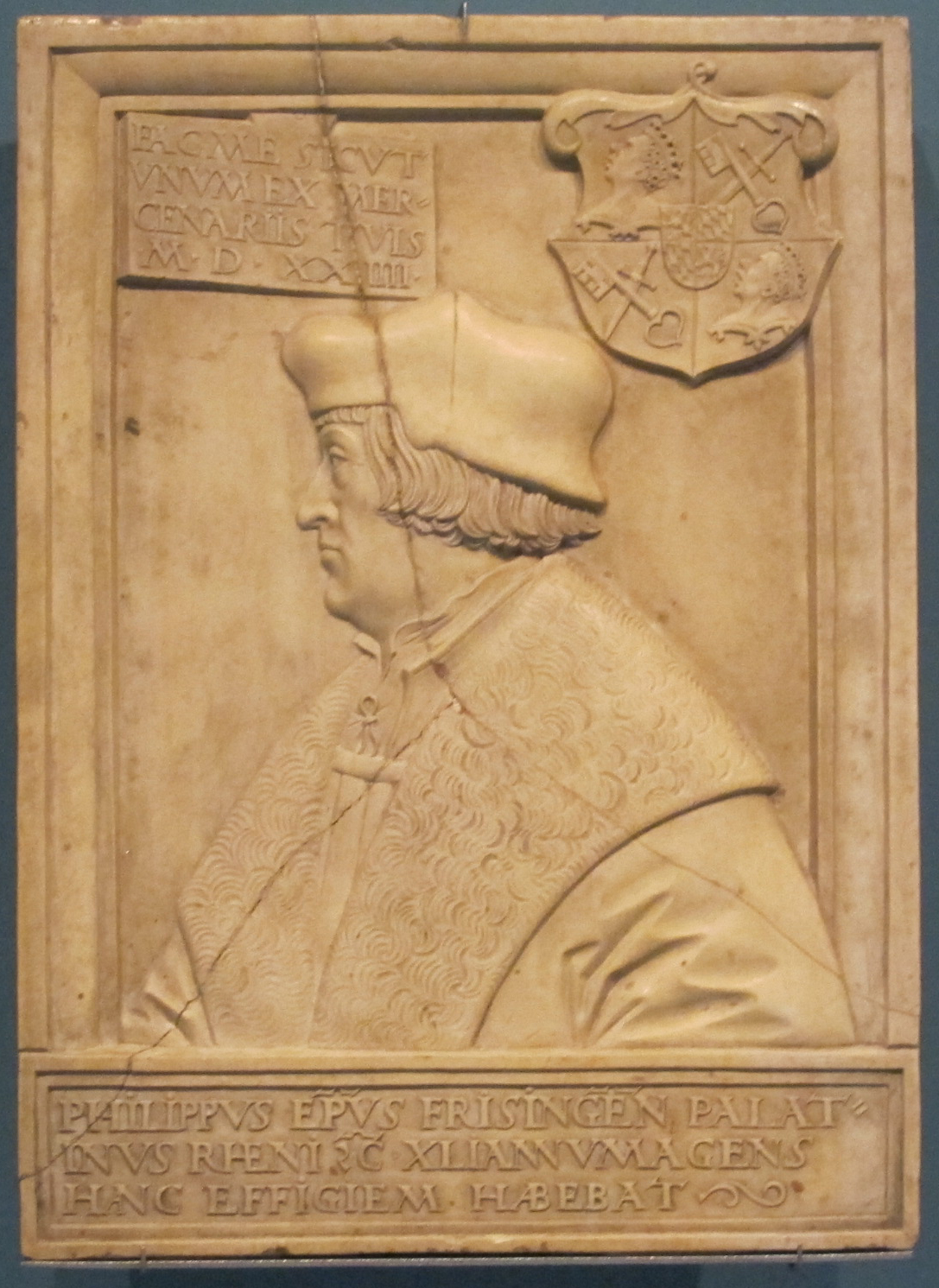
Fürstbischof Philipp von Freising
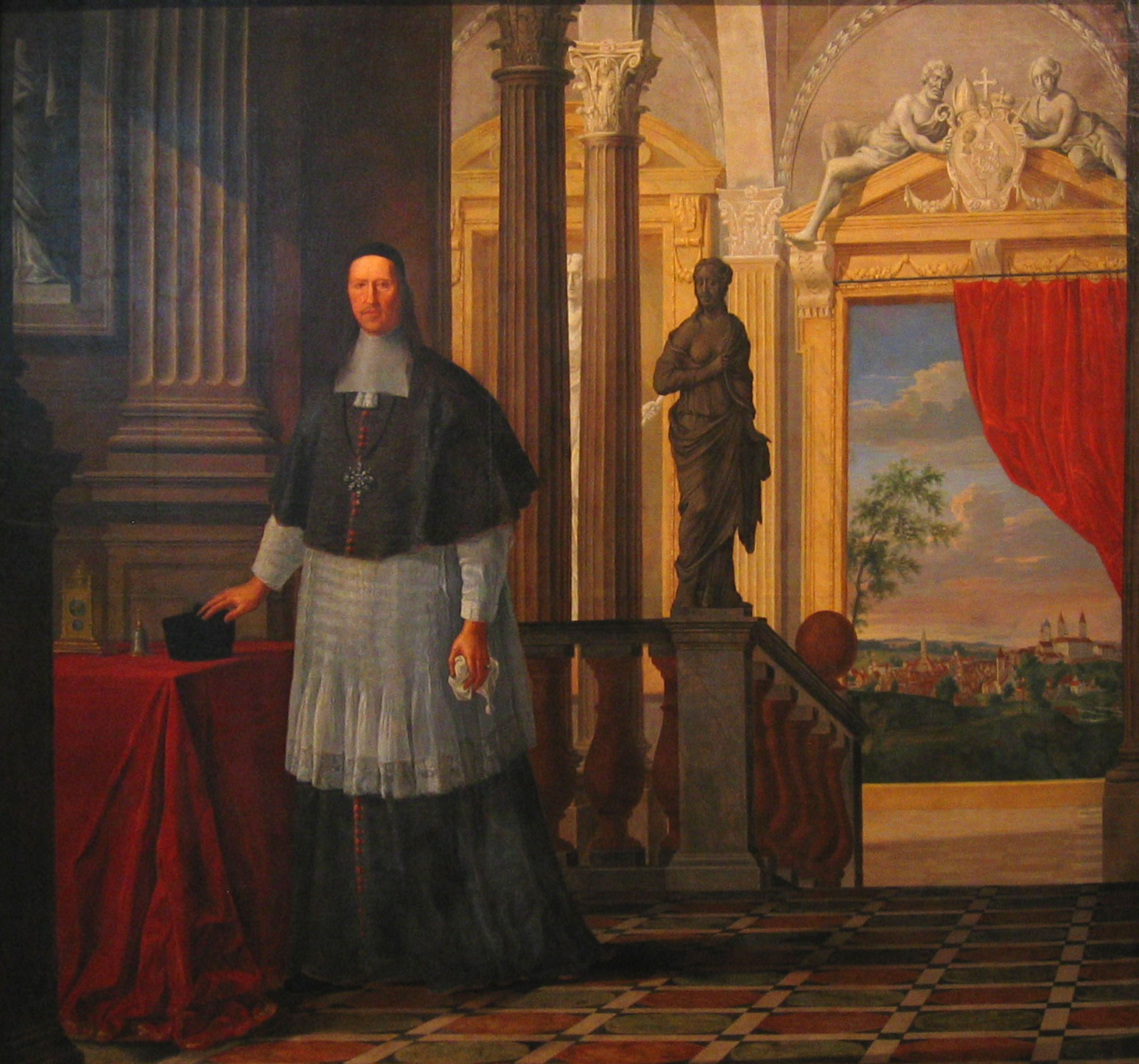
Porträt von Bischof Albrecht Sigismund von Bayern mit Mohrenwappen über Portal
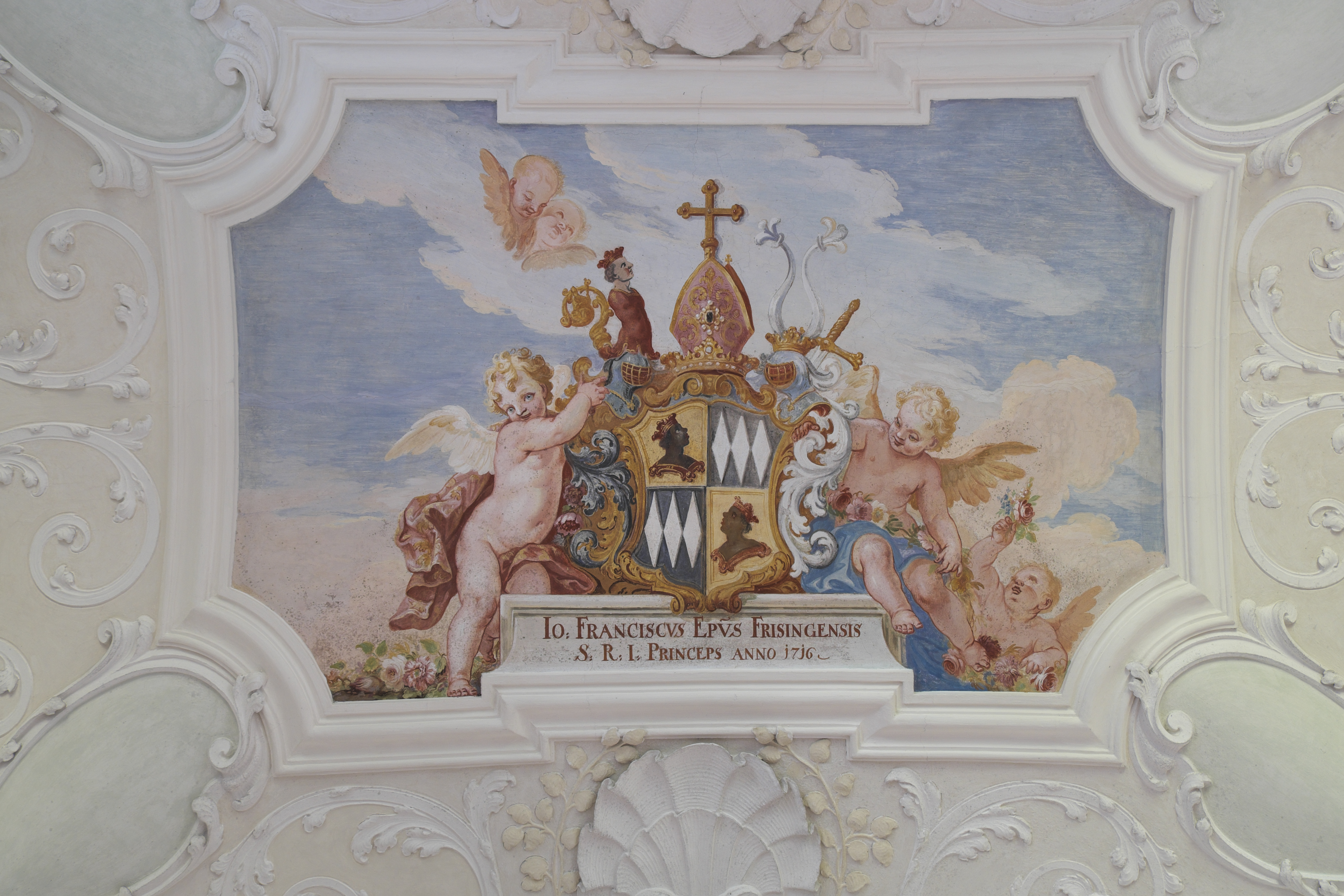
Wappen von Fürstbischof Johann Franz Eckher von Kapfing und Liechteneck im Kreuzgang des Freisinger Doms
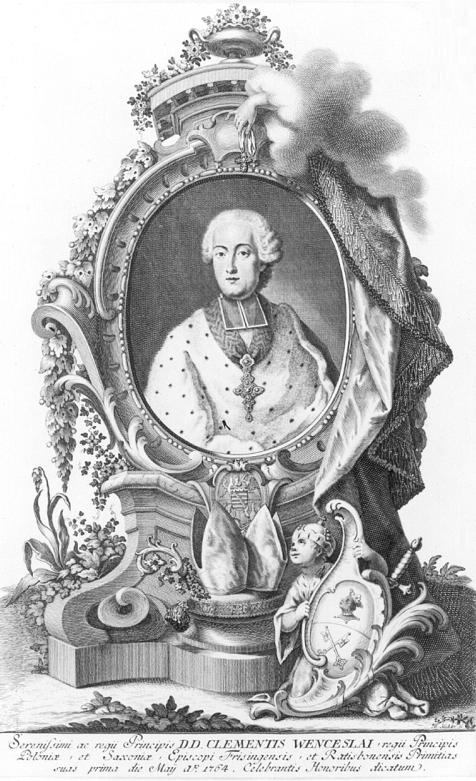
Wappen von Bischof Clemens Wenzeslaus von Sachsen
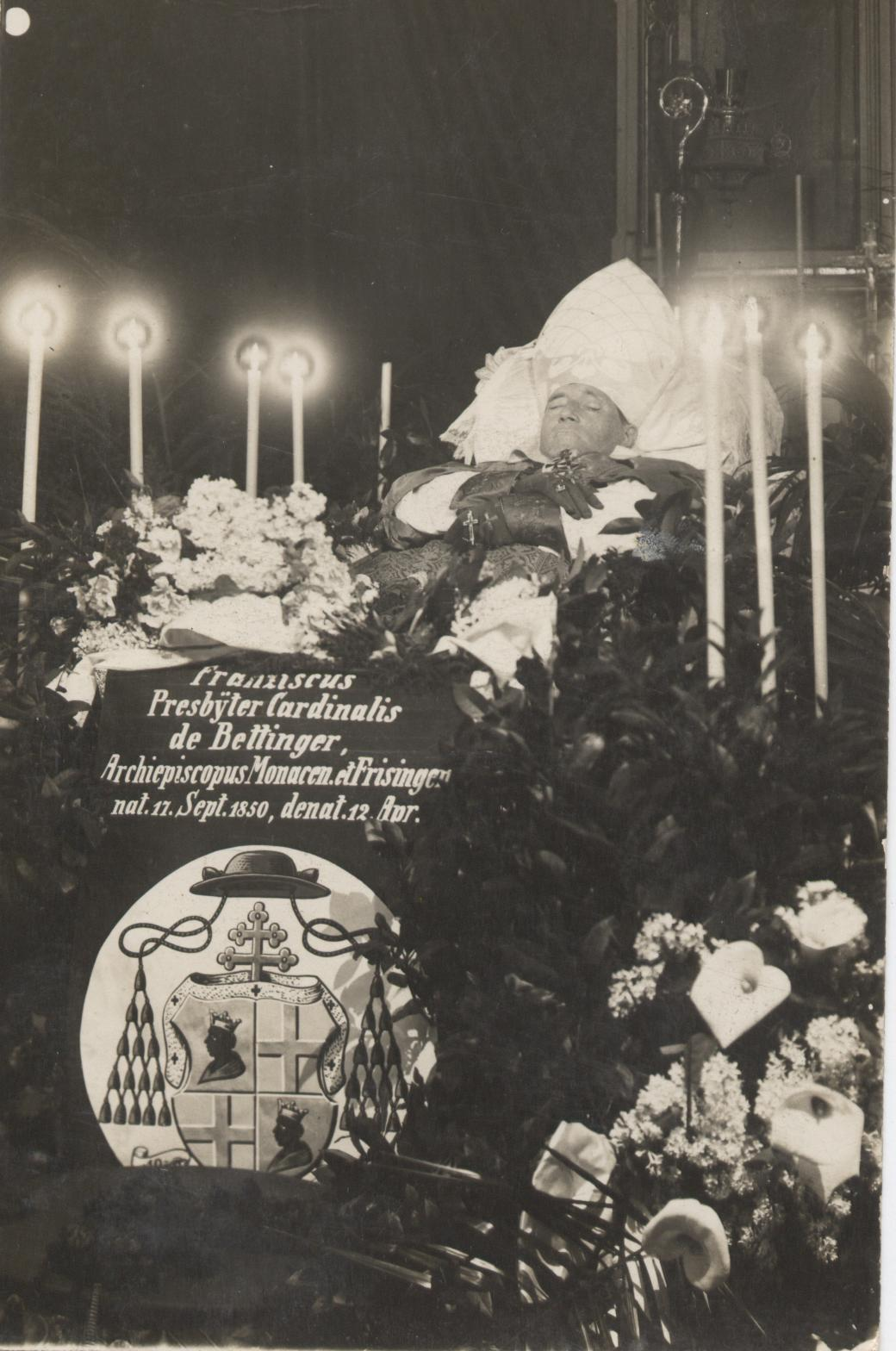
Wappen vor dem aufgebahrten Kardinal Bettinger
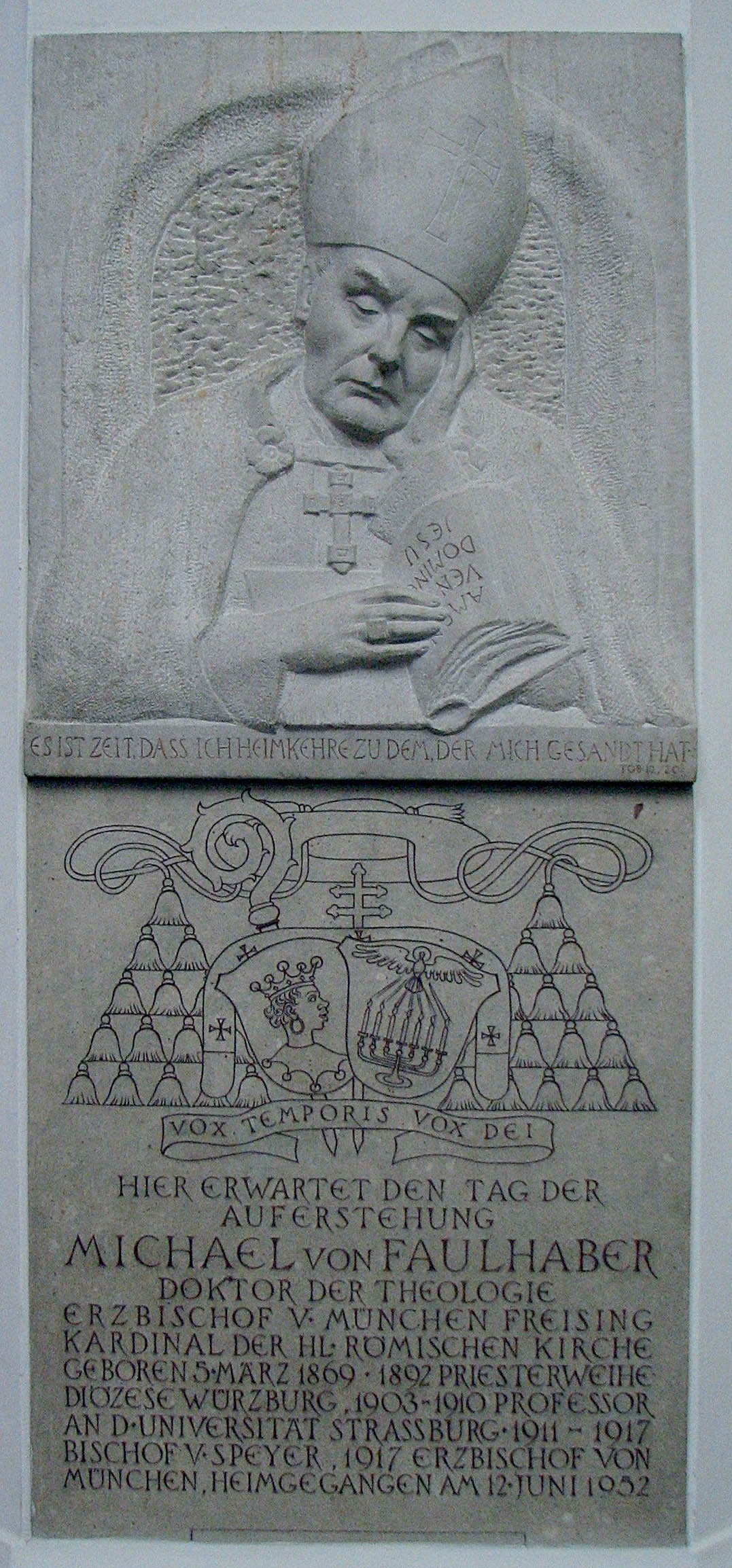
Gedenkstein für Kardinal Faulhaber
Wappen von Kardinal Wendel
Wappen von Kardinal Döpfner
Wappen von Erzbischof Joseph Kardinal Ratzinger
Wappen von Papst Benedikt XVI. mit dem „Freisinger Mohr“
Wappen von Erzbischof Friedrich Kardinal Wetter
Wappen von Erzbischof Reinhard Marx
Wappen von Kurienerzbischof Georg Gänswein
Wappen von Weihbischof Wolfgang Bischof

### Der Mohrenlöwe von Abfaltersbach

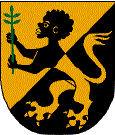
Mohrenlöwe im Wappen von Abfaltersbach (Tirol)

Beim Mohrenlöwen handelt es sich um eine zweiteilige fiktive Wappenfigur, bei der der Oberkörper eines Mohren mit dem Hinterleib eines Löwen zusammengesetzt ist. Der Mohr ist dabei vom Freisinger Wappen abhängig.

## Der gekrönte Mohr von Lauingen (15. Jahrhundert)

Wappen der Stadt Lauingen

Lauinger Mohr: In Lauingen (Schwaben) findet sich bereits ein altes Siegel von 1270 im Stadtarchiv, das einen Männerkopf mit langem Haupthaar, Bart und Bügelkrone zeigt, wobei es sich einer Tradition nach um Friedrich Barbarossa handeln soll. 1451 wendet sich der seither mehrmals veränderte Kopf nach rechts ins Profil. Dabei ist erstmals deutlich ein Mohrenkopf mit Halskette, Ohrring und Mauerkrone zu erkennen. Lauingen ist neben Eisenberg auch die Stadt, die gerne als Mohrenstadt bezeichnet wird.
Eine im Hofturm der Stadt Lauingen abgemalte Sage berichtet dagegen für das 10. Jahrhundert: Zur Zeit, als die Heiden oder Hunnen bis nach Schwaben vorgedrungen waren, rückte ihnen der Kaiser mit seinem Heere entgegen und lagerte sich unweit der Donau zwischen Lauingen und dem Schloß Faimingen. Nach mehreren vergeblichen Anfällen von beiden Seiten kamen endlich Christen und Heiden überein, den Streit durch einen Zweikampf entscheiden zu lassen. Der Kaiser wählte den Marschall von Calatin (Pappenheim) zu seinem Kämpfer, der den Auftrag freudig übernahm und nachsann, wie er den Sieg gewiß erringen möchte. Indem trat ein unbekannter Mann zu ihm und sprach: „Was sinnst du? Ich sage dir, daß du nicht für den Kaiser fechten sollst, sondern ein Schuster aus Henfwil (später Lauingen) ist dazu ausersehen.“ Der Calatin versetzte: „Wer bist du? Wie dürfte ich die Ehre dieses Kampfes von mir ablehnen?“ – „Ich bin Georg, Christi Held“, sprach der Unbekannte, „und zum Wahrzeichen nimm meinen Däumling.“ Mit diesen Worten zog er den Däumling von der Hand und gab ihn dem Marschall, welcher ungesäumt damit zum Kaiser ging und den ganzen Vorfall erzählte. Hierauf wurde beschlossen, daß der Schuster gegen den Heiden streiten sollte. Der Schuster übernahm es und besiegte glücklich den Feind. Da gab ihm der Kaiser die Wahl von drei Gnaden sich auszubitten. Der Schuster bat erstens um eine Wiese in der Nähe von Lauingen, daß diese der Stadt als Gemeingut gegeben würde. Zweitens, daß die Stadt mit rotem Wachs siegeln dürfte (welches sonst keinem mittelbaren Ort verstattet war). Drittens, daß die Herrn von Calatin eine Mohrin als Helmkleinod führen dürften. Alles wurde ihm bewilligt und der Daumen St. Georgs sorgfältig von den Pappenheimern aufbewahrt, die eine Hälfte in Gold gefaßt zu Kaisheim, die andre zu Pappenheim.
Diese Sage legt nahe, dass es sich beim Lauinger Mohren ebenfalls um eine Mohrin handelt und das Wappen in direkter Verbindung zum Pappenheimer Wappen steht. Bereits in der Schwäbischen Chronik von Martin Crusius aus den Jahren 1595/96 wird berichtet, dass Kaiser Otto I. damals den schwarzen Mohrenkopf der Calatinen ins Wappen von Lauingen gesetzt habe und den Calatinen nur eine Mohrin zu führen erlaubt haben soll.

## Heinrich von Morungen (14. Jahrhundert)

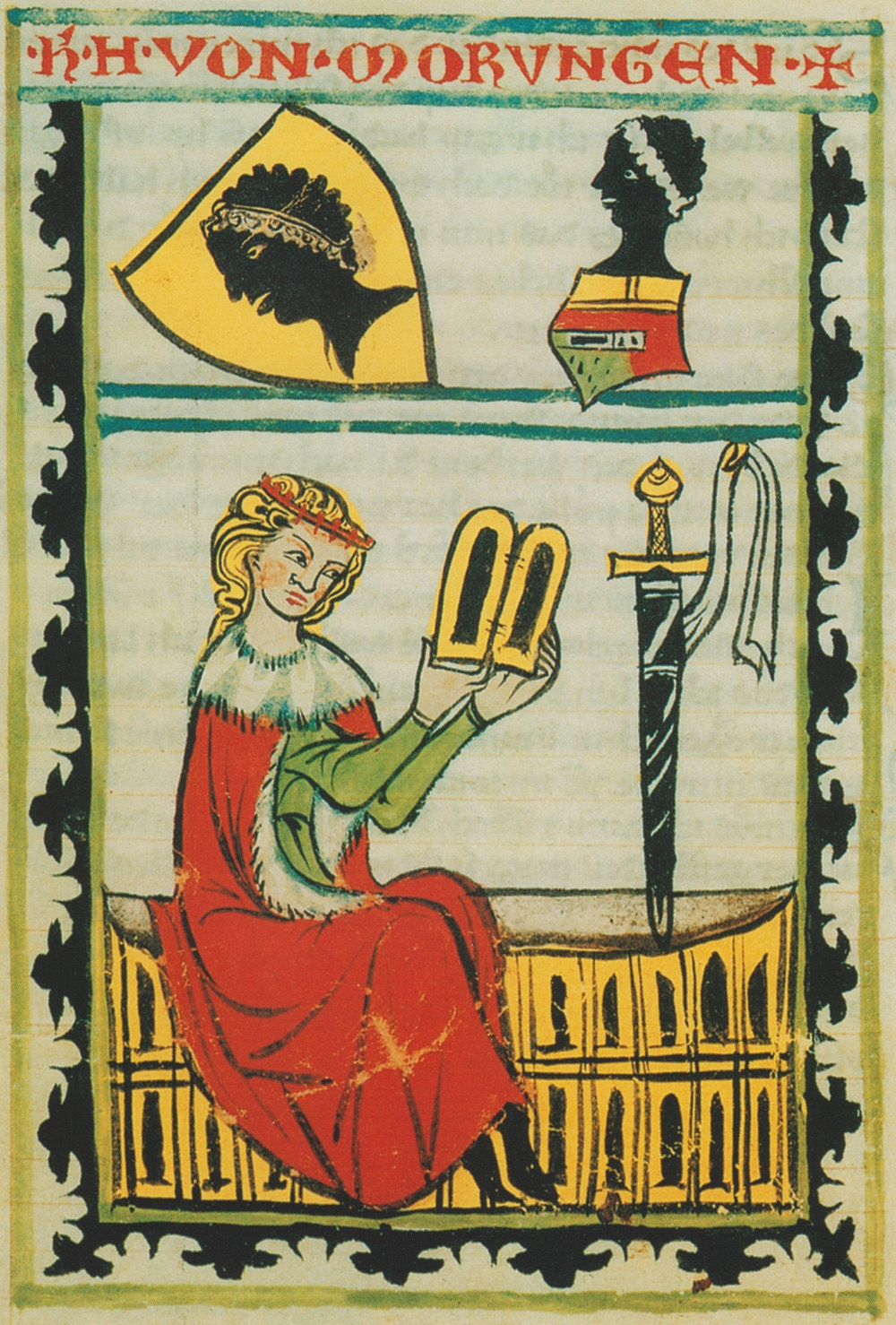
Abbild des Heinrich von Morungen in der Weingartner Liederhandschrift

Die Weingartner Liederhandschrift aus der ersten Hälfte des 14. Jahrhunderts weist dem Minnesänger Heinrich von Morungen († um 1220 in Leipzig) ein Mohrenwappen zu. Dieser könnte identisch sein mit dem in Thüringen bezeugten Hendricus de Morungen, der dem niederen Rittertum angehörte und vermutlich von der Burg Morungen bei Sangerhausen stammte.

## Der Mohr und die gekrönte Mohrin von Pappenheim (14. Jahrhundert)

### Pappenheimer Mohr und Pappenheimer Mohrin
Das Stadtwappen von Pappenheim zeigt einen Mohrenkopf mit gekräuseltem Haar und einer Stirnbinde. Die Pappenheimer Marschälle haben diese Figur in ihre Helmzier aufgenommen. Auf den ältesten (1251) Siegeln der Marschälle findet sich das Haupt wahrscheinlich des Hieron II. von Syrakus. Eine Münze mit diesem Männerkopf aus vorchristlicher Zeit diente wohl als Vorbild. Sie trägt auf einem Stadtsiegel 1335 eine Stirnbinde. Aufgrund einer ungenauen Reproduktion sei aus der ursprünglichen Darstellung, die als Kaiserkopf genommen wurde, und da dessen Farben schwarz auf Gold waren, ein Mohrenkopf geworden, so auf einem Siegel 1378, wobei auf dem recht fratzenhaften Gesicht eine hohe dreizackige Krone sitzt.
Interessant ist, dass diesem Kopf im 15. Jahrhundert – in Übereinstimmung mit der oben beim gekrönten Mohren von Lauingen erwähnten Sage – ein weiblicher Oberkörper beigefügt wird, der im 16. Jahrhundert einen Zopf oder zwei abstehende Zöpfe hat und später eine Mohrin wird.

### Die Mohrin von Gräfenthal
Auch die Mohrin im Wappen von Gräfenthal geht auf die Reichserbmarschälle von Pappenheim zurück, denen von 1438 bis 1621 die Grundherrschaft zustand.

Wappen von Pappenheim
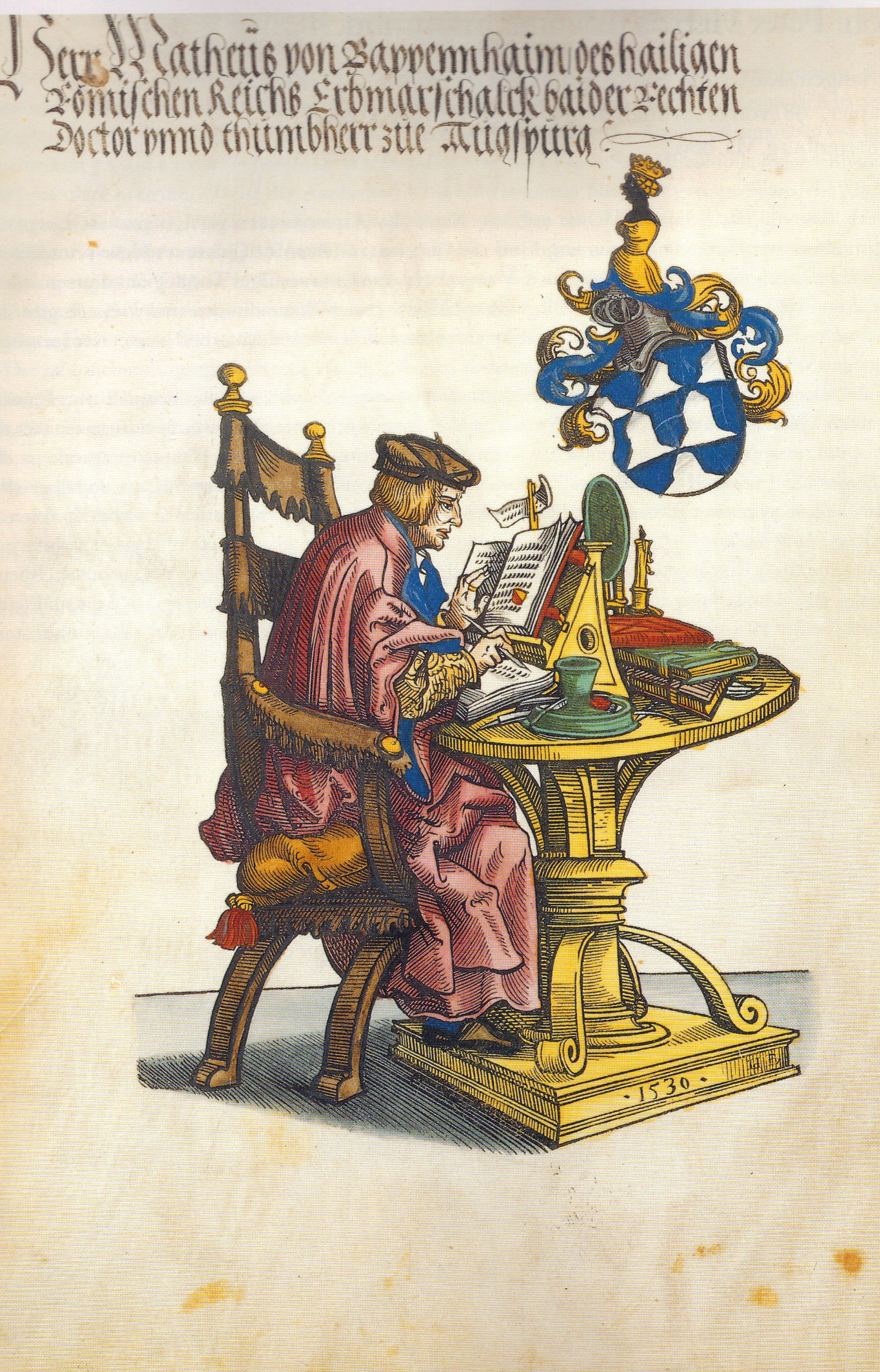
Matthäus von Pappenheim (1458–1541), Holzschnitt 1530
Stammwappen von Pappenheim
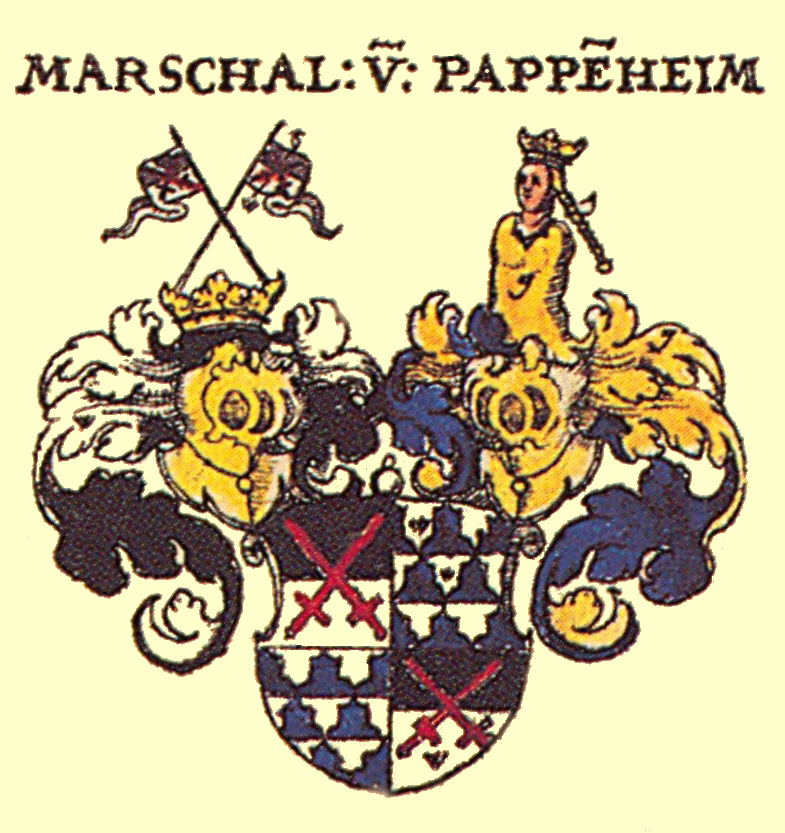
Wappen des Marschall von Pappenheim nach Siebmacher (1605) mit heller Mohrin
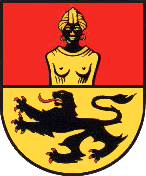
Wappen von Gräfenthal

## Wappen mit einem Mohr oder einer Mohrin in der Helmzier
Außer bei den Pappenheimern sowie einigen Patriziergeschlechtern findet sich auch noch bei weiteren Wappen ein Mohr oder eine Mohrin in der Helmzier. Sehr häufig wird dies durch die zugehörigen Wappensagen mit einer Mohrenprinzessin in Verbindung gebracht.

### Bentheim-Tecklenburg
Das Stammwappen dieses westfälischen Uradelsgeschlechts zeigt einen Mohrenrumpf mit roter Spitzmütze.

### Mohrin im Wappen der Freiherrn von Eberstein (15. Jahrhundert)
Der Wappenschild der Ebersteiner wird seit etwa dem 15. Jahrhundert geziert von einem offenen Turnierhelm, der wiederum eine weiß bekleidete, goldgekrönte und mit einer weißen Kopfbinde (Zindelbinde) nach orientalischer Art versehene Mohrin ohne Arme als Helmaufsatz trägt. Mitunter wurde die Auffassung vertreten, dieses Element rühre von einer im Zuge der Kreuzzüge gefangen genommenen Mohrenprinzessin her. Da die Ebersteiner seit 1303 als Marschalle des Hochstifts Würzburger Vasallen waren, reichten auch sie einem Aufruf folgend das Wappen 1540 an ihren Lehenhof ein. Dennoch findet sich wie schon vor 1540 auch später – vor allem in der Gehofener Linie – noch statt der weißen Kopfbinde ein Zopf oder sogar wehende Haare und statt des weißen Kleides ein blaues.

### Mohr in Eisenberg/Thüringen
Im Oberwappen dieser Stadt befindet sich ein Mohr; ebenfalls mit Kopfbinde. Das geht auf die Sage um gestohlenen Schmuck zurück.

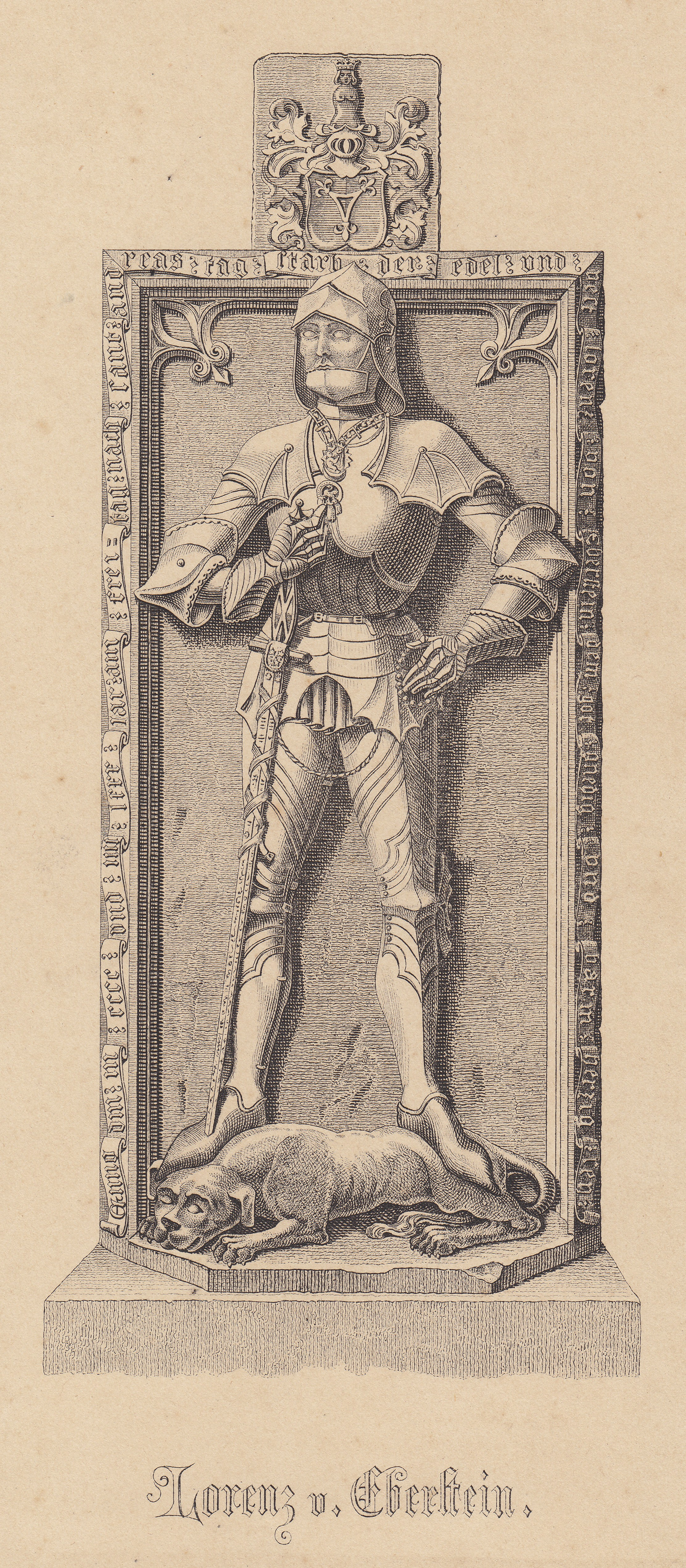
Lorenz von Eberstein, 15. Jahrhundert, nach vorne blickend
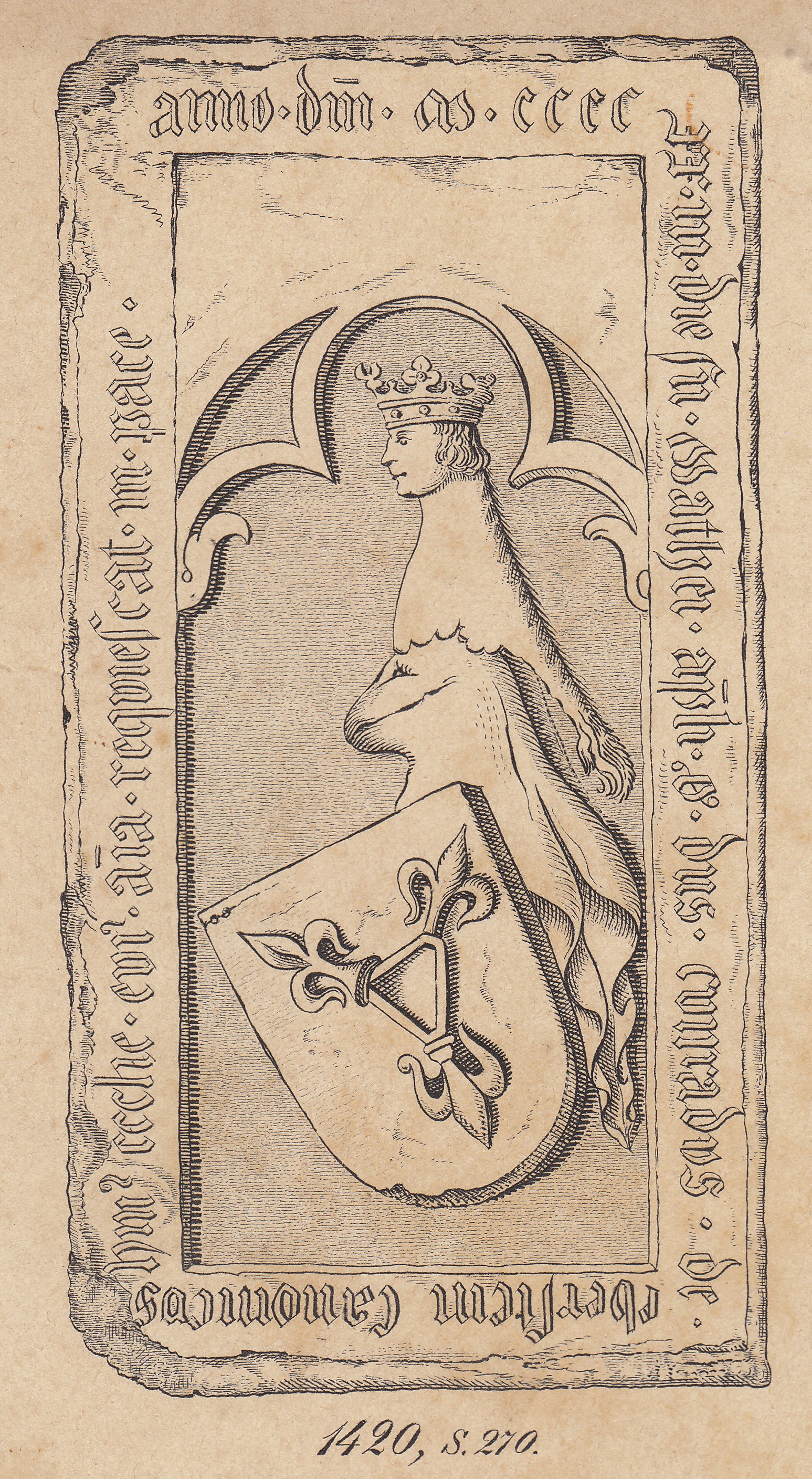
Konrad von Eberstein, 1420, nach rechts gewendet
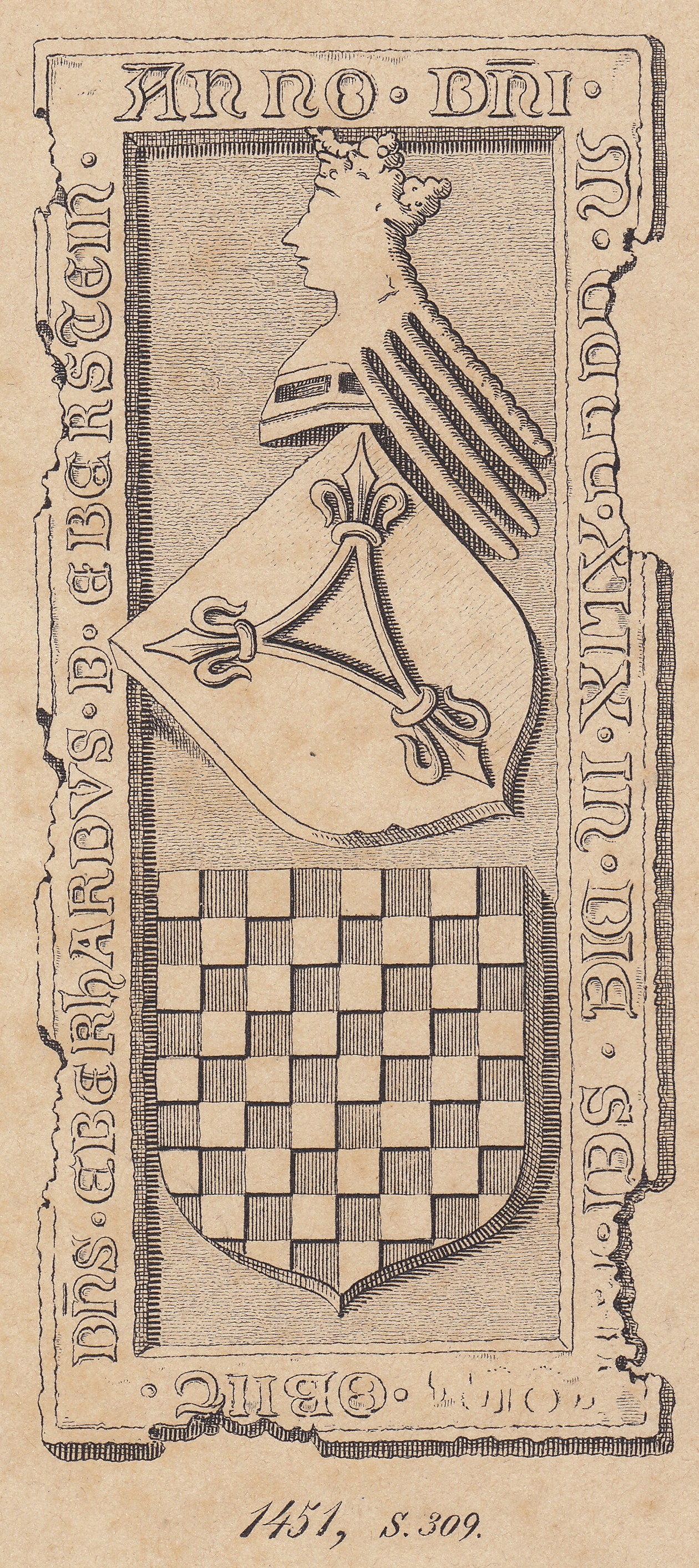
Eberhard von Eberstein, 1451, nach rechts gewendet
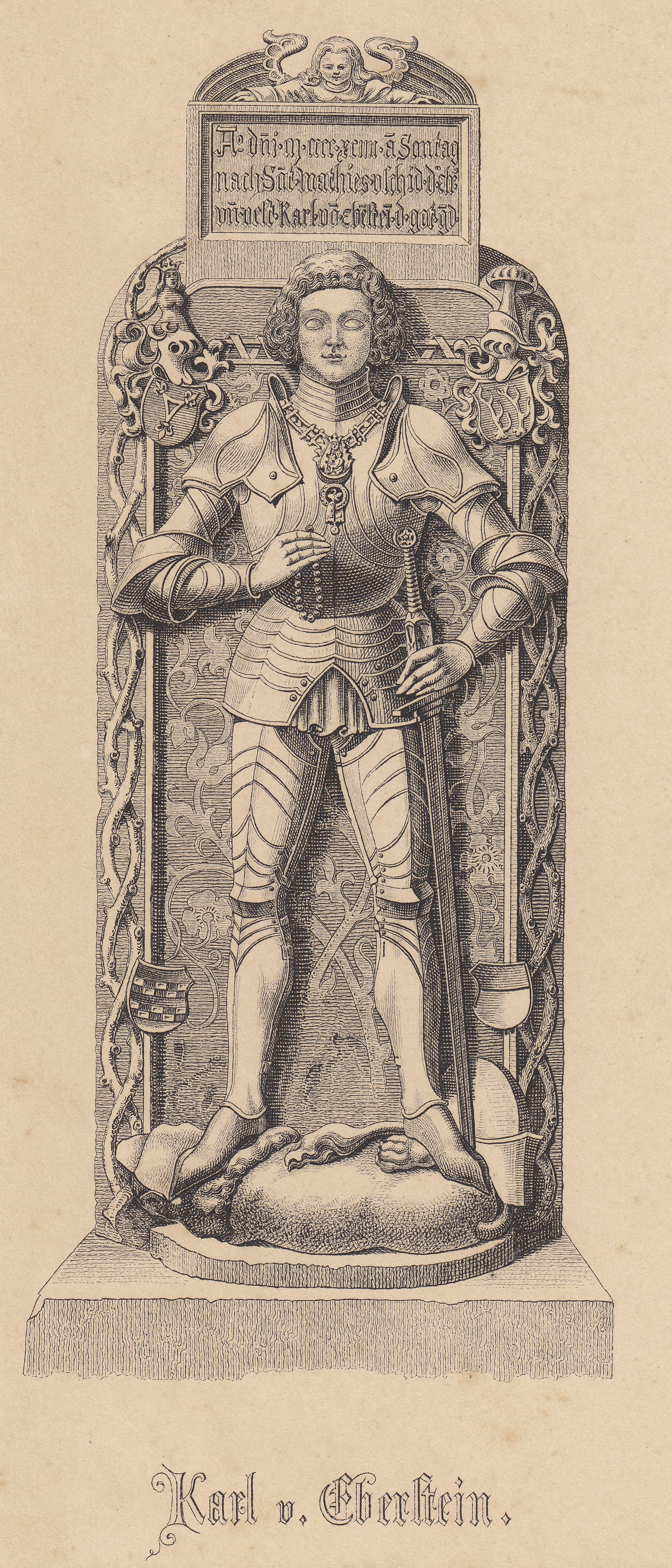
Karl von Eberstein 1494, nach links gewendet
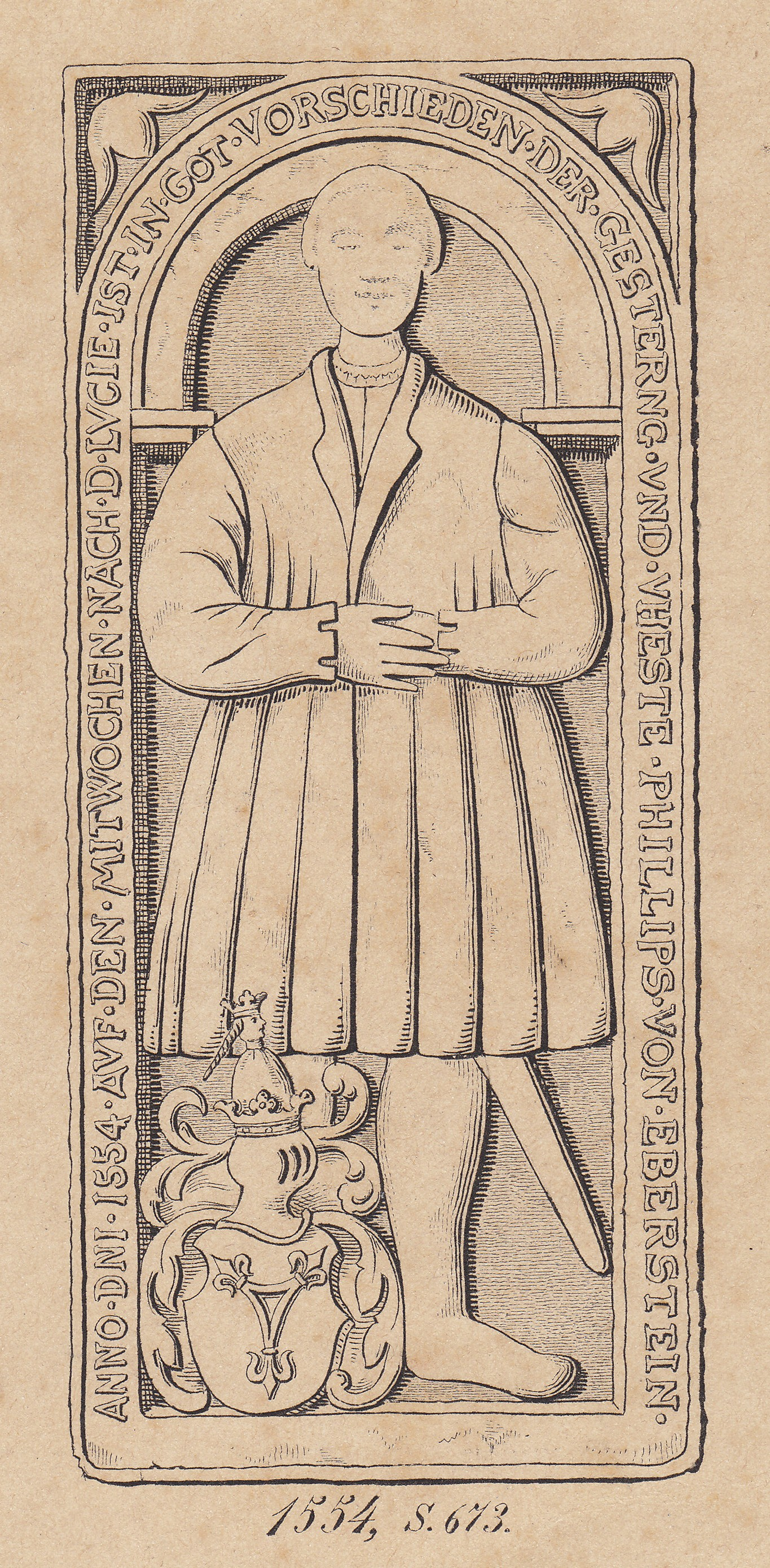
Philipp von Eberstein, 1554, nach links gewendet
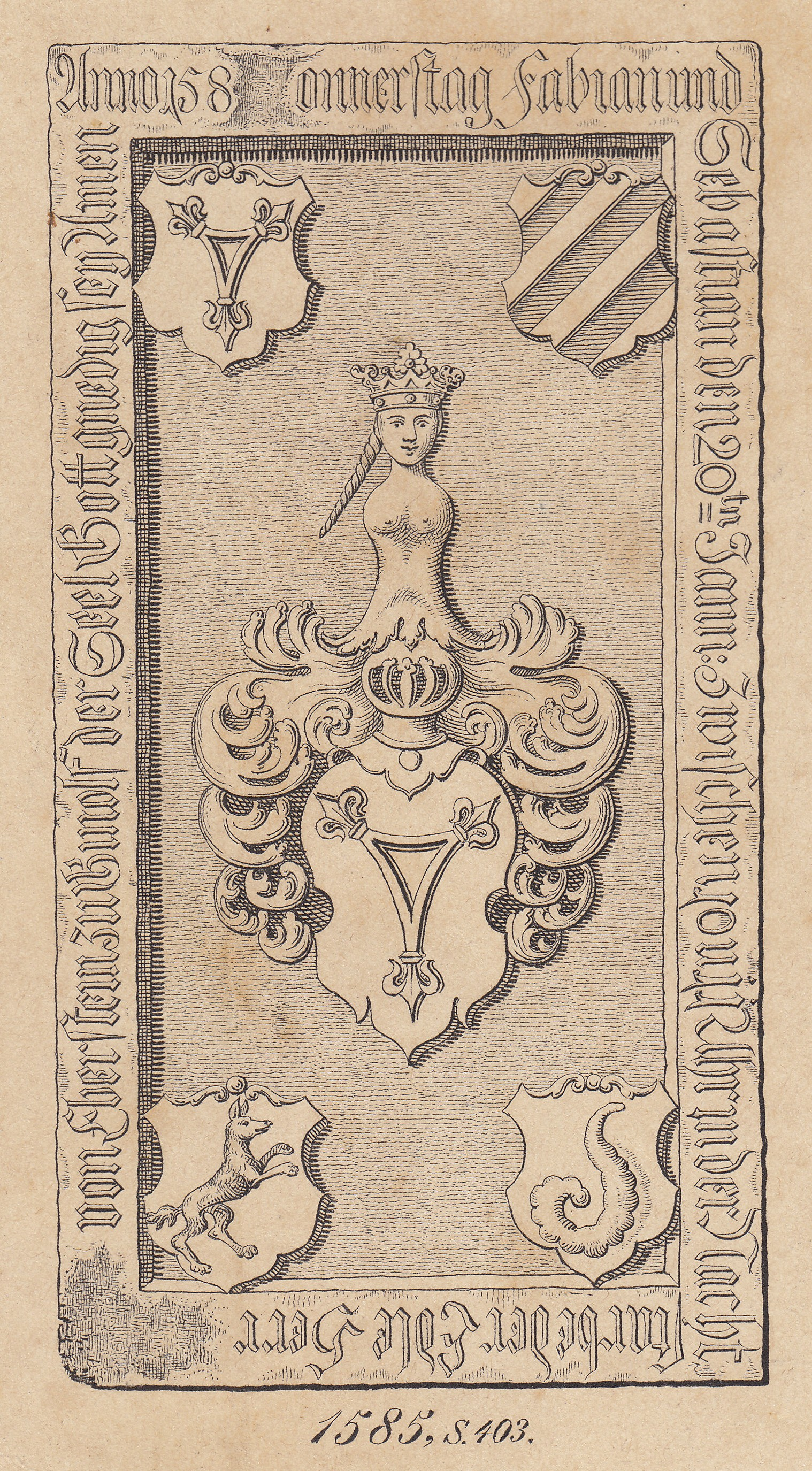
Nicht bekannt, 1585, nach vorne blickend
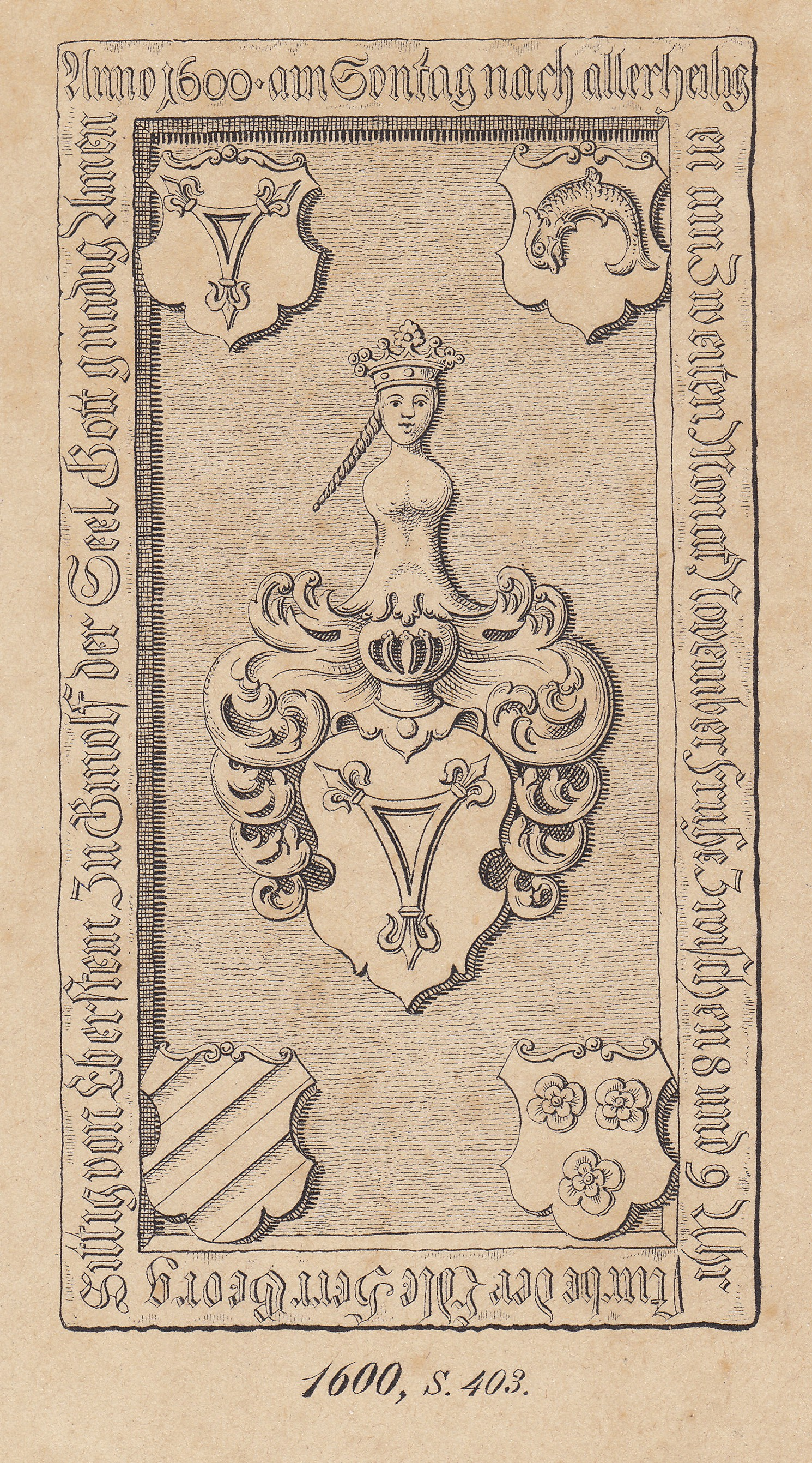
Georg Sittig von Eberstein, 1600, nach vorne blickend
Eisenberg/Thüringen, mit Kopfbinde
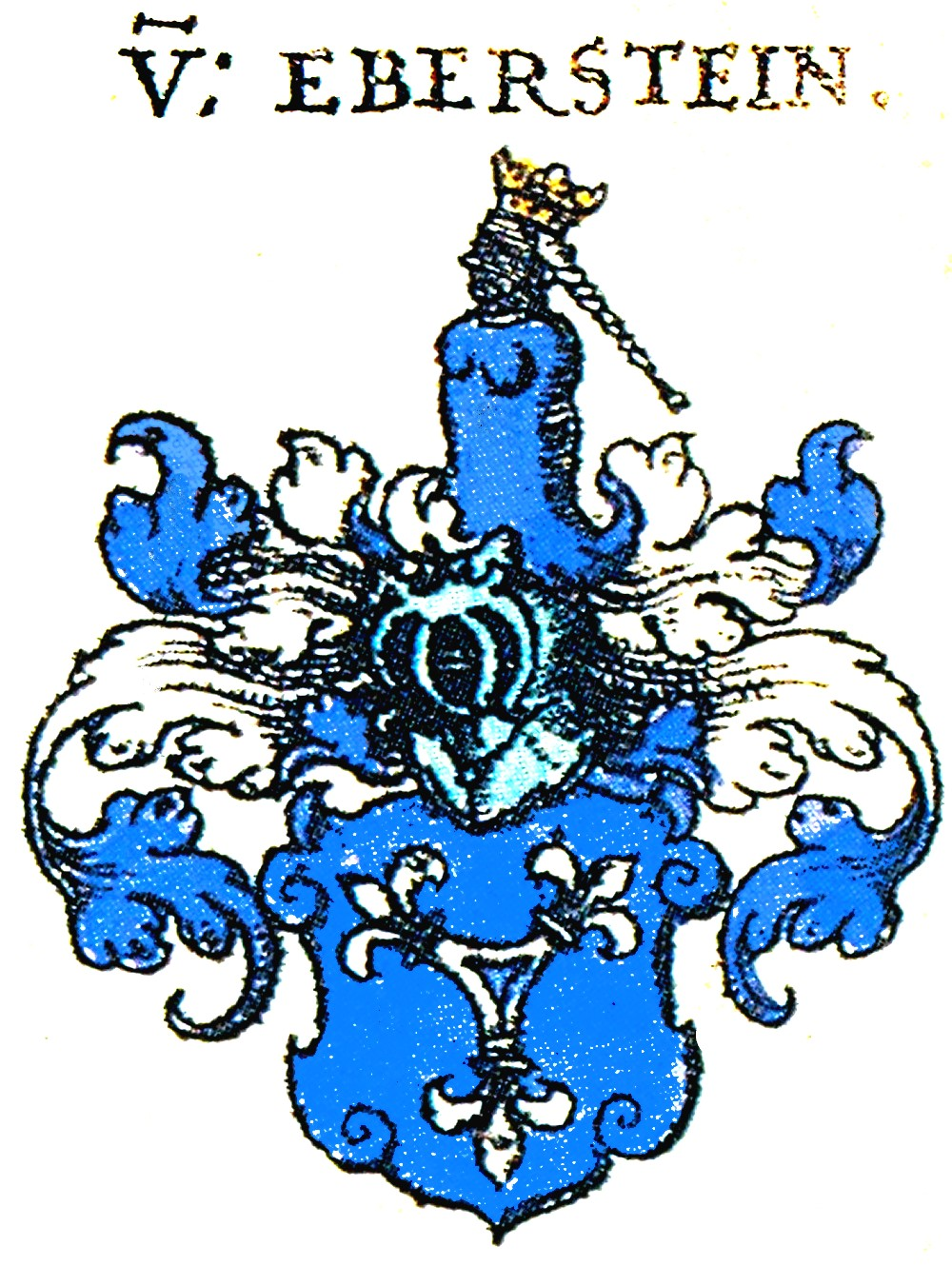
Familienwappen nach Johann Siebmachers Wappenbuch, 1605, nach rechts gewendet
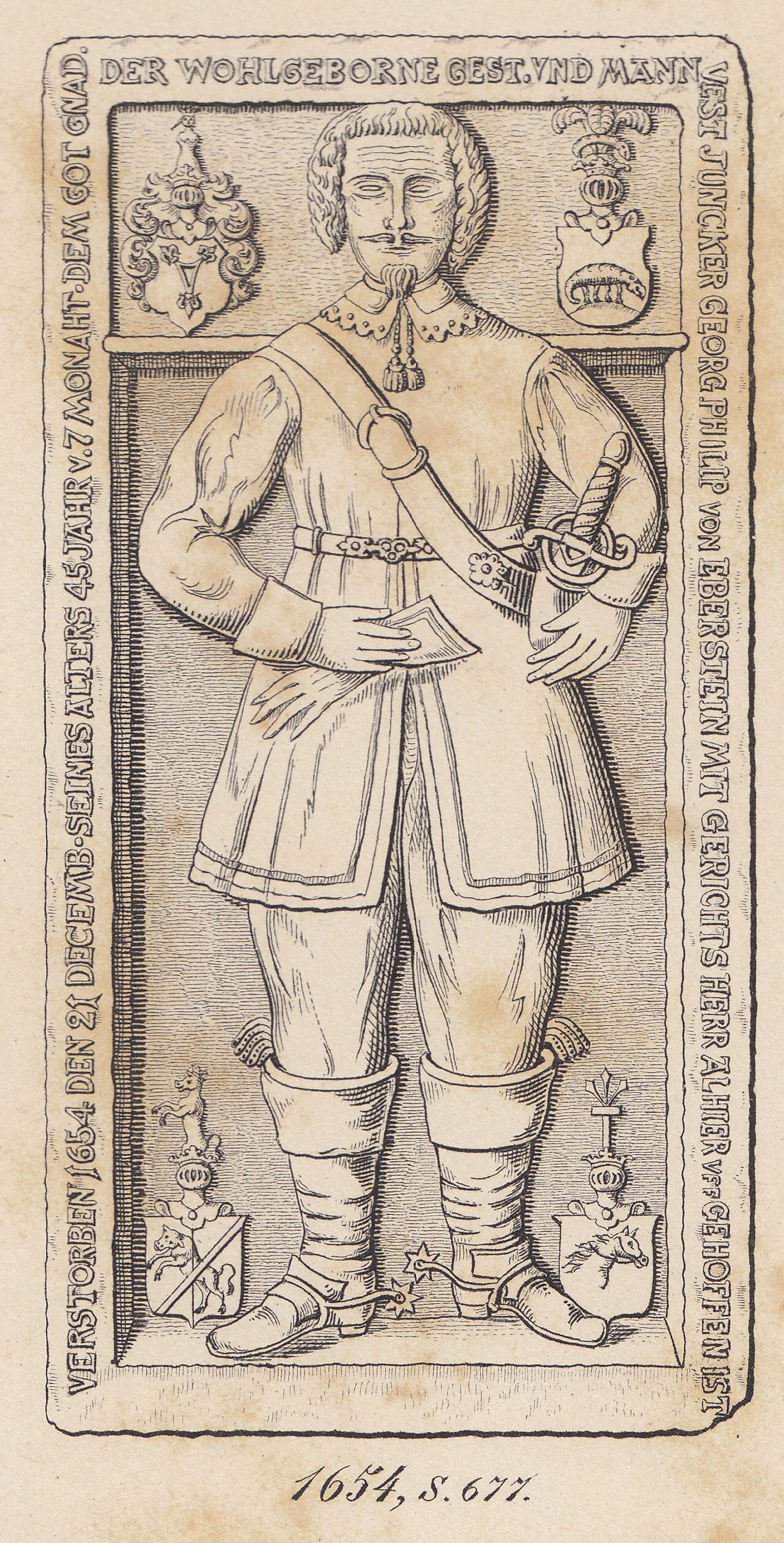
Georg Philipp von Eberstein, 1654, nach vorne blickend
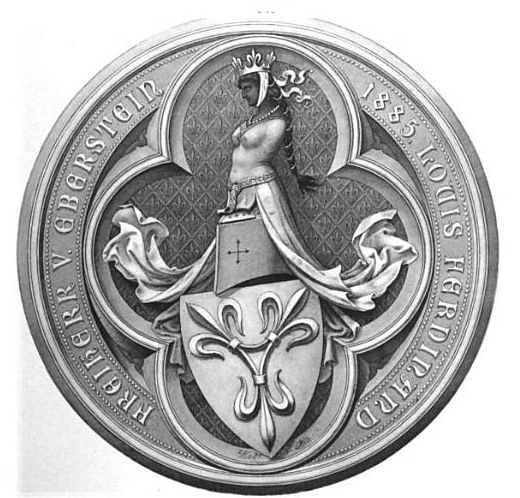
Wappen von Eberstein, ~1885, nach rechts gewendet

### Die Mohrin derer von Loeben

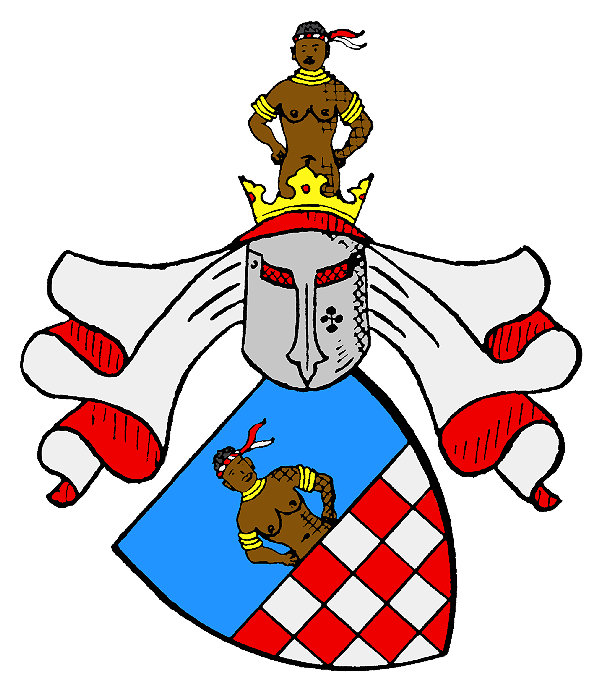
Mohrenrumpf im Oberwappen und Schild der Loebener

Das Adelsgeschlecht Loeben ist ein altes schlesisches Adelsgeschlecht. Erstmals urkundlich erwähnt wird das Geschlecht im Jahre 1253. Die Wappensage berichtet, die Familie habe bereits im Jahre 733 ihr Wappen von der Mohrenkönigin Pelusa von Meroe erhalten.

### Die Mohrin derer von Prittwitz
Prittwitz ist der Name eines alten, sehr weit verzweigten schlesischen Adelsgeschlechts. Es wird im Jahr 1283 urkundlich erstmals erwähnt. Nach der Wappensage handelt es sich um eine Mohrenprinzessin.

Wappensage derer von Prittwitz

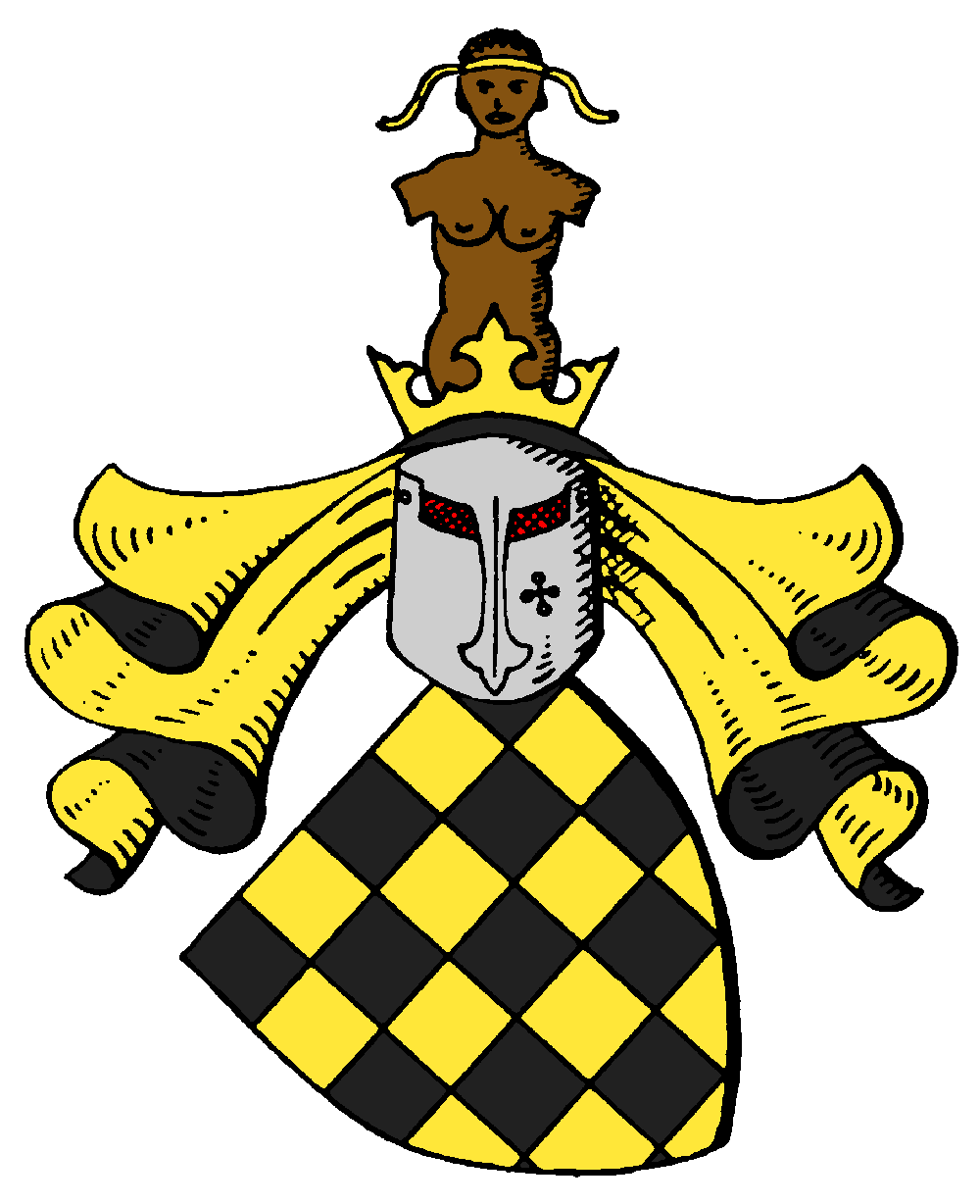
Wappen der Prittwitzer
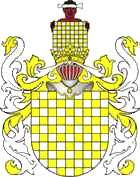
Wappen der Prittwitzer

### Die Mohrin derer von Sack
Das schlesisch-sächsischen Adelsgeschlecht Sack – mitunter auch Säcke genannt – führt im Helm des Wappens das Brustbild einer nackten Mohren-Jungfrau, die über ihren langen Haaren einen Kranz aus roten und weißen Rosen trägt. Der von Johann Sinapius überlieferte Wappensage zufolge sollen sie „von dem Stamm-Vater, einem streitbaren Deutschen Soldaten, der vor alten Zeiten unter einem Könige in Spanien im Kriege wieder die Mohren bey eingefallenem Proviant-Mangel ein gut Theil Lebens-Mittel in Säcken glücklich erbeutet, die Säcke und das Mohren-Bild ins Wappen, auch nachmahls den Geschlechts-Namen de Sacco oder von Sack daher überkommen haben.“

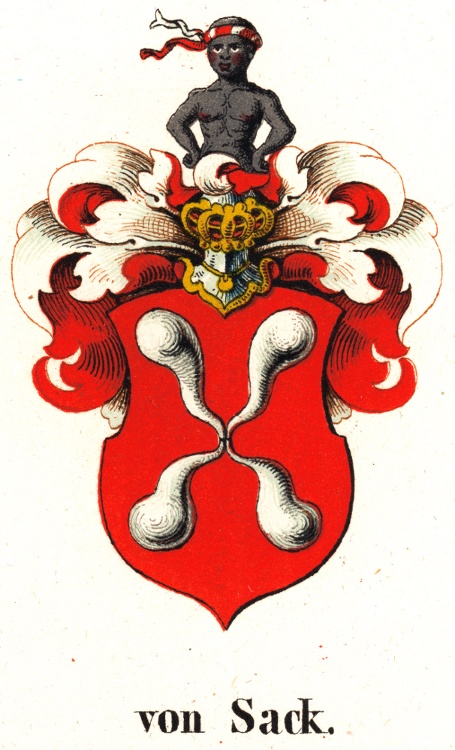
Wappen des sächsischen Zweiges der schlesisch-sächsischen Familie von Sack (Schlesisches Wappenbuch)
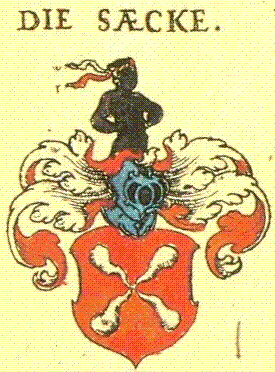
Wappen in Siebmachers Wappenbuch

## Der Mohr derer von Kuefstein (Ende 16. Jahrhundert)
Das Stammwappen des österreichischen Adelsgeschlechtes Kuefstein aus dem Jahr 1599 zeigt in rotem Feld einen nackten Mohren mit Goldkrone und Schwert auf einem goldenen Hügel stehend. Dazu in der Helmzier ein Mohr zwischen zwei geteilten Adlerflügeln. Dies wird auch im späteren Grafenwappen beibehalten. Das Wappen wird mit der Teilnahme an einem Kreuzzug in Verbindung gebracht, was jedoch nicht quellenmäßig belegt ist.

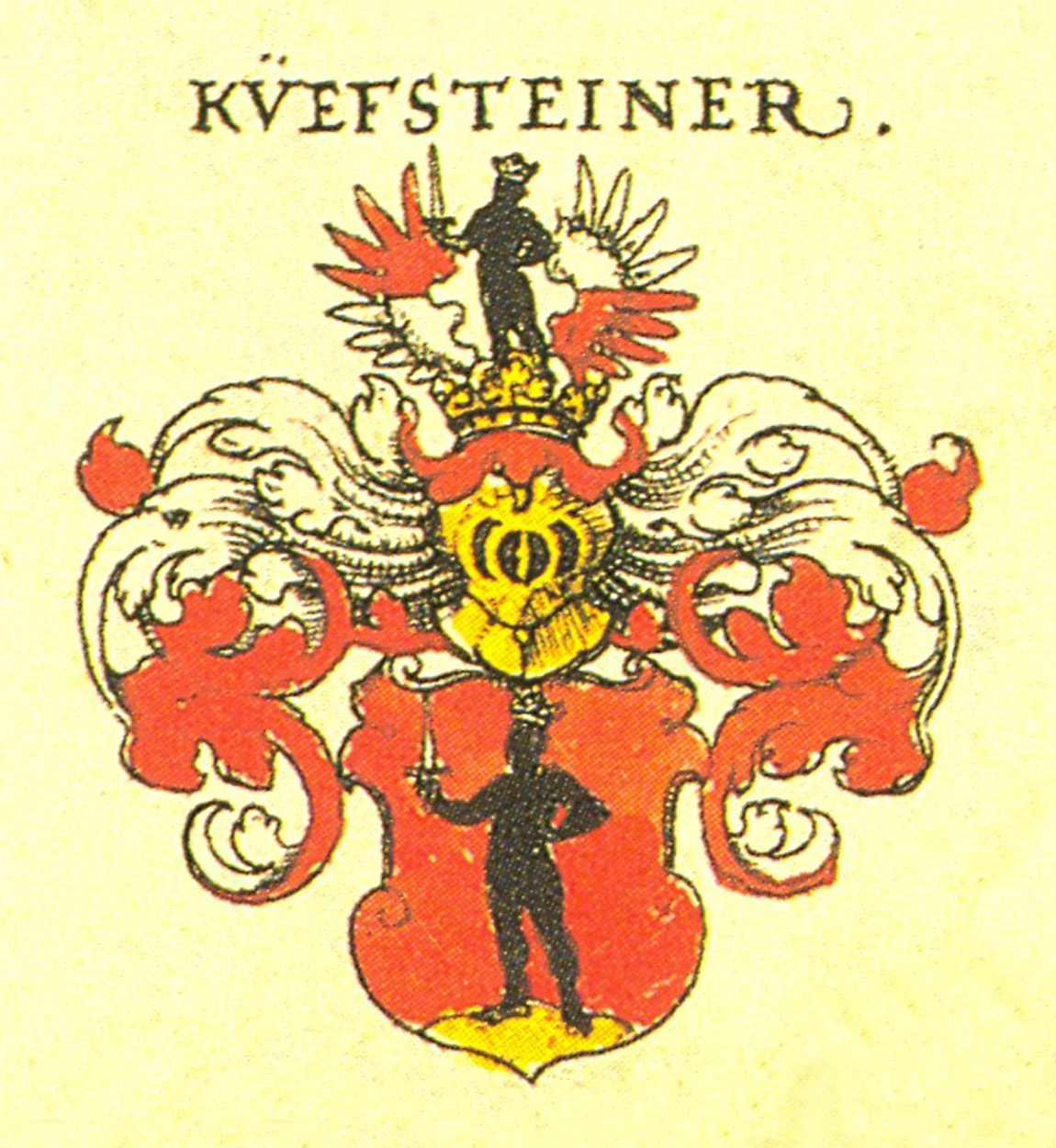
Stammwappen der Kuefstein
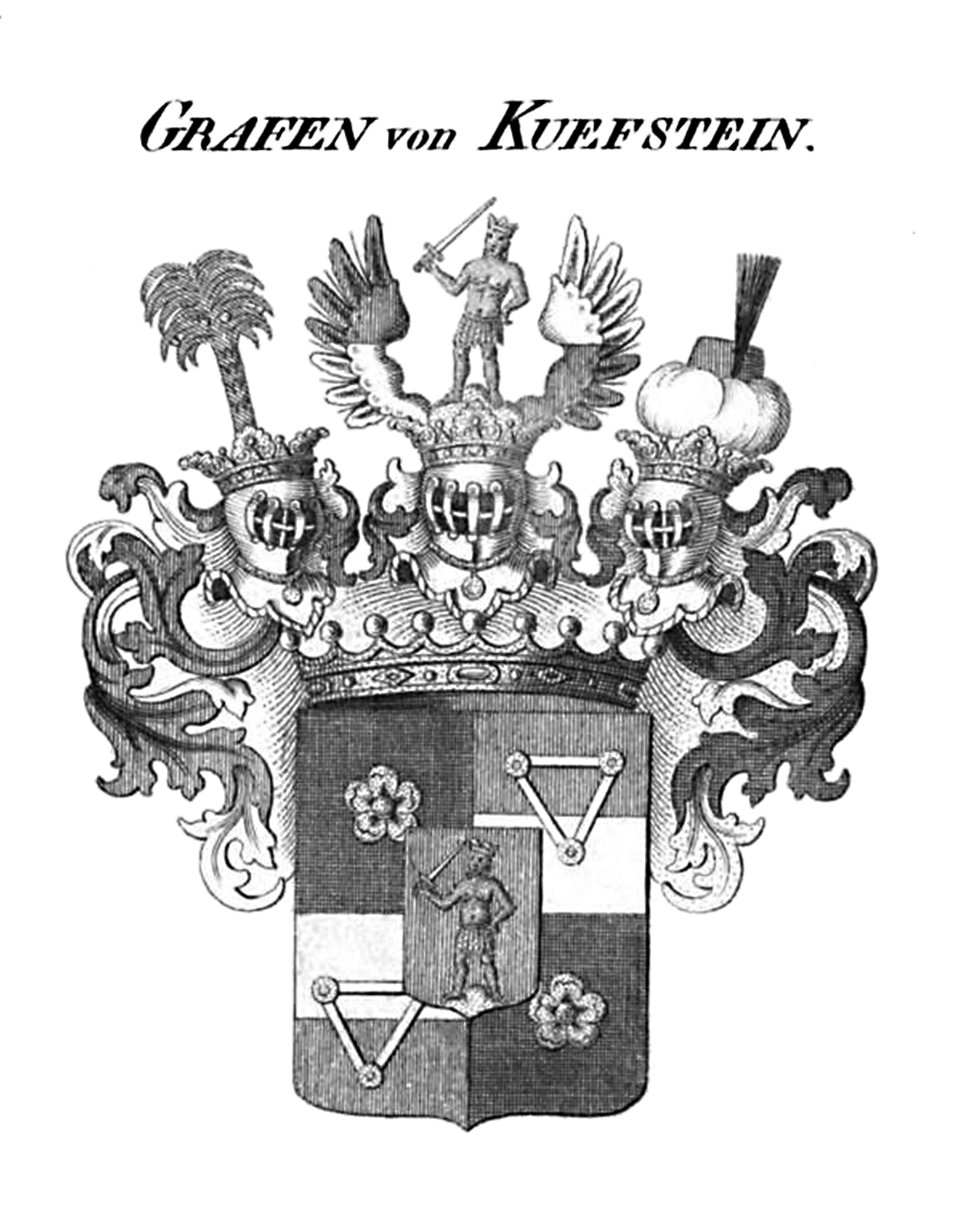
Wappen der Grafen von Kuefstein
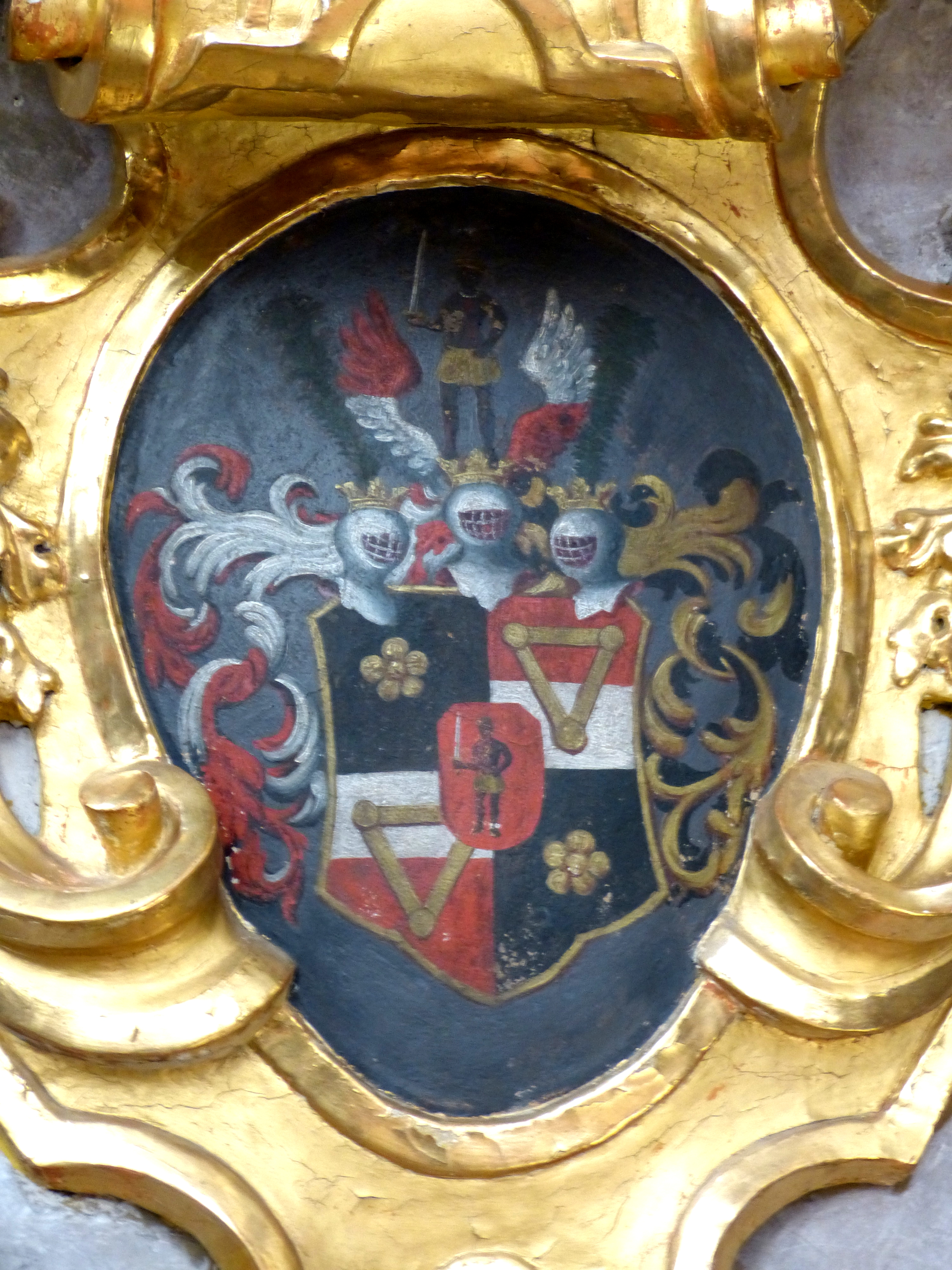
Wappen der Kuefstein (Waidhofen/Thaya, Pfarrkirche)

## Der Mohr von Neuhof
In Neuhof an der Zenn ist die Wappenfigur als schwarzer Wilder Mann definiert und war zwischenzeitlich Schildhalter.

## Die Mohren derer von Seydewitz

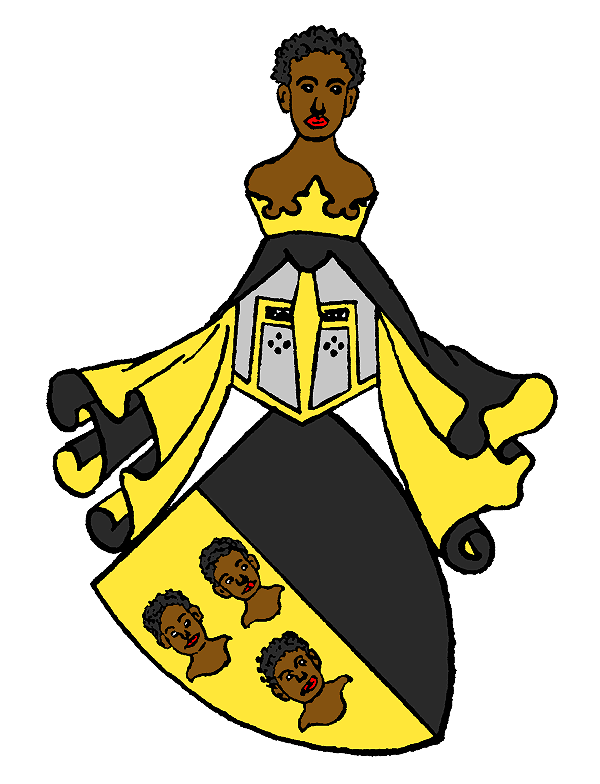
Seydewitz (Adelsgeschlecht)

Das Adelsgeschlecht Seydewitz gehört zum meißnischen Uradel und wird 1299 urkundlich erwähnt. Das älteste bekannte Wappen zeigt bereits die drei Mohren. In der thüringischen Linie findet sich 1497 im Siegel von Michel von Seydewitz auf Crostewitz im Helm der Kopf und Hals eines Mohren im Profil. Als Hintergrund wird der hl. Mauritius vermutet.

## Der Mohrenkopf derer von Saalhausen
Das Wappen derer von Saalhausen zeigt einen Drachenkopf an dessen Hinterhaupt ein Mohrengesicht abgebildet ist. Es ist das wohl einzige Wappen in deutschen Landen, bei dem eine Doppelköpfigkeit von Fabelwesen und Mensch dargestellt ist. Es sei nach der Anekdote, ein Vorfahre habe im Mohrenland seinen Herrn vor einem Drachenangriff geschützt, entstanden.

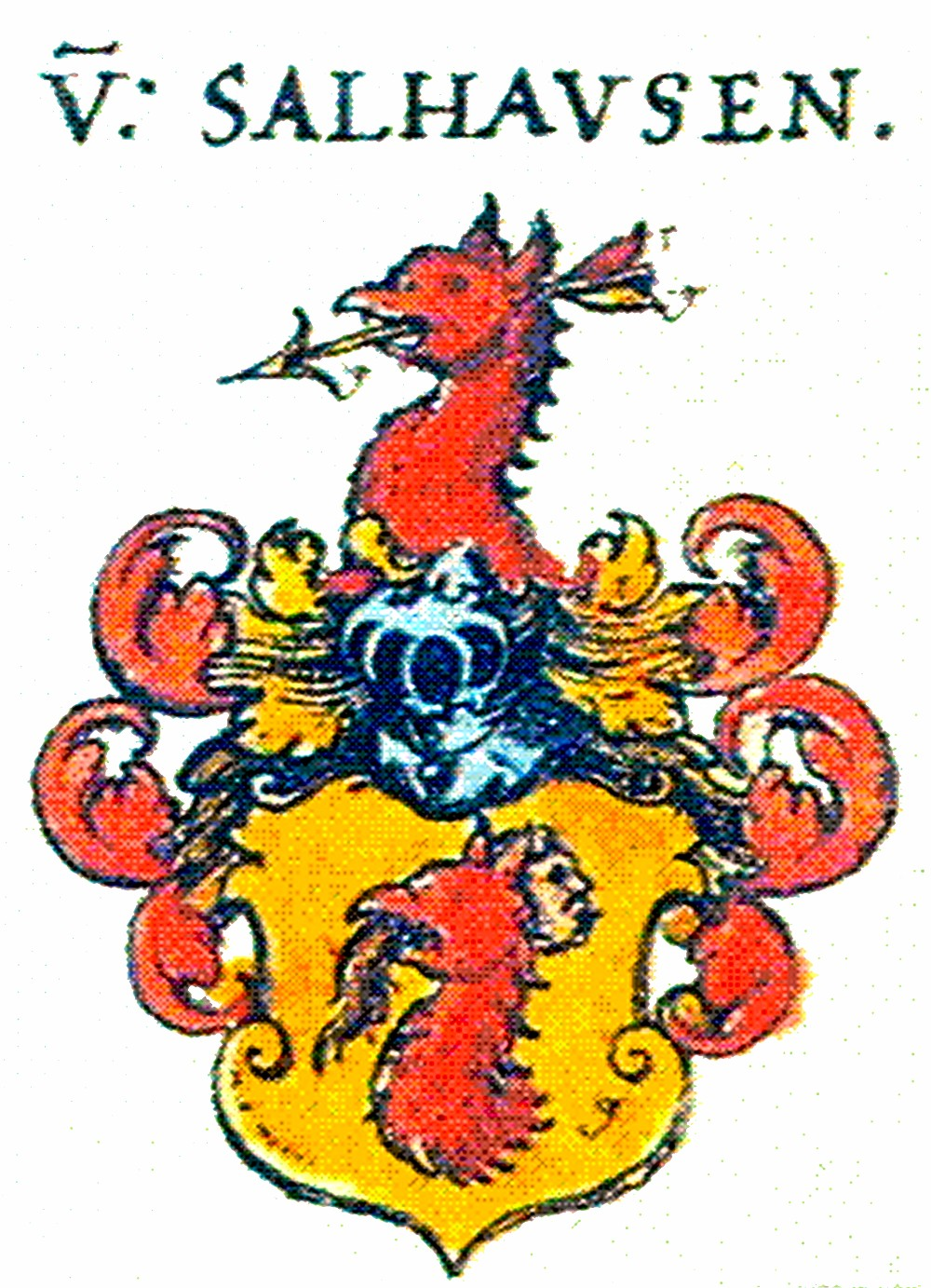
Wappen derer von Saalhausen

## Der Mohr von Schauenstein (17. Jahrhundert)
Schauensteiner Mohr: In der ersten erhaltenen farbigen Zeichnung des Wappens von Schauenstein (Oberfranken) aus dem Jahr 1581 ist der vorher schon traditionelle Mann schwarz und hält einen kleinen roten Stein empor. Es ist eindeutig ein Bergmann mit einem Erzbrocken in der Hand, um den Ortsnamen zu verbildlichen: ein zur Schau gestellter Stein. Seit 1692 wird der Bergmann nun als Mohr fehlgedeutet. Ab 1812 ist der Mann nackt dargestellt mit einem Stück Fleisch in der Hand, es gibt auch Abbildungen, auf denen der Mohr einen Spiegel hält.

## Mauritius-Wappen

### Der Mohr von Coburg (Ende 15. Jahrhundert)

Wappen von Coburg

Einen „Mohren“ zeigt auch das Stadtwappen von Coburg. Es handelt sich dabei mit großer Wahrscheinlichkeit um eine Darstellung des Stadtpatrons, des Heiligen Mauritius, denn die älteste Kirche Coburgs ist zwischen 1150 und Anfang des 14. Jahrhunderts von einer Stephanskirche zur Morizkirche geworden. Ab 1380 hatte dann auch ein Coburger Münzmeister als Meisterzeichen einen Mohrenkopf. 1430 wird der heilige Mauritius – wohl im Zuge der Hussiteneinfälle – Schutzpatron der Stadt und ziert seither das Stadtwappen. 1493 taucht in alten Akten das erste Mal das Wort „Mohrenkopf“ auf, als ein Zinnmeister von der Stadt verpflichtet wurde, neben seinem Meisterzeichen seine Ware auch mit dem Mohrenkopf zu versehen. Aus dem Jahr 1521 stammt schließlich der älteste Abdruck des Stadtsiegels mit dem Mohrenkopf. 1575 wird er gemeinsam mit dem Löwen auf ein steinernes Schild des Coburger Rathauses gemeißelt.
Am 30. April 1934 wurde das Stadtwappen durch die Nationalsozialisten entfernt und durch ein Wappen mit Schwert ersetzt. Ab dem 6. August 1945 fand wieder das frühere Stadtwappen Verwendung, das 1953 in seiner Form verändert und mit dieser Normierung rechtsverbindlich wurde.
Heute gibt es die Ende des 19. Jahrhunderts angelegte Mohrenstraße, von 1937 bis 1945 als Straße der SA bezeichnet, mit der Mohrenbrücke.
„Coburger Mohr“ ist u. a. der Name einer Tanzsportgarde des Coburger Faschings, außerdem sind ein Coburger Stadtmagazin und eine Apotheke nach dem Mohren benannt.

### Der Mohr von Zwickau (16. Jahrhundert)
Zwickauer Mohr: Auch von Zwickau ist der Stadtpatron der hl. Mauritius, nachdem er bereits 1212 als Patron der Stadtpfarrkirche erwähnt wird. Er ziert seit 1560 als Mohr das sogenannte „Große Wappen“ oder auch „Des Rates Ganzes“.

### Der Mohr von Aken an der Elbe
Der hl. Mauritius als Mohr findet sich auch im Wappen von Aken an der Elbe. Dies ergibt sich aus der engen Anbindung an Magdeburg, wovon Aken ab 1680 sogar Immediatstadt des Magdeburger Herzogtums war.

### Der Mohr von Bad Sulza
Sulzener Mohr: Im Stadtwappen von Bad Sulza aus dem Jahr 1907 findet sich der heilige Mauritius in Ritterrüstung, der beim Gemeindezusammenschluss mit Dorfsulza aus dem Wappen Stadtsulzas übernommen wurde. Im Unterschied zu vorher ist er als Mohr dargestellt. Der hl. Mauritius findet sich bereits im ältesten bekannten Siegel aus dem Jahre 1567 mit einer gefähnelten Lanze in der Hand. Aufnahme fand er wohl als Schutzpatron der Salzsieder.

### Der Mohr von Förderstedt
Förderstedt, heute Ortsteil der Stadt Staßfurt im Salzlandkreis in Sachsen-Anhalt, hatte im Gemeindewappen den heiligen Mauritius begleitet von einem gekreuzten silbernen Schlägel und Eisen. Er weist auf die Verbindung des Ortes zum Domkapitel Magdeburg hin und war schon in mittelalterlichen Gerichtssiegeln enthalten.

### Der Mohr von Krautheim
Das Stadtwappen von Krautheim zeigt unter dem silbernen Schildhaupt mit drei grünen Lindenblättern im gespaltenen Schild vorn in Blau ein silbernes Mühlrad und hinten den schwarzen Mohrenkopf in Gold, der den Stadtpatron Mauritius darstellt. Das Stadtpatrozinium rührt von der dem hl. Mauritius geweihten, 1140 erstmals erwähnten und zum Naumburger Moritzkloster gehörigen Kirche her.

### Der Mohr von Bevensen-Ebstorf (21. Jahrhundert)
Die zum 1. November 2011 gebildete Samtgemeinde Bevensen-Ebstorf hat in das neue Wappen den hl. Mauritius als Mohr aufgenommen als Hinweis auf das Mitte des 12. Jahrhunderts gegründete und dem hl. Mauritius geweihte Kloster Ebstorf.

### Der Mohr von Sandau
Um 1361 wurde die Stadt Sandau von Kaiser Karl IV. verpflichtet, dem Erzstift Magdeburg den Huldigungseid zu leisten und dessen Wappen und Schutzpatron in das Siegel aufzunehmen, siehe Wappen der Stadt Sandau (Elbe).

### Abbildungen

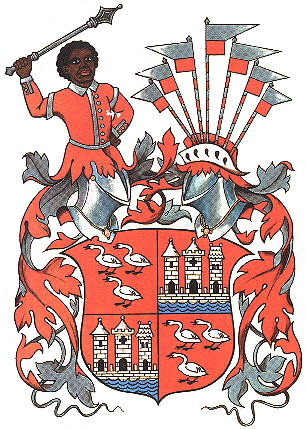
Großes Wappen von Zwickau
Wappenschilde im Siegel von Aken
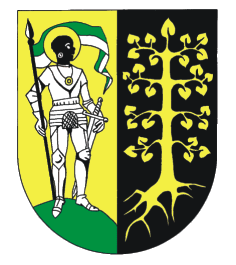
Wappen von Bad Sulza
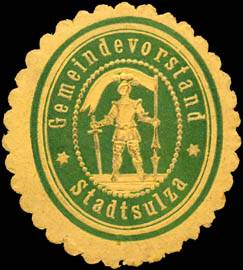
Siegelmarke des Gemeindevorstands von Stadtsulza
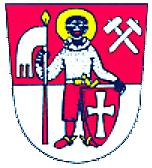
Wappen der ehemaligen Gemeinde Förderstedt
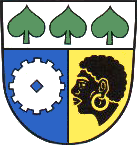
Wappen der Stadt Krautheim
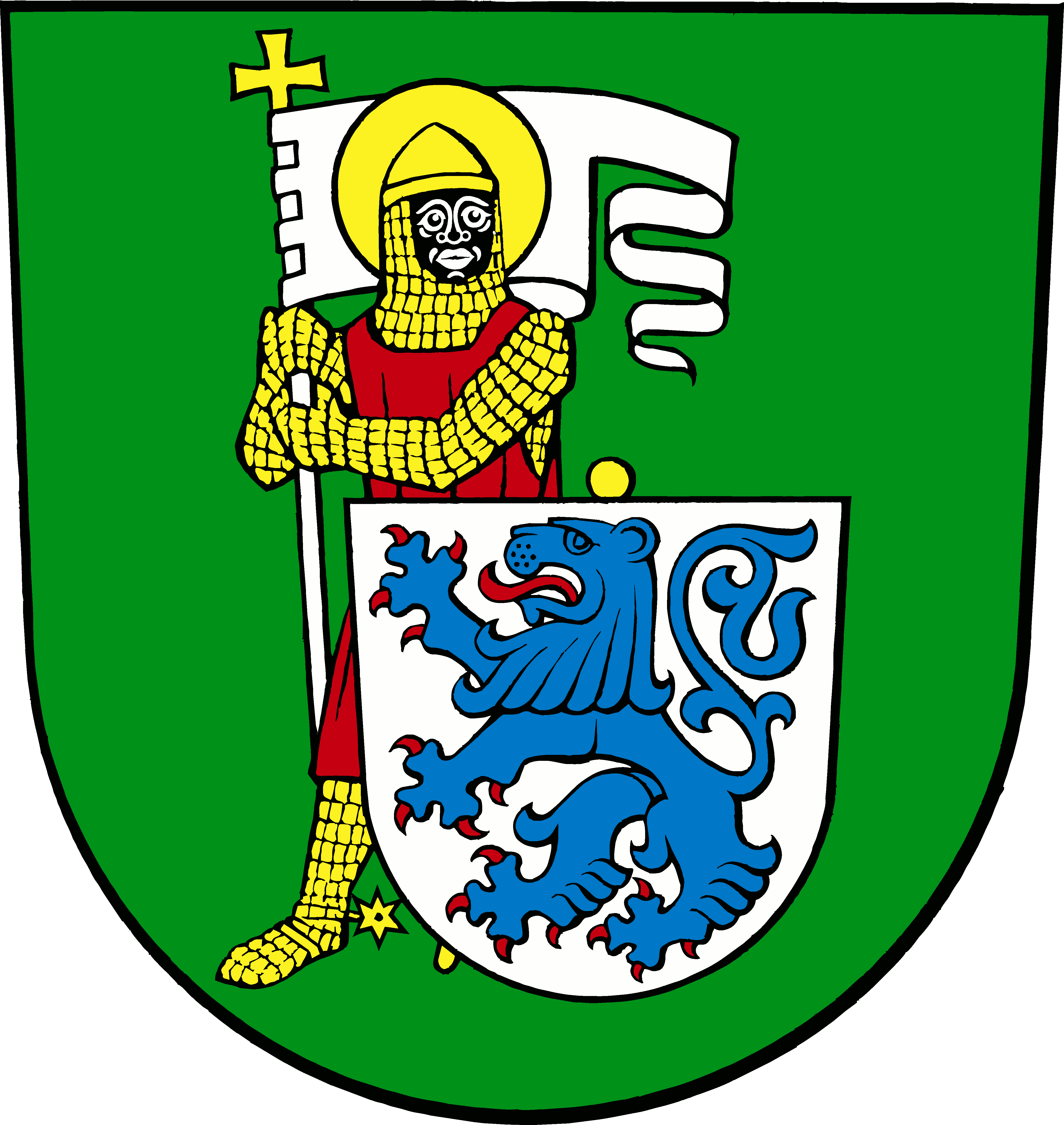
Wappen der Samtgemeinde Bevensen-Ebstorf
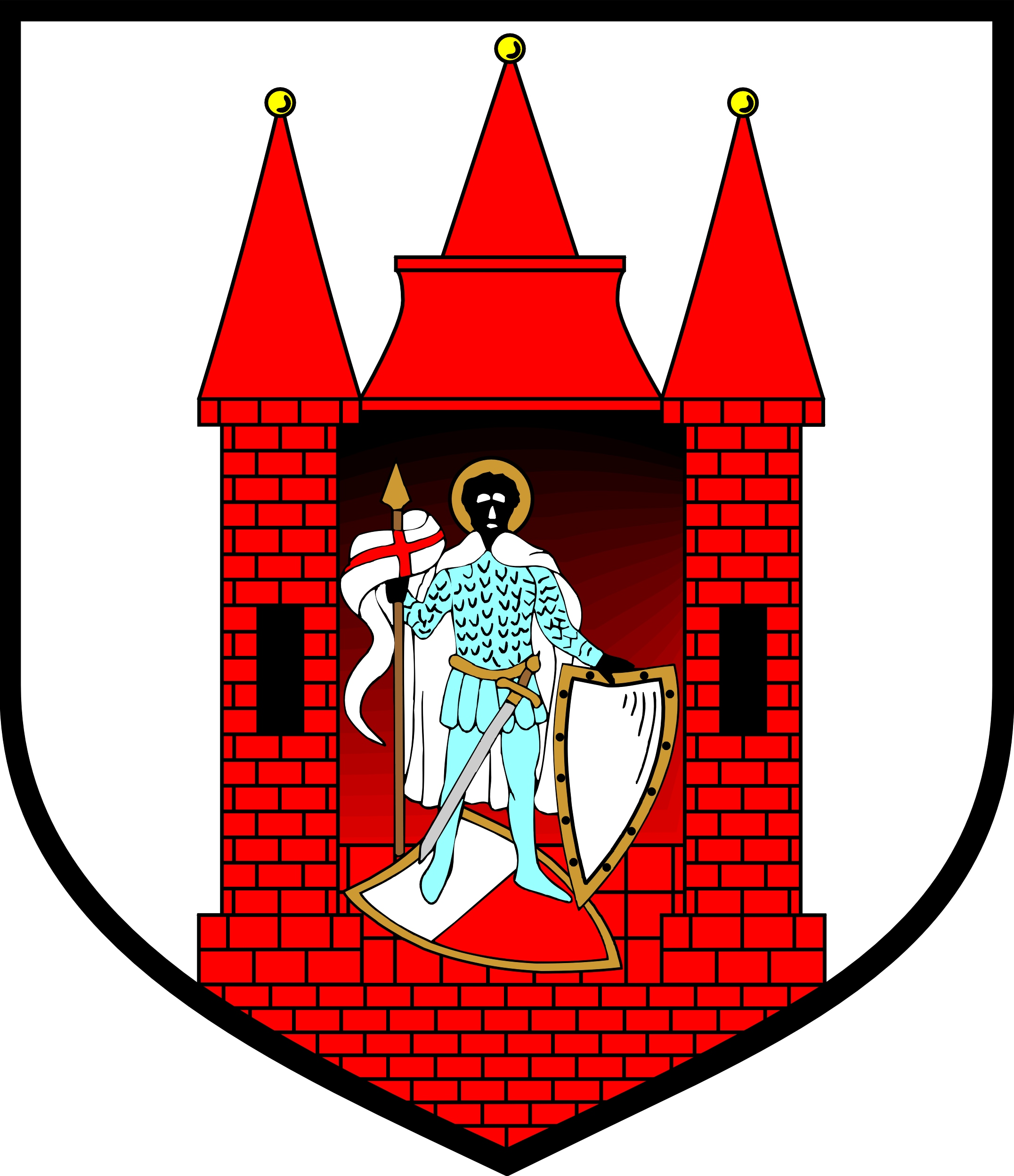
Wappen von Sandau 1979 (schwarzer Mohr)
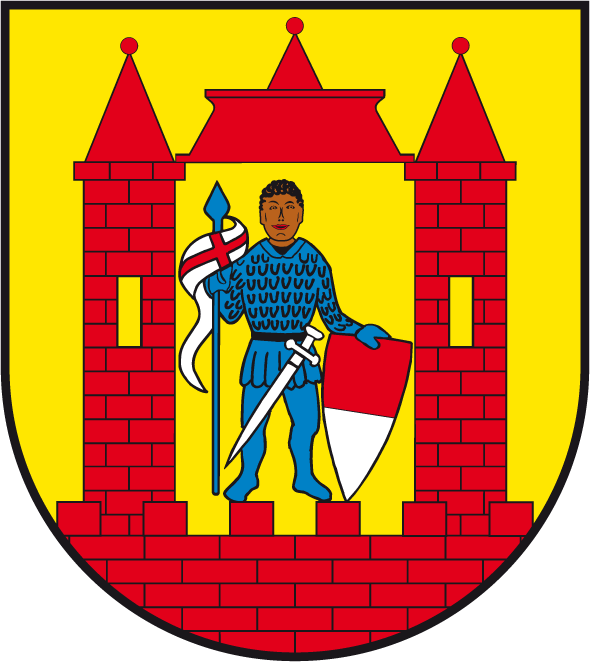
Wappen von Sandau 1996 (dunkler Mohr)

### Gerichtssiegel der Dompröpste von Magdeburg
Seit Heinrich VII., Graf von Stolberg, seit 1323 Dompropst und Erwählter (zum Erzbischof) in Magdeburg, zeigt das Siegel der Pröbste im Allgemeinen den hl. Mauritius. Von dort aus gelangte der hl. Mauritius wohl auch in Siegel der mit dem Magdeburger Domkapitel, Dompropstei und Erzstift verbundenen Ortschaften, nachweislich in Aken, Förderstedt und Sandau auch als „Magdeburger Mohr“ (um 1250) im Magdeburger Dom.

### Der Mohr der Schwarzhäuptergilde

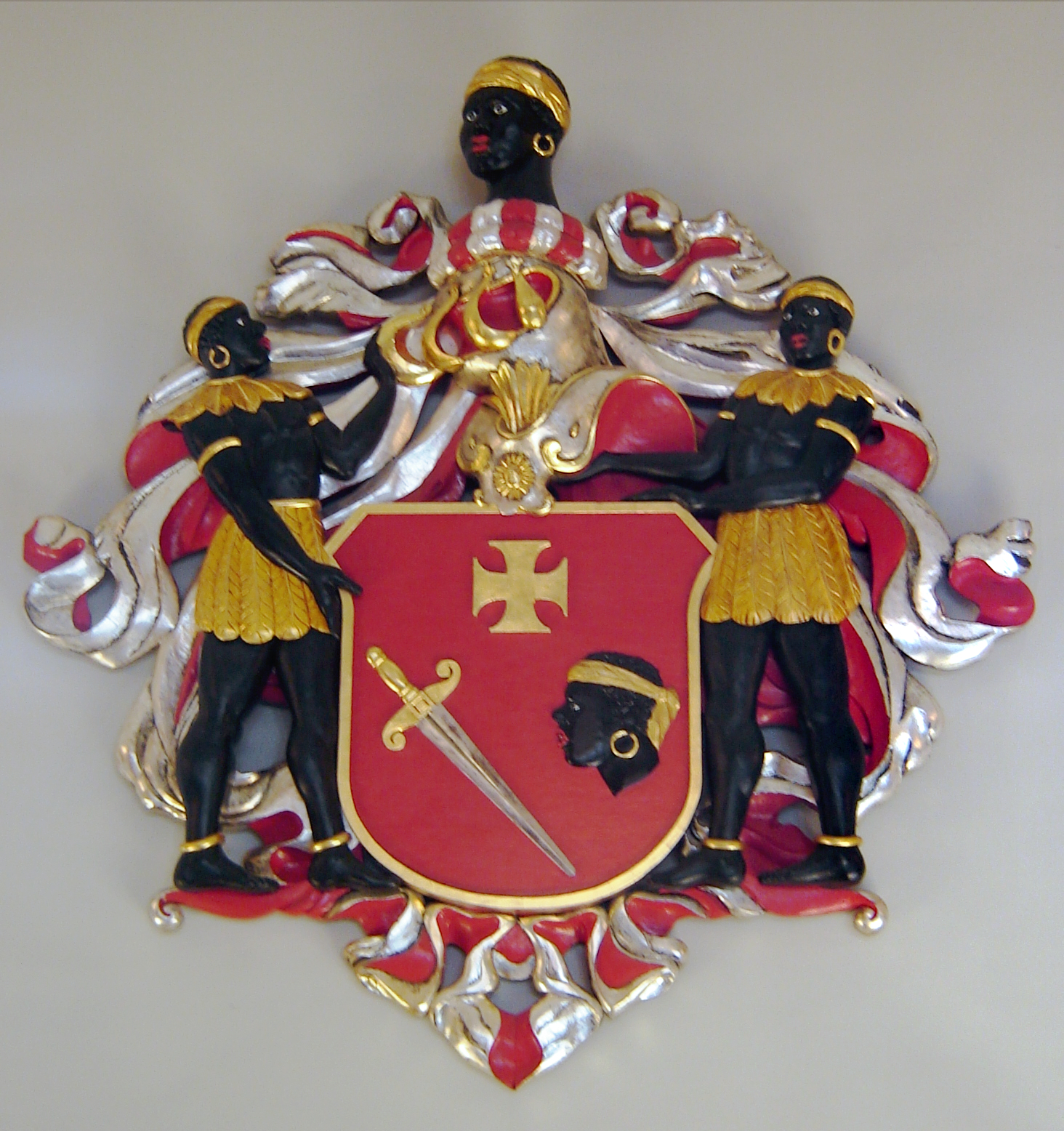
Schwarzhäupterwappen im Rigaer Schwarzhäupterhaus

In Livland, z. B. in Riga und dem heutigen Tallinn, gab es Niederlassungen der sogenannten „Compagnie der Schwarzen Häupter“ (kurz auch Schwarzhäuptergilde), eine frühe Abspaltung von unverheirateten Mitgliedern der „Großen Gilde“ (14. Jahrhundert). Der Patron der Schwarzhäuptergilde ist der hl. Mauritius. Die Gilde trug daher einen Mohren im Wappen. Andere deuten diesen Namen als Hinweis auf die Farbe des Kopfschutzes der gewappneten Kriegsknechte: der schwarzen Sturmhaube, da die Schwarzhäupter auch gemeinsam zur Verteidigung ihrer Städte antraten.
Das Schwarzhäupterhaus in Riga (Gildenhaus) wurde durch die aufwändige Rekonstruktion in den 1990er Jahren bekannt, nachdem das im Jahr 1341 erbaute Gebäude, 600 Jahre später bei einem deutschen Angriff im Jahr 1941 zerstört wurde. An der Pforte des Hauses rechts steht im Blick auf Patron und Wappen ein Mohr.
Im Zuge des Hitler-Stalin-Paktes von 1939 mussten die deutschstämmigen Schwarzhäupter Riga verlassen und haben heute ihren Sitz in der Stadt Bremen.

## Der Mohr von Mehring

Wappen von Mehring (Bayern)

Mehringer Mohr: Das Adelsgeschlecht der Moringer scheint seit dem 8. Jahrhundert im Besitze von Mehring gewesen zu sein. Sie starben allerdings Mitte des 14. Jahrhunderts aus. Im Wappen trugen sie einen Mohren mit roter Kopfbedeckung.
Die Entstehung des Wappens ist dennoch umstritten. Der hier abgebildete Mohrenkopf deutet als Namensursprung auf einen „Mohren“ hin. Andererseits ist es durchaus möglich, dass das Gemeindewappen nur eine sinnbildliche Abbildung des Namens widerspiegelt, nicht aber dessen Ursprung. So liegt auch die Vermutung nahe, dass Mehring auf den romanischen Personennamen „Marus“ oder „Morus“ zurückzuführen ist.
Eine andere Mutmaßung geht dahin, dass ein arabischer Händler aus Nordafrika sich an der Stelle der heutigen Gemeinde Mehring niedergelassen haben könnte. Fundierte Quellen hierzu oder archäologischen Untersuchungen fehlen jedoch weiterhin. Untermauert werden könnte die Theorie allerdings dadurch, dass tatsächlich in dieser Zeit arabische Händler Handelsbeziehungen bis nach Europa unterhielten. Ob diese Kontakte aber bis nach Südostbayern reichten, ist fraglich. Meist wurden Güter wie z. B. Stoffe über Zwischenhändler, vornehmlich fahrende Kaufleute, in die Provinzen jenseits der Alpen verbracht.

## Der Mohr von Stuttgart-Möhringen

Wappen von Stuttgart-Möhringen bis 1942

Möhringer Mohr: Zeigte das Stadtteilwappen von Möhringen bis 1942 einen ungekrönten Mohren, so fand sich ab 1957 darauf ein gekrönter Mohr.
Das Wappen wurde wegen seiner rassistischen Konnotation kritisiert und 2023 neu gestaltet ohne Mohr.

## Der Mohr von Eisenberg

Wappen von Eisenberg (Thüringen)

Eisenberger Mohr: Der Eisenberger Mohr geht auf eine Sage über einen Mohren als Diener des Grafen von Eisenberg zurück, die sich sowohl in einer Standfigur am Marktplatz als auch im Wappen niederschlug, interessanterweise als „korsischer Mohr“ mit verbundenen Augen. Mitunter wird Eisenberg ebenso wie die Stadt Lauingen daher auch Mohrenstadt genannt.

## Der Mohr von Ober-Mörlen
Ober-Mörler Mohren: Die historisch exakte Herkunft der Mohren im Wappen von Ober-Mörlen ist nicht geklärt. Jedoch entstand das aktuelle Gemeindewappen auf Basis der Wappenfiguren (Sparren der Herren von Eppstein, Kurmainzer Rad und dem Mohren) eines Gerichtssiegels aus dem Jahr 1716.
Im Codex Laureshamensis, einem Kopialbuch des 12. Jahrhunderts, findet sich für das Jahr 790 die Bezeichnung „Moruller Marca“ was meist als „Mark des Mohren“ gedeutet wird. An das Wappen angelehnt tritt der Mohr von Mörlau seit 1948 als Figur der Ober-Mörler Fassenacht auf; in früheren Zeiten im Dienerlivree (ähnlich dem ehemaligen Markenlogo „Sarotti-Mohr“), in den Jahren 2003 bis 2009 begleitete er in seinem „orientalischen“ Fantasie-Kostüm (siehe rechts) das jeweilige Ober-Mörler Prinzenpaar bei seinen offiziellen Auftritten.

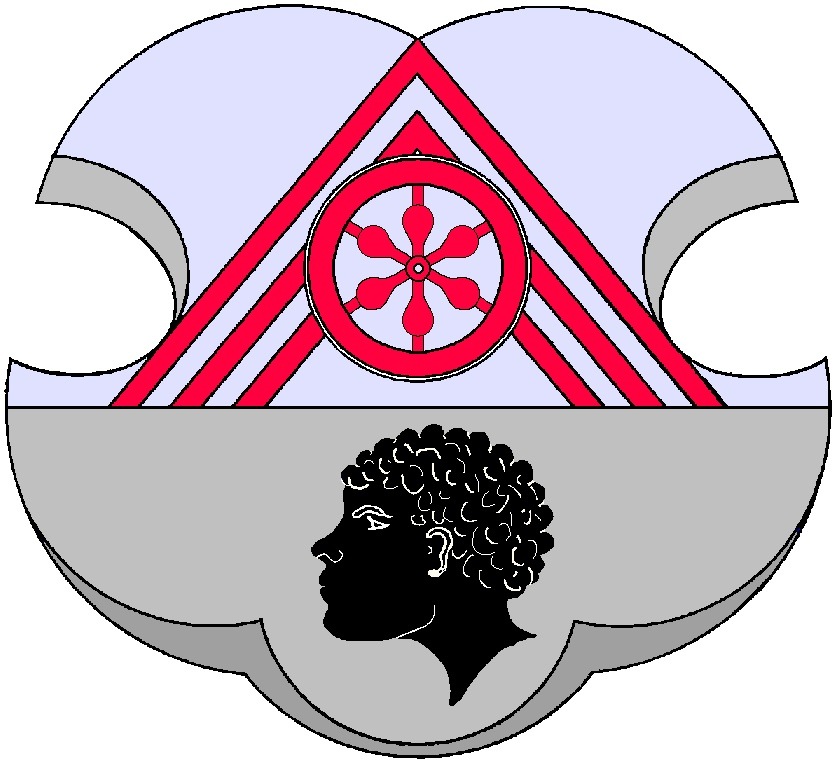
Altes Ober-Mörler Gemeindewappen nach einem Gerichtssiegel von 1716
Wappen der 1. KG „Mörlau“ seit 1948
Wappen von Ober-Mörlen seit 1967
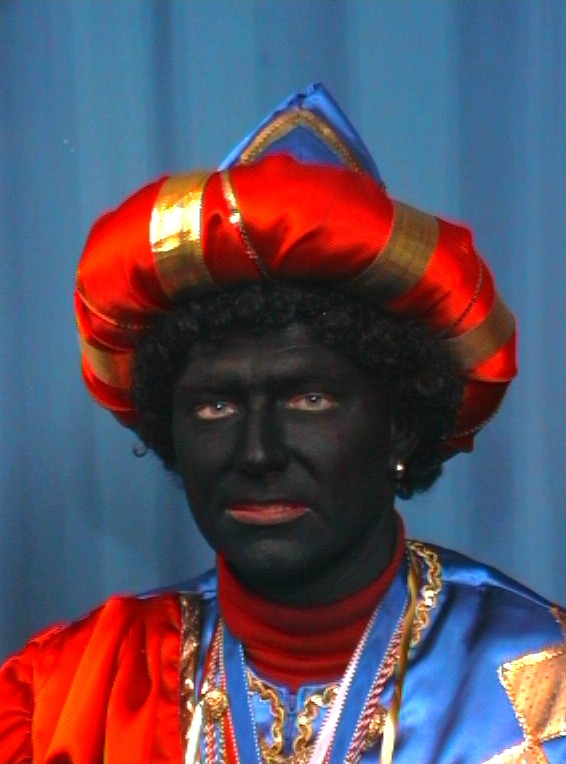
Mohr von Mörlau 2004

## Nürnberger Patrizierwappen

### Der Mohr der Tucher von Simmelsdorf (14. Jahrhundert)

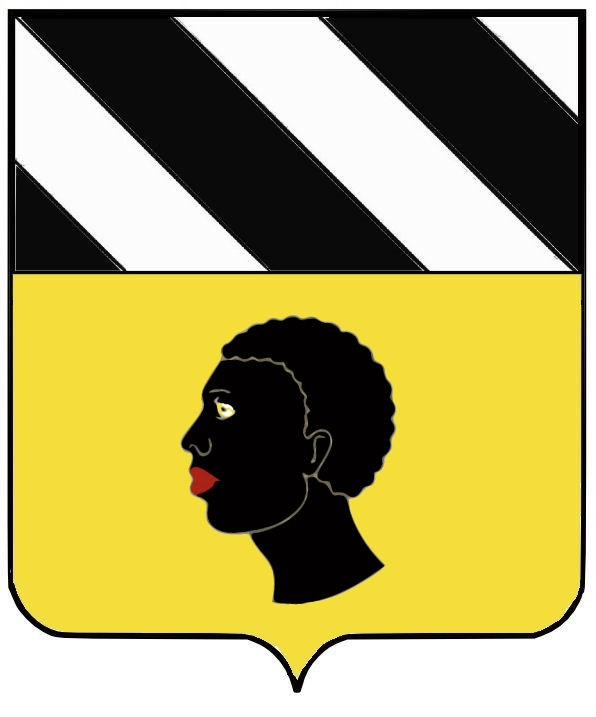
Das Wappen der Tucher

Die Nürnberger Patrizierfamilie Tucher von Simmelsdorf hatte sehr bald einen Mohren im Familienwappen, der auch zum Markenzeichen der mit ihr verbundenen Brauerei wurde. Wohl erstmals findet sich das Wappen im unteren Teil einer auf 1345 datierten, gestifteten Bartholomäus-Apostelfigur in der Nürnberger Sebaldus-Kirche. Im Nürnberger Tucherschlösschen befindet sich eine Wappenscheibe von 1480 mit einem Mohr, der eine mit Rosetten besetzte rote Stirnbinde über einer merkwürdigen, unter dem Kinn gebundenen weißen Haube trägt.
Die Tucher waren von kurz nach 1420 im Besitz des Schlosses von Haimendorf, zu dem Rockenbrunn und die Kapelle St. Mauritius auf dem Moritzberg in der Frankenalb gehörte. Die Kapelle hatte der Nürnberger Patrizier Herdegen Valzner 1419 errichten lassen. Der Besitz ging 1476 durch Heirat von Anna Tucher mit Sigmund Fürer an die Fürer von Haimendorf. Am Jagdschloss in Rockenbrunn ist noch im Jahr 1653 ein Tucher-Wappen angebracht worden.
Die Nürnberger Landgemeinde Simmelsdorf, in dem die Tucher seit 1598 einen Stammsitz hatten, hat aufgrund der historischen Verbundenheit mit dieser Familie einen Mohren ins Wappen aufgenommen.

### Der Mohr der Holzschuher von Harrlach
Die Holzschuher von Harrlach gehören auch zu den ältesten nachweisbaren Patrizierfamilien der Freien Reichsstadt Nürnberg und wurden 1228 erstmals urkundlich erwähnt. Sie führen einen Holzschuh im Wappen und einen rotgekleideten Mohren(rumpf) mit Spitzhut als Helmzier.

### Die Mohrin der Haller von Hallerstein
Die Patrizierfamilie Haller von Hallerstein gehörte zu den ältesten der Freien Reichsstadt Nürnberg. Urkundlich 1293 erwähnt. Sie führen als Helmzier den Rumpf einer nackten Jungfrau (Maurin) mit langem schwarzem Zopf, fliegender silberner Stirnbinde und goldenen Ohrringen.

### Die Mohrin der Pömer von Diepoltsdorf
Die Pömer von Diepoltsdorf waren eine Patrizierfamilie, die erstmals um 1286 urkundlich erwähnt wurde. Als Helmzier Mohr mit wehendem Kopftuch.

### Mohr oder Mohrin der Schürstäber
Das aus Siebenbürgen stammende, ehemals von Trauttenburg heißende, und vor 1225 in Nürnberg nachweisbare Patriziergeschlecht der Schürstab zeigt eine Mohrin oder einen Mohren als Bischof.

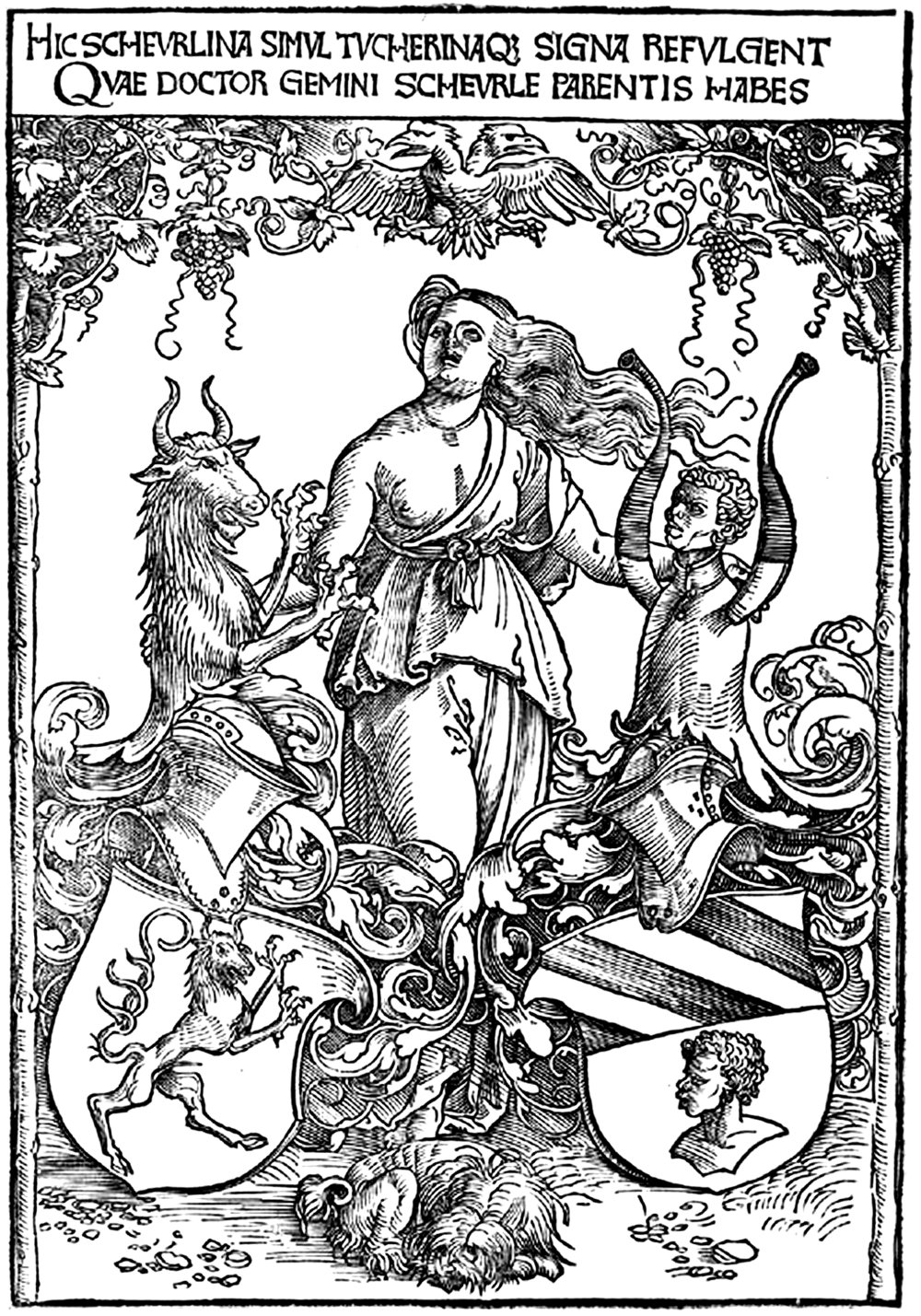
Wappen der Tucher, gemalt von Albrecht Dürer, ca. 1512
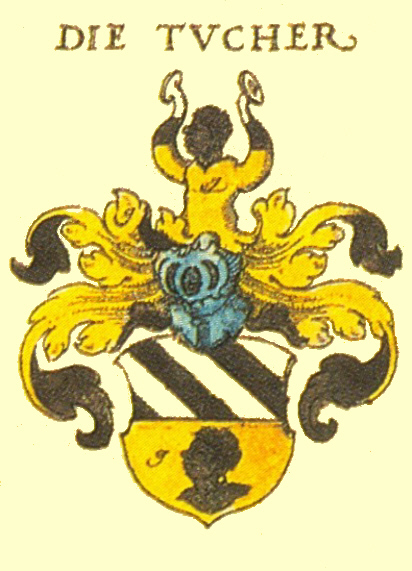
Wappen der Tucher von Simmelsdorf, Wappenbuch 1605
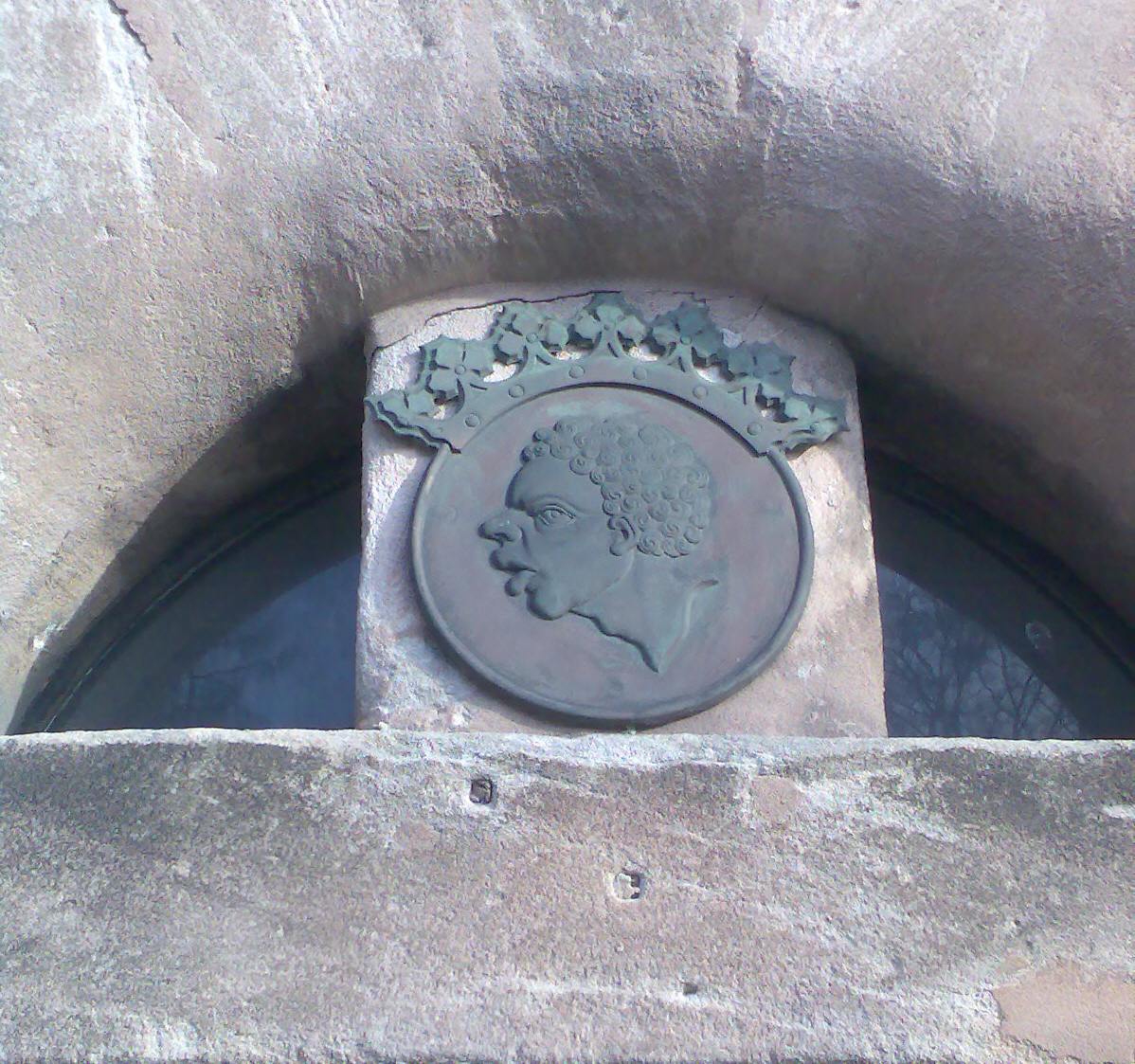
Tucher-Wappen am Herrensitz Schoppershof
Wappen von Simmelsdorf
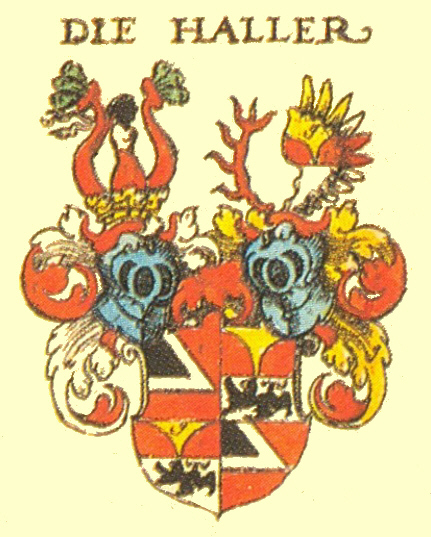
Wappen der Haller von Hallerstein, Wappenbuch 1605
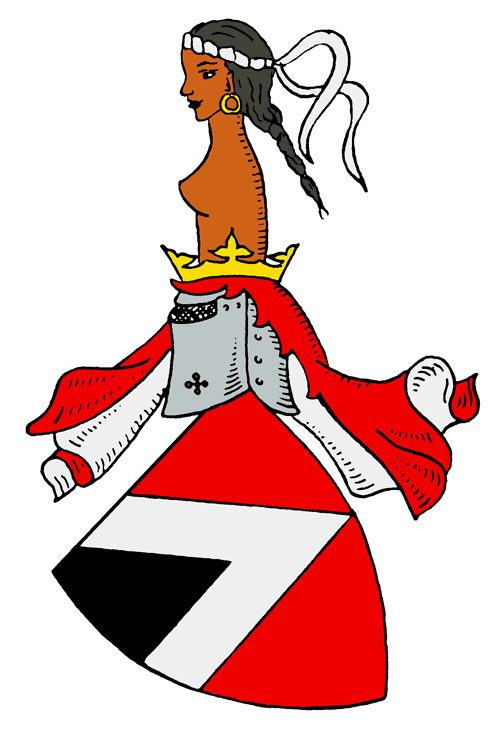
Mohrin im Oberwappen der Haller von Hallerstein
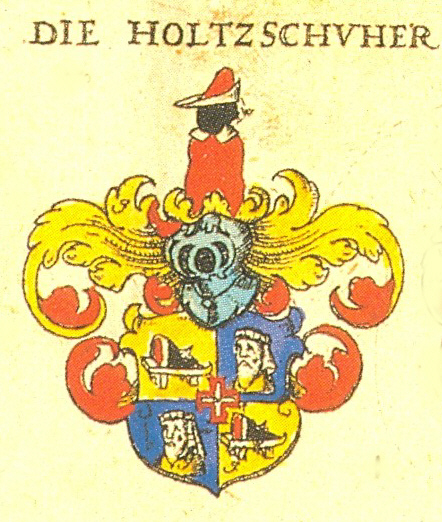
Wappen der Holzschuher, Wappenbuch 1605
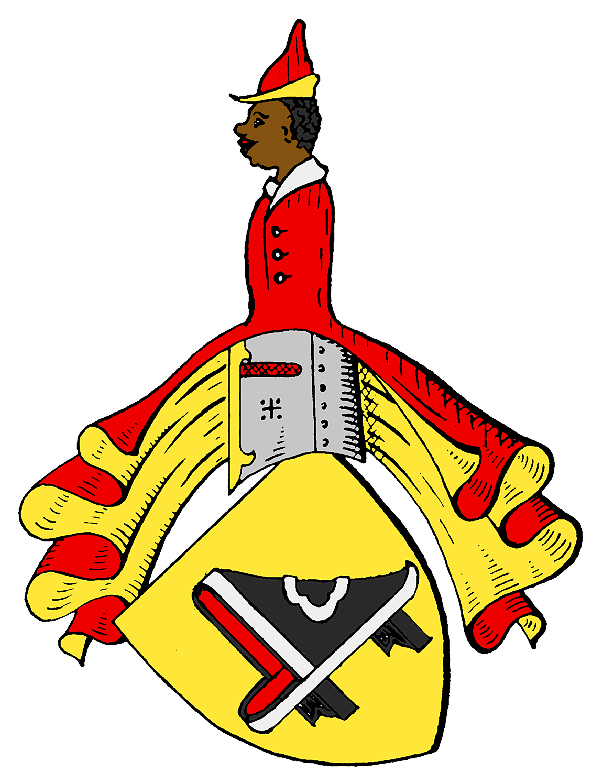
Mohrenrumpf im Oberwappen der Holzschuher von Harrlach
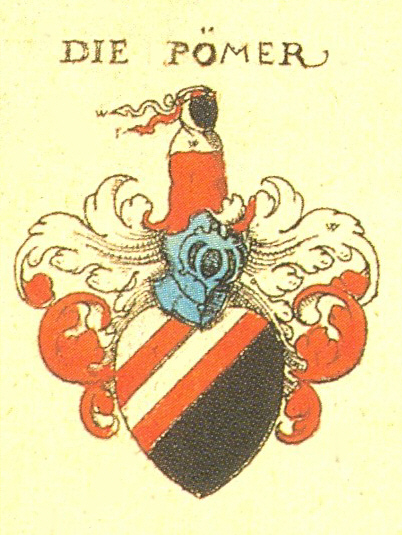
Wappen der Pömer von Diepoltsdorf
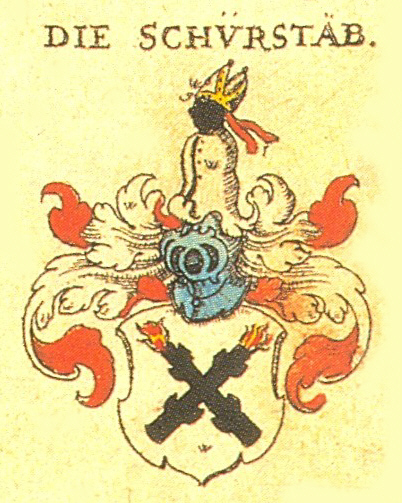
Wappen der Schürstäber
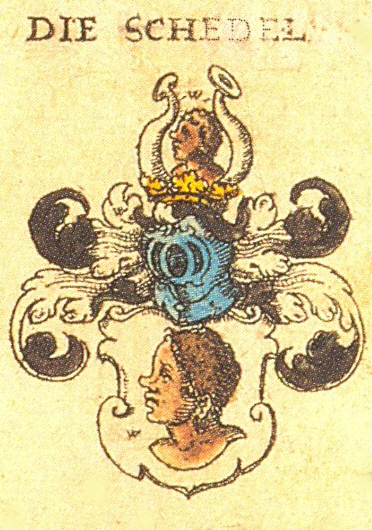
Wappen der Ehrbaren Schedel
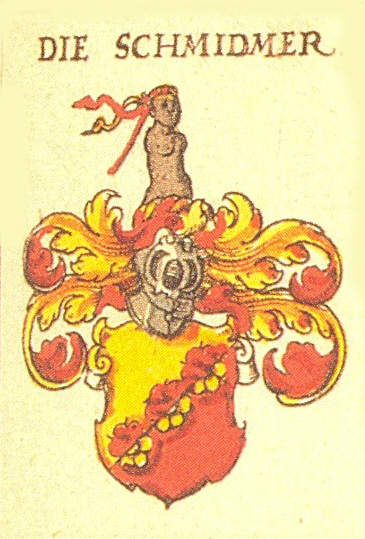
Wappen der Ehrbaren Schmidmer (Schmidmeyer von Schwarzenbruck)

### Die drei Mohren von Strullendorf
Drei Mohren zeigt das Wappen von Strullendorf. Sie stammen aus dem Wappen der Nürnberger Patrizierfamilie Tockler (auch Dockler oder Toggler geschrieben), die wohl aus Bamberg stammten und dort noch den sogenannten Tocklerhof besaßen.

### Der Mohr der Winkler vom Mohrenfels
Die Herkunft der Winkler von Mohrenfels ist unklar. Sie sollen ursprünglich aus Nürnberg stammen und wurden laut Familienüberlieferung mit Ulrich Winkler 1156 erstmals urkundlich erwähnt. Für die Nürnberger Herkunft spricht auch, dass sie mehrfach unter den Nürnberger Familien geführt werden, so zum Beispiel in der Egidienkirche in Erlangen-Eltersdorf. Sie besaßen Güter in Zeckern, Hemhofen, Buch und Uttenreuth. Seit 1722 besaßen sie auch das dortige Schloss, weshalb der Winklersche Mohr auf dem Felsen auch in das Wappen von Hemhofen aufgenommen worden ist.

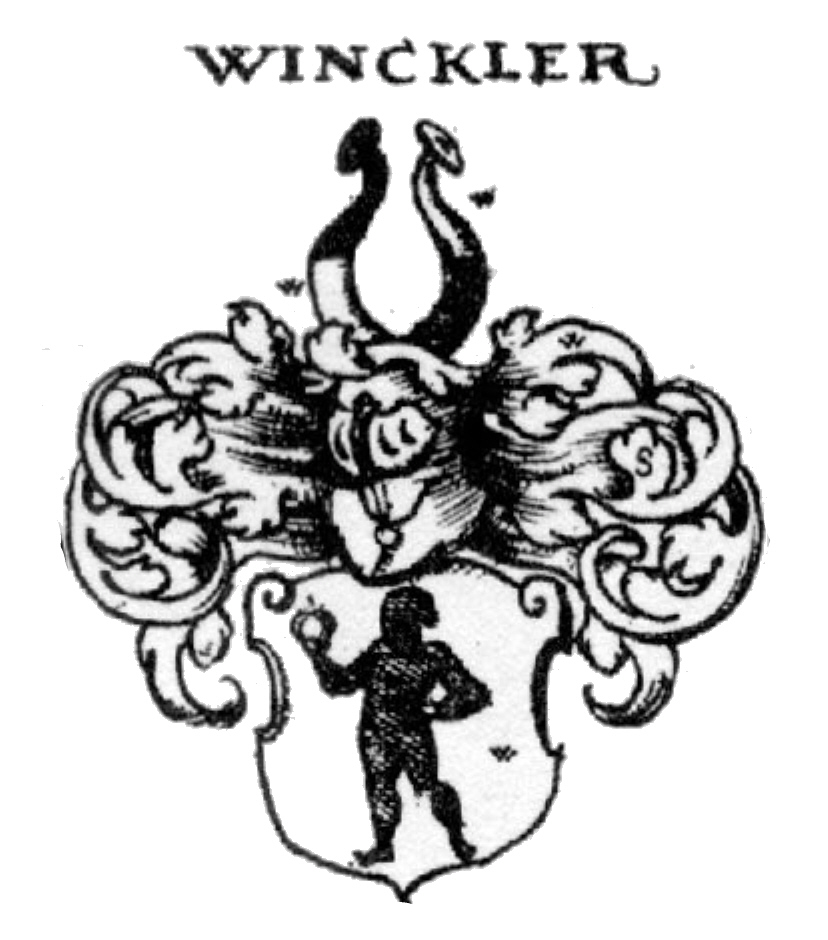
Das Wappen der Winkler bei Johann Siebmacher
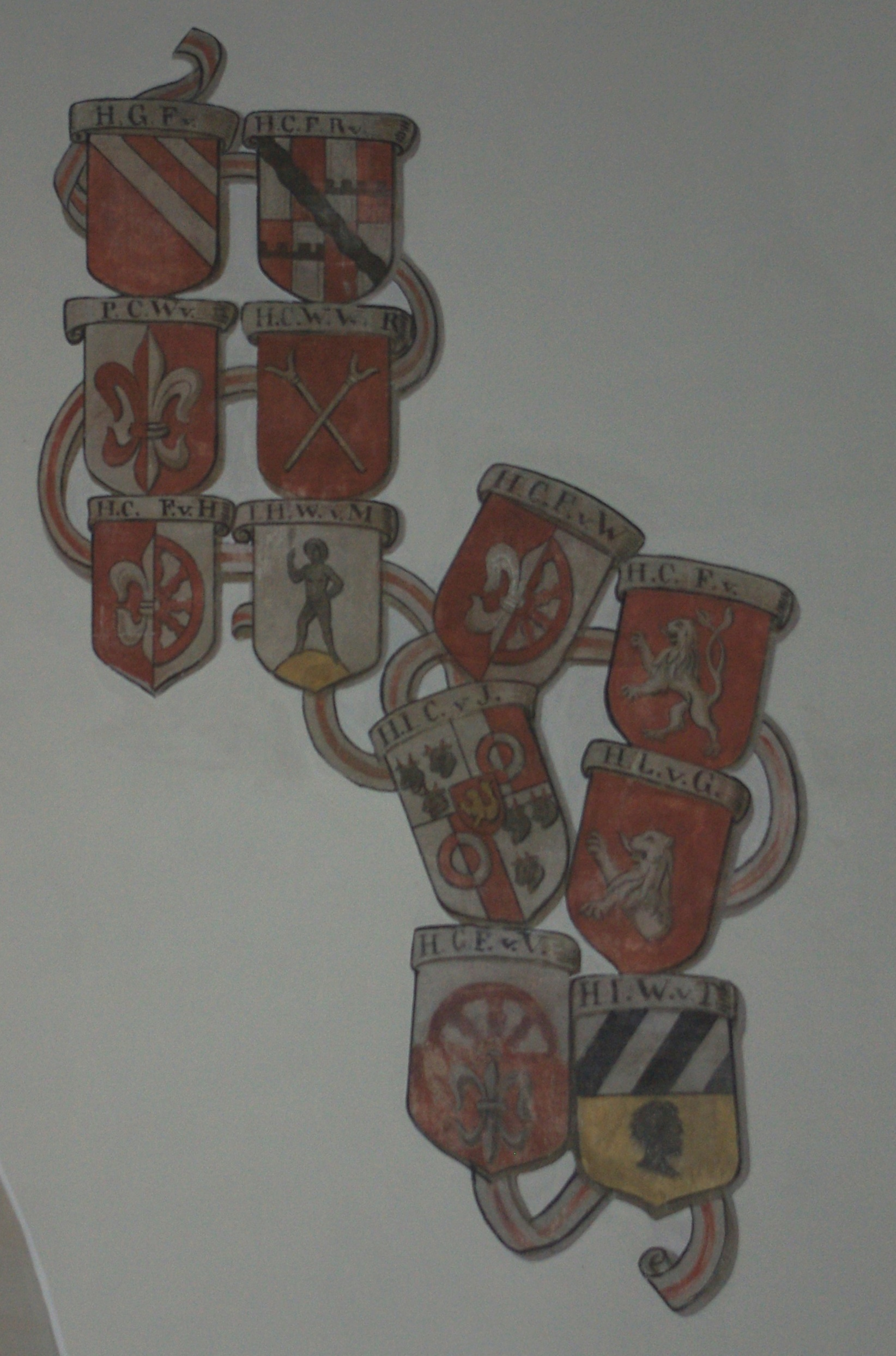
Wappen der Winkler von Mohrenfels in Eltersdorf
Wappen von Hemhofen

## Münchner Patrizierwappen
Das Wappen der Patrizierfamilie Reitmoor in München zeigt seit dem 15./16. Jahrhundert einen nackten Mohr auf einem springenden Hirschen.

## Die Herren Mohr vom Wald (15. Jahrhundert)
Die Herren „Mohr vom Wald“ bei Daun nahmen um 1482 ein horizontal zweigeteiltes Wappen an, der obere Teil gold und schwarz geschacht, der untere gold. Das Zimier war eine Mohrenbüste ohne Arme, gekleidet in den Farben des Schilds. Das Rittergeschlecht derer von Mohr von Wald geht auf das 12. Jahrhundert zurück, die sich ab 1241 nach ihren Besitzungen im Peterswald „de Walda“ nannten. Als Wappenträger dieser Familie ist unter anderem der Speyrer Lothar Friedrich Mohr von Wald bekannt.

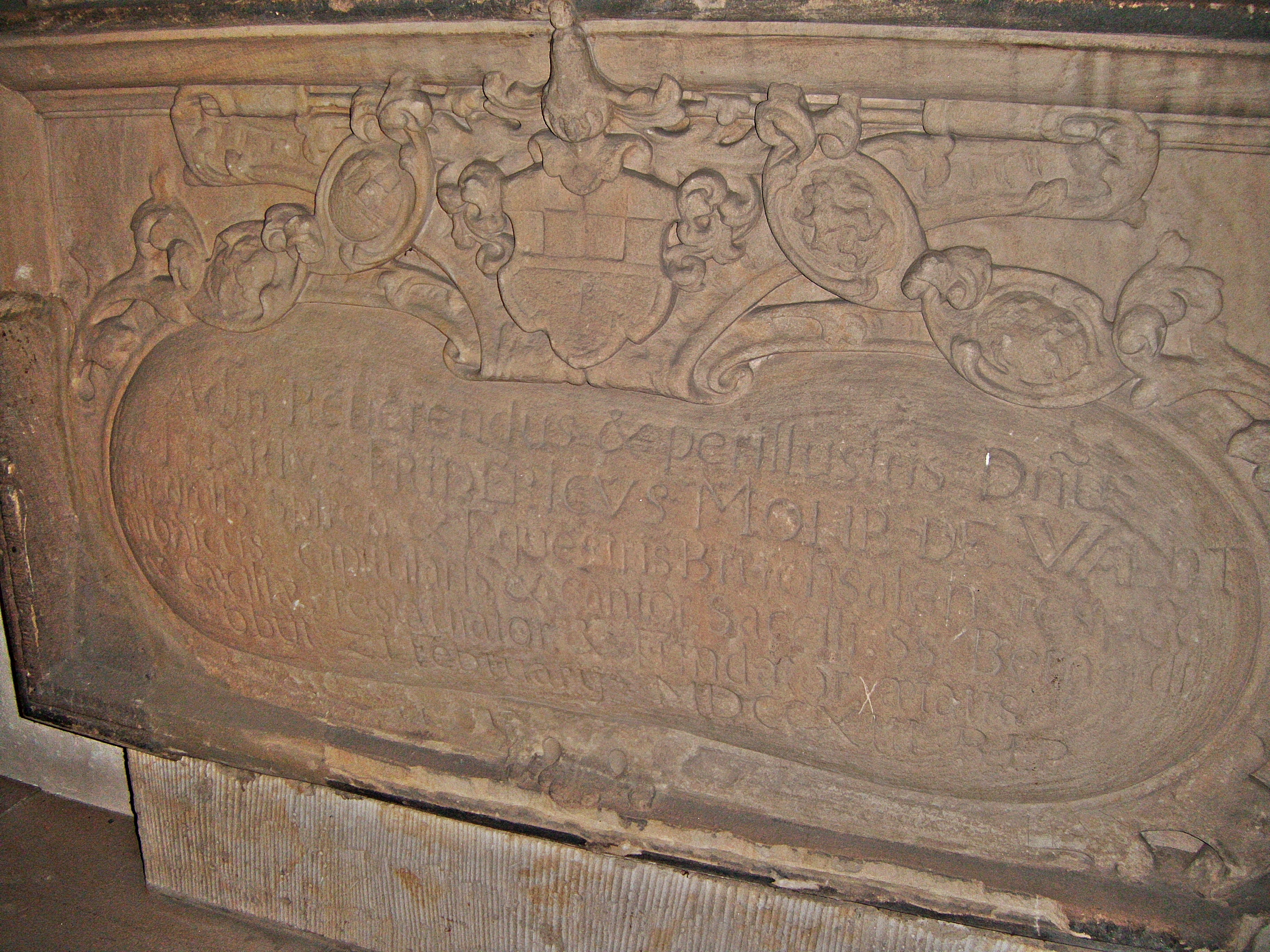
Epitaph von Lothar Friedrich Mohr von Wald, Domherr in Speyer

## Die Mohren in der Schweiz

### Mohrenwappen in der Zürcher Wappenrolle (14. Jahrhundert)
In der zwischen 1335 und 1345 entstandenen Zürcher Wappenrolle kommen auf dem Schild selbst oder im Wappenzier insgesamt neun Mohren vor: das von Schönegg, das von Gundelsdorf, das von Senn (Send), das von Ittendorf, das von Mandach und das von Kirchberg (Kilchberg), das von Freising sowie zwei unbestimmte.

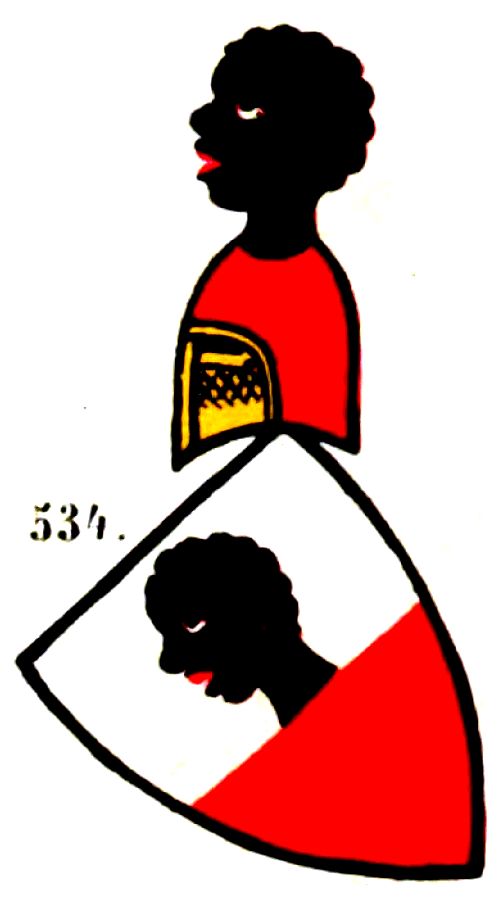
Mandacher Wappen in der Zürcher Wappenrolle
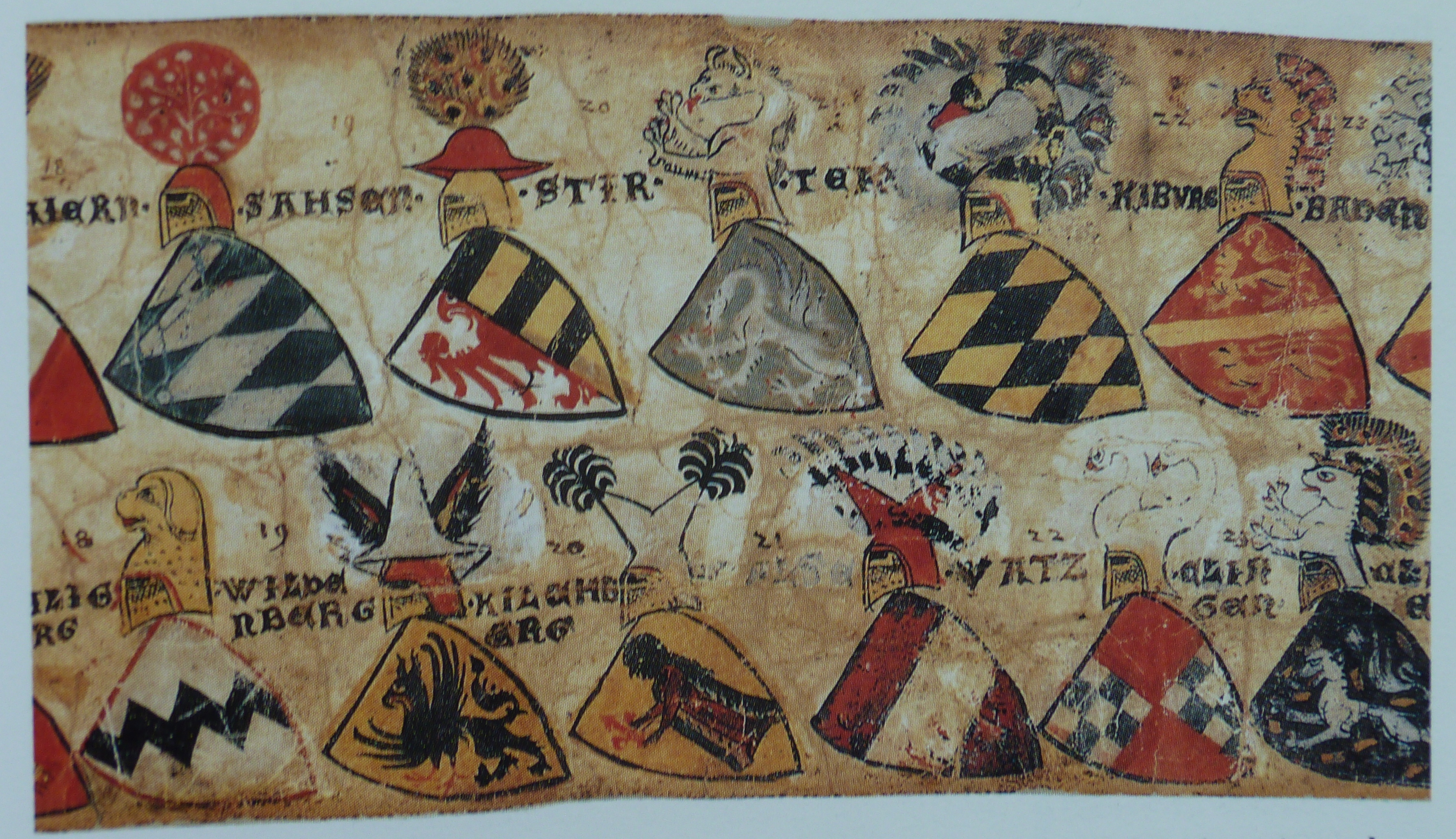
Ausschnitt mit Kirberger Mohrin
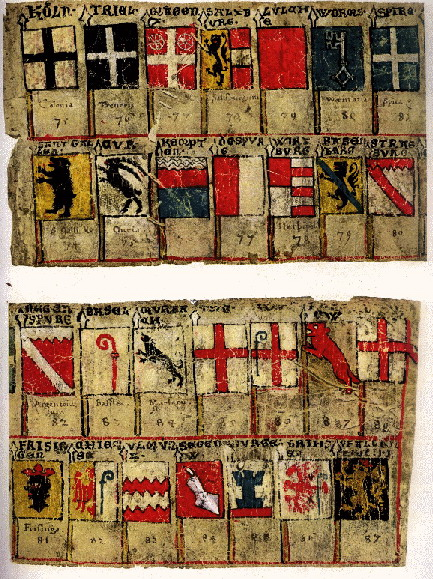
Ausschnitt mit Freisinger Mohr

### Heutige Gemeindewappen
In heutigen Wappen findet sich der Mohr in folgenden Gemeinden:
- Mohrener Mohr: Das Wappen von Mohren in der Schweiz trägt ein besonders aufschlussreiches Kopfbild eines Mohren.
- Mandacher Mohr: Das Wappen von Mandach geht auf einen Helmschild der Herren von Mandach (13. Jahrhundert) zurück, der volkstümlicher Deutung nach den hl. Mauritius darstellt, der auch der Schutzpatron der Kirche von Mandach ist.
- Flumenthaler Mohr: Das heutige Gemeindewappen von Flumenthal in der Schweiz zeigt ein Mohrenhaupt mit weißem Stirnband und Kragen sowie roten Lippen. Dieser ist so ähnlich schon im Vogteiwappen zu finden, bei dem man einen Zusammenhang mit dem heiligen Mauritius vermutet, der allem Anschein nach früher der Patron der Kirche war. Zudem ist der Weihetag der Kirche der Mauritzentag (22. September) 1514.[66]
- Oberweninger Mohr: Das heutige Gemeindewappen von Oberweningen zeigt ebenfalls einen Mohr. Vermutet wird die Übernahme des Wappens der Ritter von Mandach, die in Oberweningen Grundbesitz hatten, oder aber eine Schöpfung als „sprechendes“ Wappen der lokal ansässigen Familie Moor.
- Möriken-Wildegger Mohr: Und auch das Gemeindewappen von Möriken-Wildegg trägt einen Mohrenkopf. Die Deutung des Ortsnamens als Mohrenkopf erscheint erstmals 1592 auf einem Grenzstein.
- Mohr von Avenches/Waadtland: Das Wappen des Städtchens Avenches zeigt in rot einen schwarzen Mohrenkopf mit weißem Stirnband.
- Mohren von Cornol/Jura: Das Wappen von Cornol (früherer deutscher Name: Gundelsdorf) zeigt drei schwarze Mohrenköpfe mit rotem Stirnband und Ohrring.

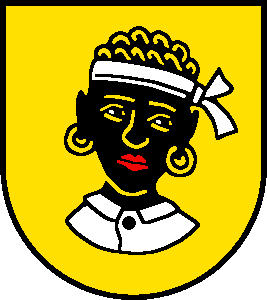
Wappen der Gemeinde Flumenthal
Wappen der Gemeinde Mandach
Wappen der Gemeinde Oberweningen
Wappen der Gemeinde Möriken-Wildegg
Wappen von Avenches/Waadtland
Wappen der Gemeinde Cornol, Kanton Jura

### Wappen der Berner Zunft zum Mohren
Zudem findet sich der Mohr im Wappen der Berner Zunft zum Mohren. Aufgrund des kolonialen Hintergrundes gab es um dieses Wappen zuletzt Auseinandersetzungen in der Berner Lokalpolitik.

## Mohr und Mohrin im Wappen der Grafen von Strasoldo

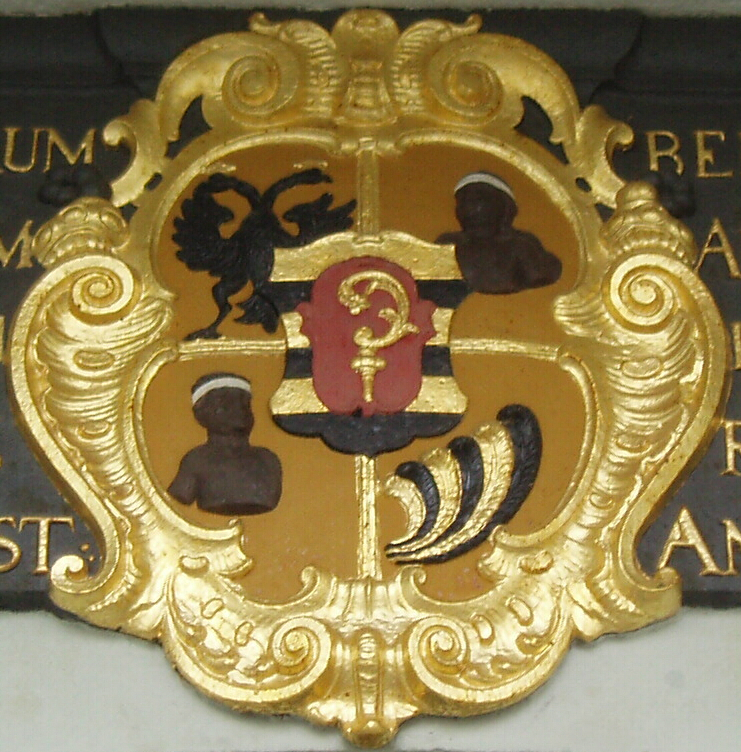
Wappen des Eichstätter Fürstbischofs Raymund Anton von Strasoldo in Schloss Hirschberg, 1764

Der Eichstätter Fürstbischof Raymund Anton Graf von Strasoldo (1757–1781) hatte nach allgemeiner Deutung in zwei Vierteln seines Wappens das Brustbild einer Mohrin mit silberner Stirnbinde mit abflatternden Bändern sowie roten Ohrringen. Das Stammwappen derer von Strasoldo, Uradel aus der Markgrafschaft Friaul, zeigt noch einen wachsenden Äthiopier mit kurzen und eine wachsende Äthiopierin mit langen Haaren. 1641/1673 kommt beim Äthiopier eine silberne Kopfbinde hinzu, dann auch bei der Äthiopierin.

## Die Mohren von Aragon, Sardinien und Korsika

### Aragonesische Mohren
Bereits alte spanische Chroniken berichten davon, dass Peter I. in der Schlacht von Alcoraz vier maurische Könige enthaupten ließ. Entweder er selbst oder sein Nachfolger hätte diese Köpfe in seinen Wappenschild aufnehmen lassen, als Symbol für die Rückeroberung vier ehemals maurischer Gebiete.
Spätestens 1281 führte Peter III., König von Aragon (Spanien), endgültig dieses Hoheitszeichen ein, das dann lange Zeit als Siegel verwendet wurde. Es handelt sich jeweils um einen weißen Schild mit dem roten St.-Georgs-Kreuz und den Köpfen von vier Mohren mit weißem Stirnband.

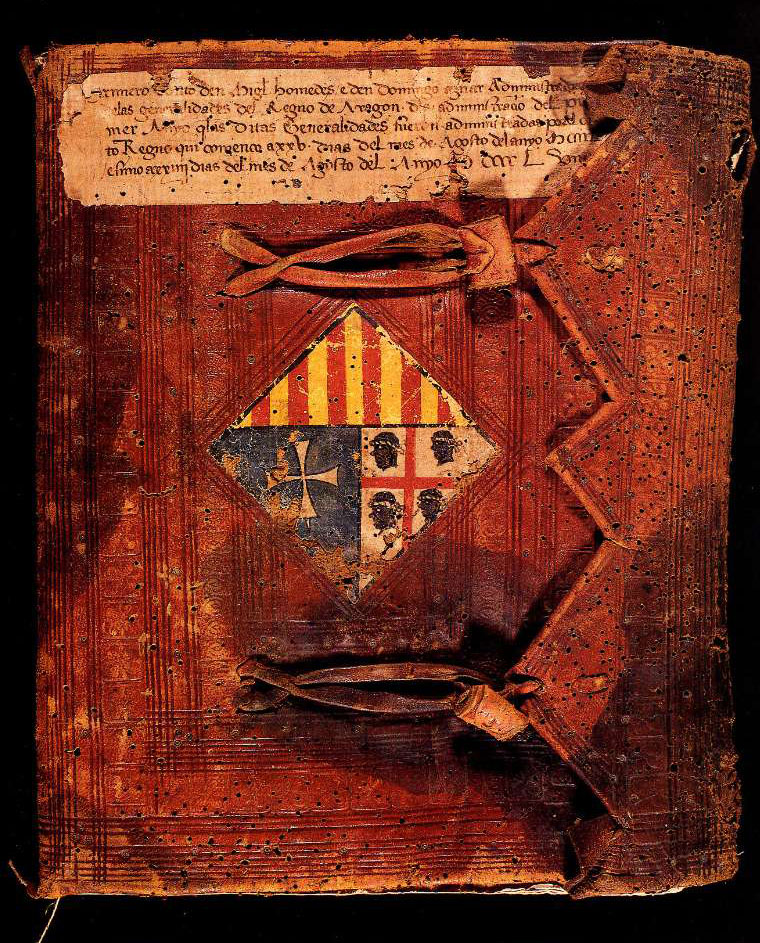
Aragon, 1450
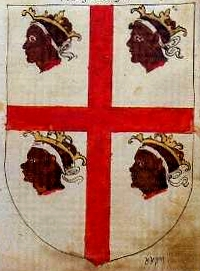
Aragonesisches Kreuz von Alcoraz, 1539
Escudo de Aragón

### Sardische Mohren
Das Landeswappen der italienischen Insel Sardinien zeigt wie das aragonische Wappen vier maurische Köpfe. Das Königreich Sardinien war seit dem 14. Jahrhundert ein aragonesisches Vizekönigreich, doch erst im 17. Jahrhundert wurde das ursprünglich aragonische Wappen durch Philipp IV. von Spanien offiziell für Sardinien eingeführt, indem er es auf Münzen prägen ließ.

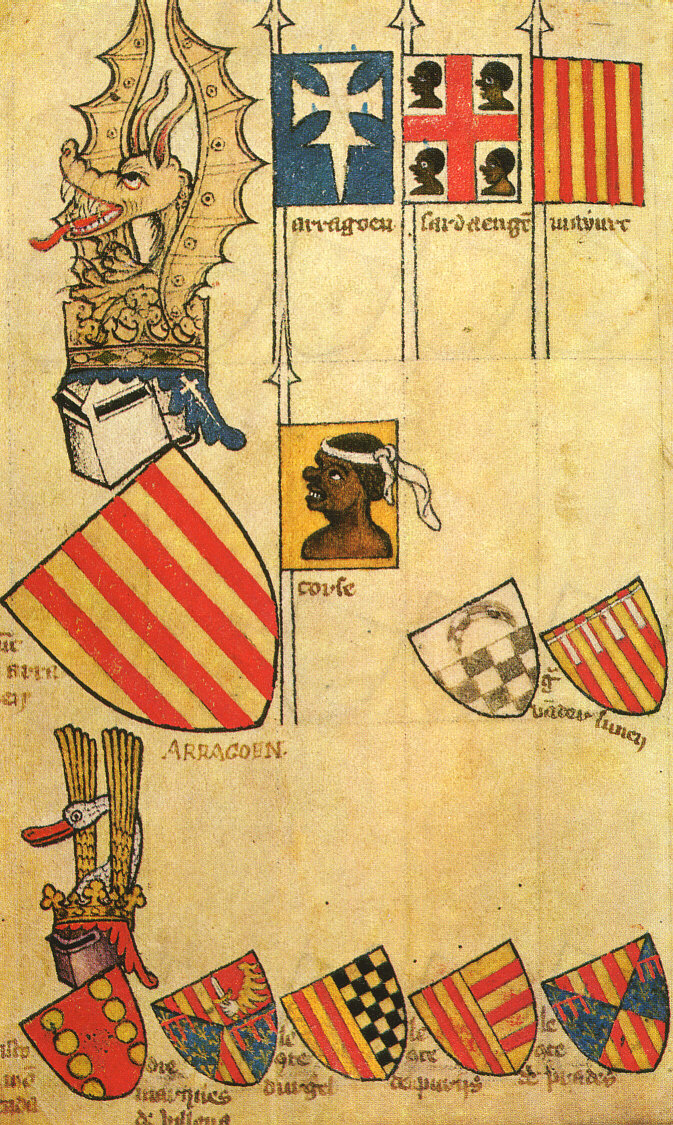
Armorial Gelre (Folio 62r), zwischen 1370 und 1414
Flagge Sardiniens
Flagge Korsikas
Königreich Korsika

### Korsischer Mohr

Wappen Korsikas

Das Landeswappen der französischen Insel Korsika zeigt ebenfalls einen Kopf eines „Mohren“ oder Mauren (Testa Maura). Er wird in Verbindung gebracht mit dem Kampf gegen die sarazenischen Mauren im 9. und 10. Jahrhundert. Eine sagenhafte Gestalt des damaligen korsischen Widerstandes war Ugo Colonna. Dieser soll auch den Mohrenkönig Nugalon bezwungen und danach alle heidnischen Korsen haben taufen lassen (Zwangstaufe). Diese maurische Herrschaft spiegelt sich in korsischen Ortsnamen wie Campomoro, Morosaglia, Morsiglia usw. wider. Schon bald darauf tauchte der Mohrenkopf in diversen Siegeln und Wappen auf. Doch erst 1762 wurde der Mohrenkopf mit Stirnband von Pascal Paoli und der von ihm geleiteten Consulta zum offiziellen Wappen und Symbol für den Freiheitskampf der Korsen bestimmt. Der Legende nach geht dieses Symbol auf einen Kampf zwischen einem arabischen Herrscher, einem Mauren, und einem Korsen um dessen Verlobte zurück, die der Maure entführt hatte. Im Kampf blieb der Korse siegreich, und er schlug dem Mauren den Kopf ab, spießte ihn auf eine Lanze und reckte ihn hoch in den Himmel. Das Stirnband geht dagegen auf eine andere Legende zurück. Nach dem Sieg der Pisaner und Genueser über die Mauren sollte ein maurischer Gefangener hingerichtet werden, dem dazu die Augen mit einem weißen Tuch verbunden wurden. Der Maure wollte aber sehenden Auges sterben und schob daher das Tuch hoch zur Stirn. Wahrscheinlicher ist jedoch, dass die Fahne vom König von Aragon eingeführt wurde.
Vincentellu d’Istria, der für Aragon und gegen die pisanischen und genuesischen Besatzer kämpfte, brachte es bis zum Vize-König. Er wurde aber von den Besatzern geschlagen und in Genua hingerichtet; dennoch wird dieser Kampf heute als Beginn der korsischen Monarchiebewegung angesehen.
Als dann der deutsche Baron Theodor von Neuhoff sich am 12. März 1736 selbst zum ersten und einzigen König Korsikas machte, führte er bei seinem Triumphzug durch Korsika ein Porträt seiner Person mit, auf dem unten ein Wappen abgebildet war, das auf dem Schild den nach rechts gerichteten Kopf eines Mohren mit verbundenen Augen und einer Kette um den Hals zeigte.
Erst Paoli hat das Tuch als Zeichen der Freiheit zum Stirnband umfunktioniert und etwas später auch die Halskette weggenommen.

### Mohrenwappen der florentinischen Adelsfamilie Pucci

Das Mohrenwappen des Kardinals Lorenzo Pucci

Da sich die Puccis in ihrer Stammlinie auf die Sarazenen zurückführen, führen sie einen sogenannten „Mohrenkopf“ in ihrem Wappen. Besonders bekannt wurde dies durch das Kardinalswappen von Lorenzo Pucci im 16. Jahrhundert.

### Mohren und Mauren auf Wappen in Portugal, insbesondere in der Algarve
Auch das portugiesische Königreich Algarve führte zunächst zwei Mohren im Wappen, die den aragonesisch-sardinisch-korsischen Mohren ähnelten. Später wurden die Schwarzen in den Wappenfeldern jedoch durch mehr arabisch aussehende Mauren ersetzt. Auch in den einzelnen Wappen bzw. Flaggen mehrerer Orte der Algarve und im Wappen von Évora haben sich diese arabisch-berberischen Mauren-Köpfe bis heute erhalten, so in Albufeira, Alcoutim, Aljezur, Benafim, Carvoeiro, Castro Marim, Estômbar, Lagoa, Loulé, Monchique, Olhão, Portimão, São Brás de Alportel, São Marcos da Serra, Silves, Tavira, Vila do Bispo, Vila Nova de Cacela und Vila Real de Santo António.

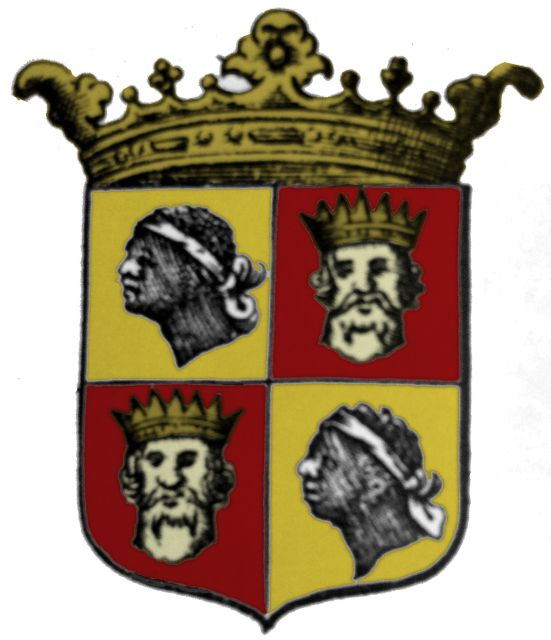
Wappen des portugiesischen Königreichs Algarve (1666)
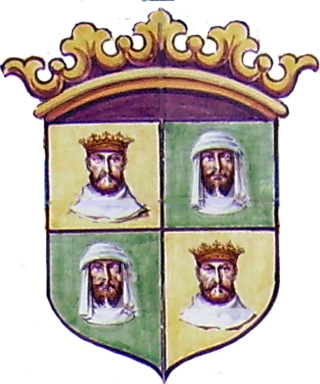
Detail eines Azulejos in Olhao mit mehr arabisch aussehenden Mauren (2007)
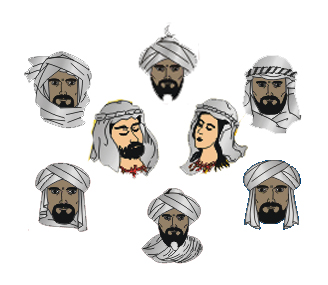
Auswahl maurischer Köpfe in den Wappen und Flaggen der einzelnen Algarve-Orte
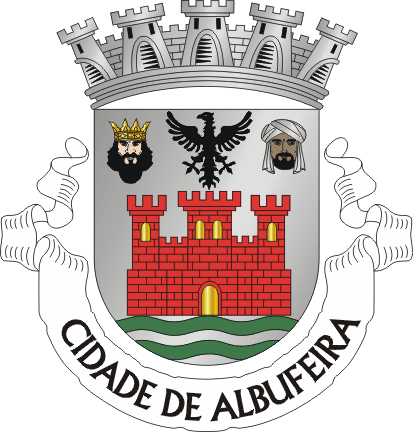
Wappen des Kreises Albufeira
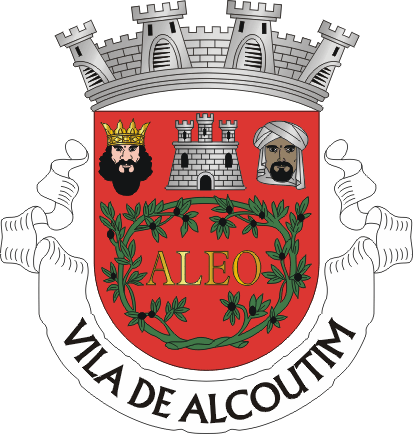
Wappen des Kreises Alcoutim
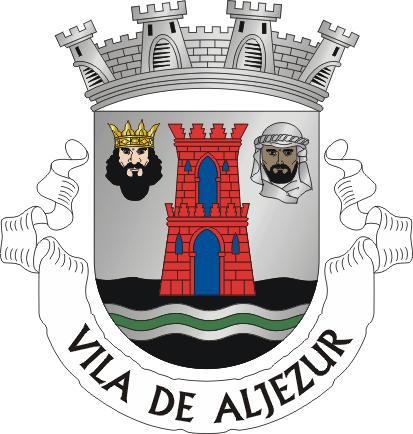
Wappen des Kreises Aljezur
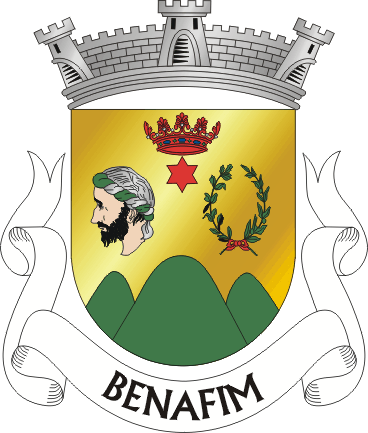
Wappen der Gemeinde Benafim, Kreis Loulé
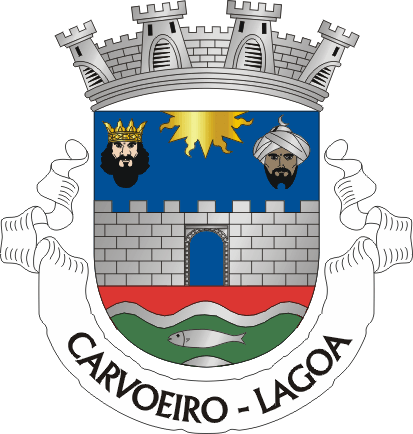
Wappen der Gemeinde Carvoeiro, Kreis Lagoa
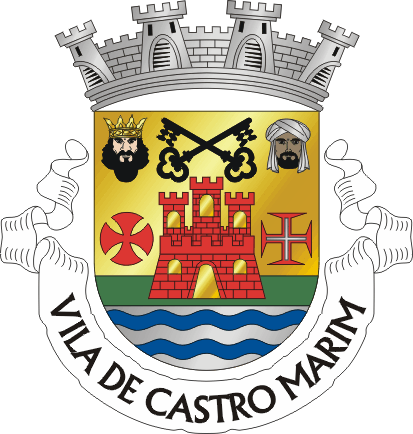
Wappen des Kreises Castro Marim
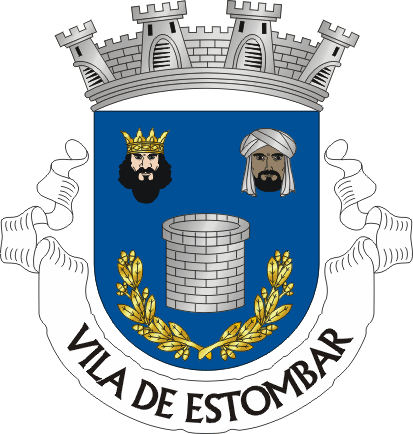
Wappen der Gemeinde Estômbar, Kreis Lagoa
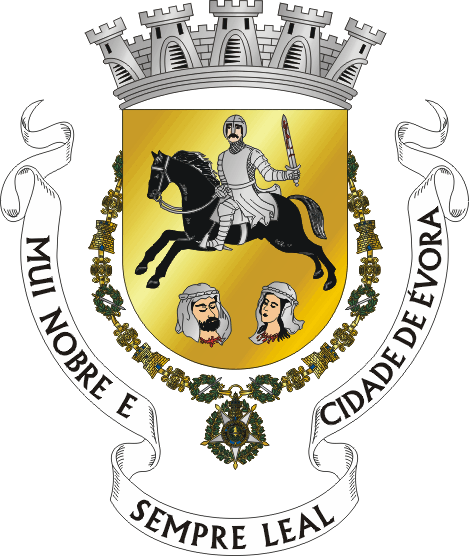
Wappen des Kreises Évora
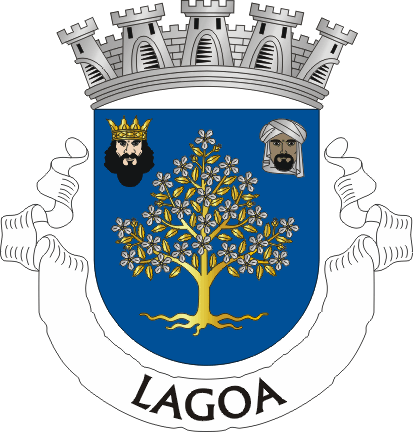
Wappen des Kreises Lagoa
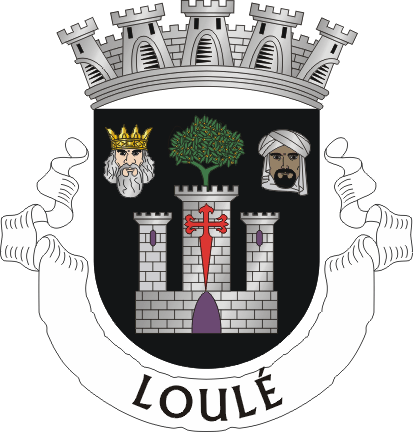
Wappen des Kreises Loulé
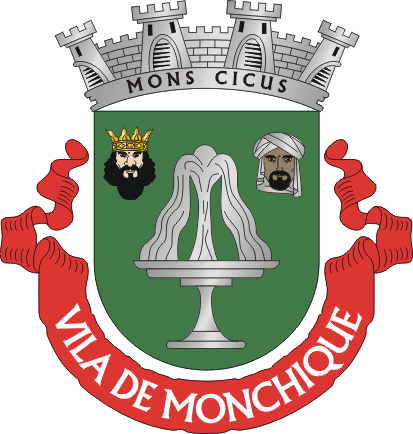
Wappen des Kreises Monchique
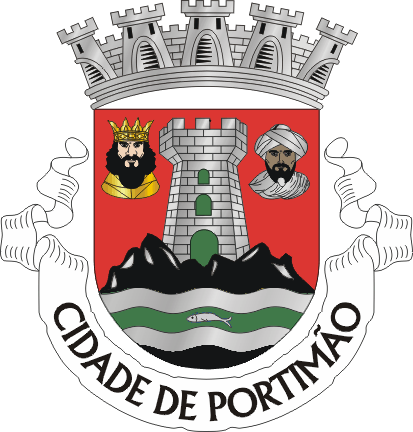
Wappen des Kreises Portimão
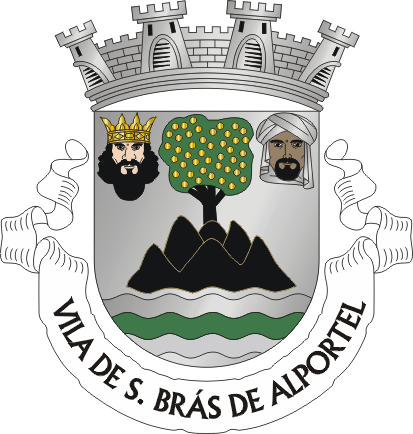
Wappen des Kreises São Brás de Alportel
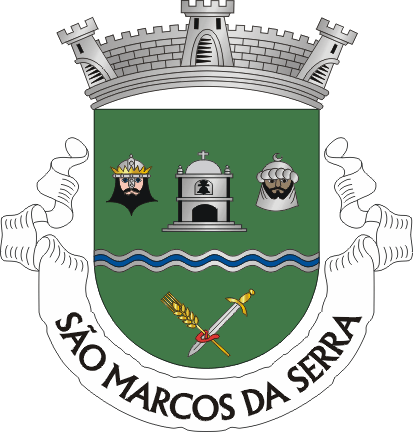
Wappen der Gemeinde São Marcos da Serra, Kreis Silves
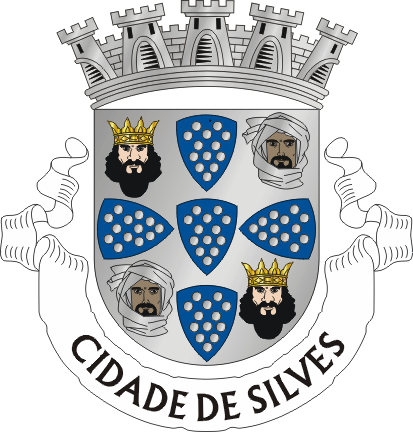
Wappen des Kreises Silves
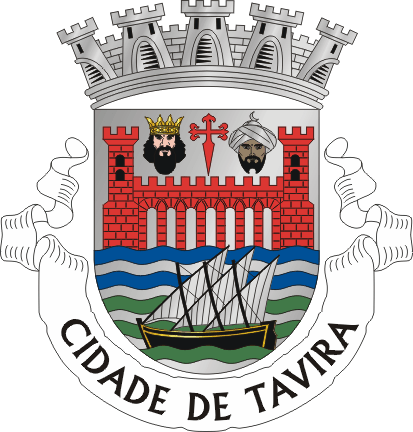
Wappen des Kreises Tavira
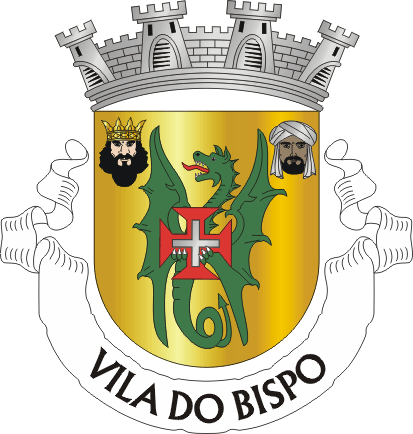
Wappen des Kreises Vila do Bispo
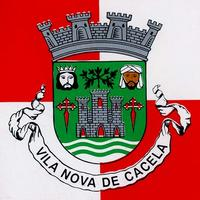
Wappen der Gemeinde Vila Nova de Cacela, Vila Real de Santo António
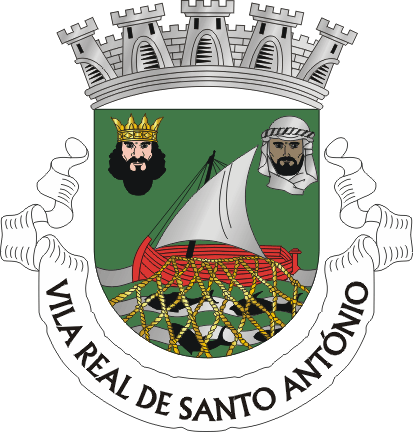
Wappen des Kreises Vila Real de Santo António

### Mohren auf den Wappen Portugiesisch-Guineas
Unter allen Wappen der Kolonien Portugals wurde besonders das Wappen für Portugiesisch-Guinea (das heutige Guinea-Bissau) von dessen afrikanischen Bewohnern als eine Provokation angesehen, da es einen goldenen Stab enthielt, den Portugals König Alfons V. einst anlässlich der Inbesitznahme Guineas hatte anfertigen lassen. Als eigentliche Provokation wurde dabei empfunden, dass an der Spitze des Stabes ein (abgeschlagener) Mohrenkopf prangte. Auch die Wappen von Bissau, der Hauptstadt der Kolonie, und Farim enthielten Darstellungen von Mohrenköpfen.

Portugiesisch-Guinea
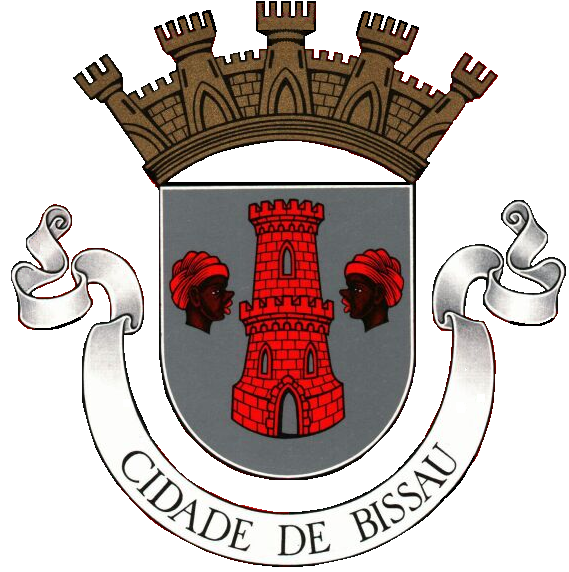
Bissau
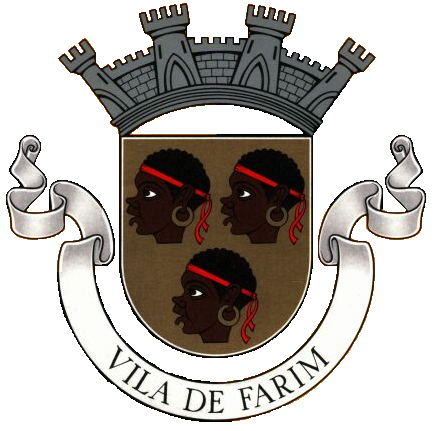
Farim

## Mohren als Wasserzeichen
Die Wasserzeichenkartei Piccard, die der Datierung von mittelalterlichen Codices dient, kennt mehrere Mohrenköpfe
- Mohrenkopf mit Stirnband ohne Krone, Ende 14. Jahrhundert, Codex 22 im Stadtarchiv von Tulln.[71]
- Mohrenkopf, Süddeutschland, letztes Viertel 14. Jahrhundert.[72]
- Mohrenkopf mit Krone, erstes Viertel 15. Jahrhundert.[73]